# Bergische Universität Wuppertal
Die Bergische Universität Wuppertal – kurz Uni Wuppertal sowie inoffiziell BUW – wurde 1972 im Zuge der NRW-Bildungsinitiative als Gesamthochschule gegründet. Seit 2003 wird sie unter dem heutigen Namen als Universität geführt. Im Wintersemester 2024/25 studierten an der Universität über 21.000 Studierende. Diese wurden von 270 Professoren in etwa 1030 Lehrveranstaltungen an drei Universitätsstandorten unterrichtet. Im selben Zeitraum wurden über 80 Studiengänge angeboten.
Die Hochschule verfügt über ein breites Fächerspektrum mit vielen interdisziplinären Verknüpfungen und Studiengängen wie der Sicherheitstechnik, Industrial Design oder Mediendesign, die in Wuppertal einzigartig oder in besonderer Weise angeboten werden. Vor allem die Bereiche Physik, Architektur oder Design erreichen regelmäßig gute Platzierungen in Vergleichsstudien, der Bereich der Gründungsqualifizierung wurde bereits mehrfach als bester Deutschlands ausgezeichnet, auch der Bereich der Lehramtsstudien zählt zu den führenden in Deutschland. Angehörigen der Universität werden regelmäßig Auszeichnungen und Ehrungen für wissenschaftliche Leistungen zuteil, viele weitere Wissenschaftler sind in nationalen und internationalen Gremien und Instituten vertreten.
2016 existierten fast 420 Forschungsgruppen, ein überregionaler DFG-Sonderforschungsbereich sowie ein DFG-Graduiertenkolleg. Die Universität ist unter anderem an internationalen Großforschungsprojekten wie IceCube, dem Pierre-Auger-Observatorium oder dem LHC Computing Grid beteiligt und stellt in diesen Bereichen einige der bedeutendsten Wissenschaftler. Mit Pleiades und QPACE befinden sich hier zwei der leistungsstärksten Rechenzentren der Welt. Ein jüngeres Ereignis ist die Entdeckung der Terahertz-Quelle, die als Meilenstein in der Terahertz-Technologie gilt. Auch einige der an der Universität ansässigen Institute wie das Martin-Heidegger-Institut, das Europäische Institut für internationale Wirtschaftsbeziehungen oder das Biblisch-Archäologische Institut haben überregionale Bedeutung.

## Geschichte

### Vorläufereinrichtungen

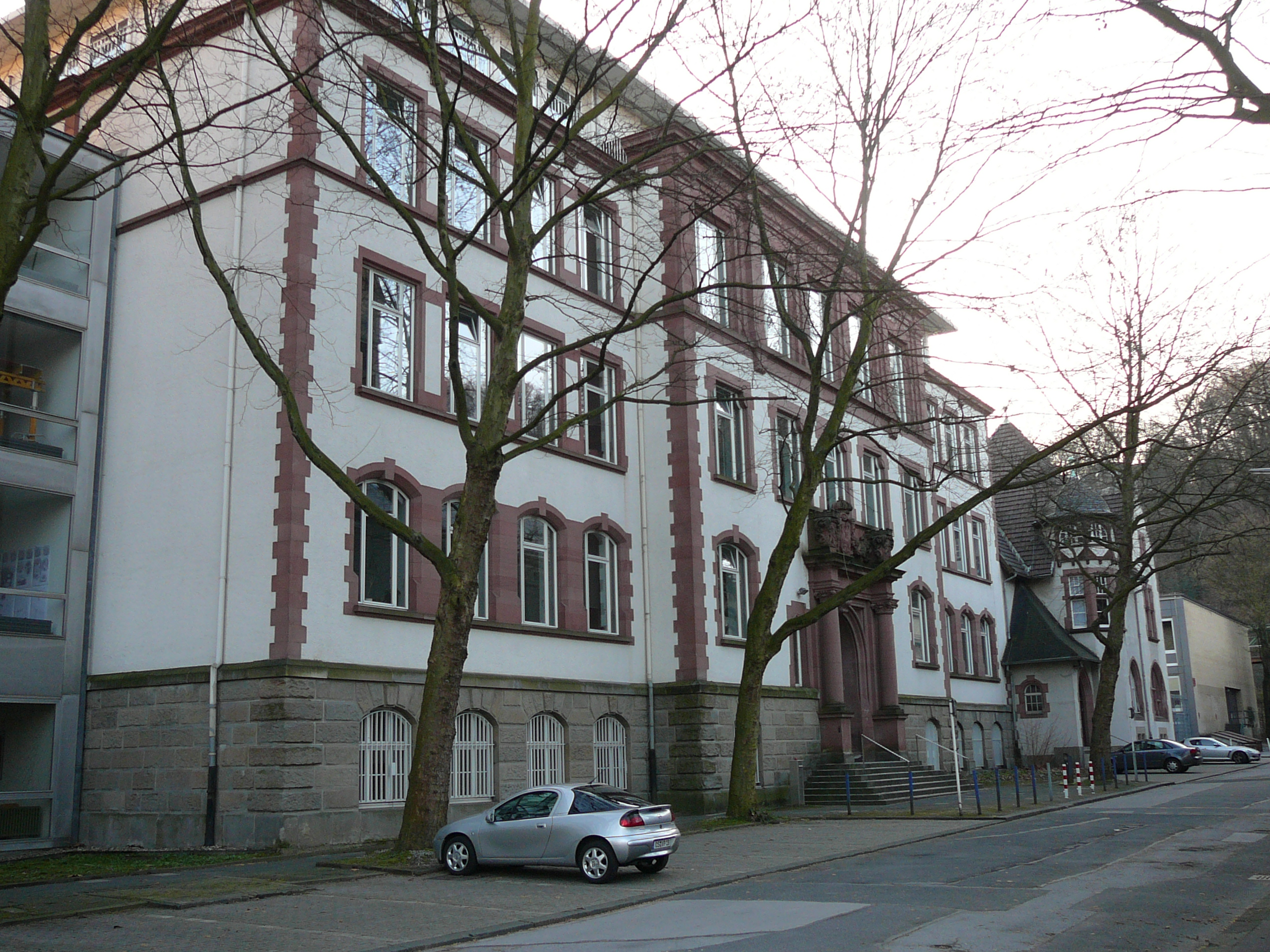
Gebäude der ehemaligen Königlich Preußischen Baugewerkschule für Elberfeld-Barmen, heute Teil des Campus Haspel

Als eines der ersten Vorgängerinstitute wurde 1863 eine Höhere Gewerbeschule im Tal der Wupper gegründet, die Ingenieure ausbildete. Seit 1898 trug sie den Namen Königliche Vereinigte Maschinenbauschule Elberfeld-Barmen. Zuvor hatten 1894 die Kunstgewerbeschule Barmen, 1896/1897 die Handwerker- und Kunstgewerbeschule Elberfeld sowie 1897 die Königlich Preußische Baugewerkschule für Elberfeld-Barmen ihren Lehrbetrieb aufgenommen. 1900 folgte die Preußische Höhere Fachschule für die Textilindustrie in Barmen. Bereits nach dem Zusammenschluss der Ortsteile Elberfeld und Barmen entstand 1938 die Höhere Fachschule für das Grafische Gewerbe.
Zum Wintersemester 1946 nahm die neu gegründete Pädagogische Akademie Wuppertal mit 200 Studenten ihren Lehrbetrieb auf. Sie wurde 1962 zunächst als eigenständige Pädagogische Hochschule und ab 1965 als Abteilung einer neuen, aus mehreren Standorten fusionierten Pädagogischen Hochschule Rheinland weitergeführt.
Der Ausbildungszweig der Kunstgewerbeschule wurde ab 1949 in eine Werkkunstschule überführt, zu der ein neues Institut für Industrieform (Industrial Design) gehörte. Ab 1963 wurde dort zusätzlich die eigenständige Höhere Fachschule für die Grafische Industrie mit den zwei Abteilungen Typografie/Layout und Druckereitechnik geschaffen. Zum Wintersemester 1964 begann in der Staatlichen Ingenieurschule für Maschinenwesen und Elektrotechnik in Remscheid mit 400 Studenten der Lehrbetrieb, in Wuppertal studierten in diesem Zweig seinerzeit über 500 zukünftige Ingenieure. Für die Ingenieurschule wurde ab 1969 ein Neubau in der Wuppertaler Fuhlrottstraße begonnen, der heutige Campus Grifflenberg.

### Gründung und Aufbau

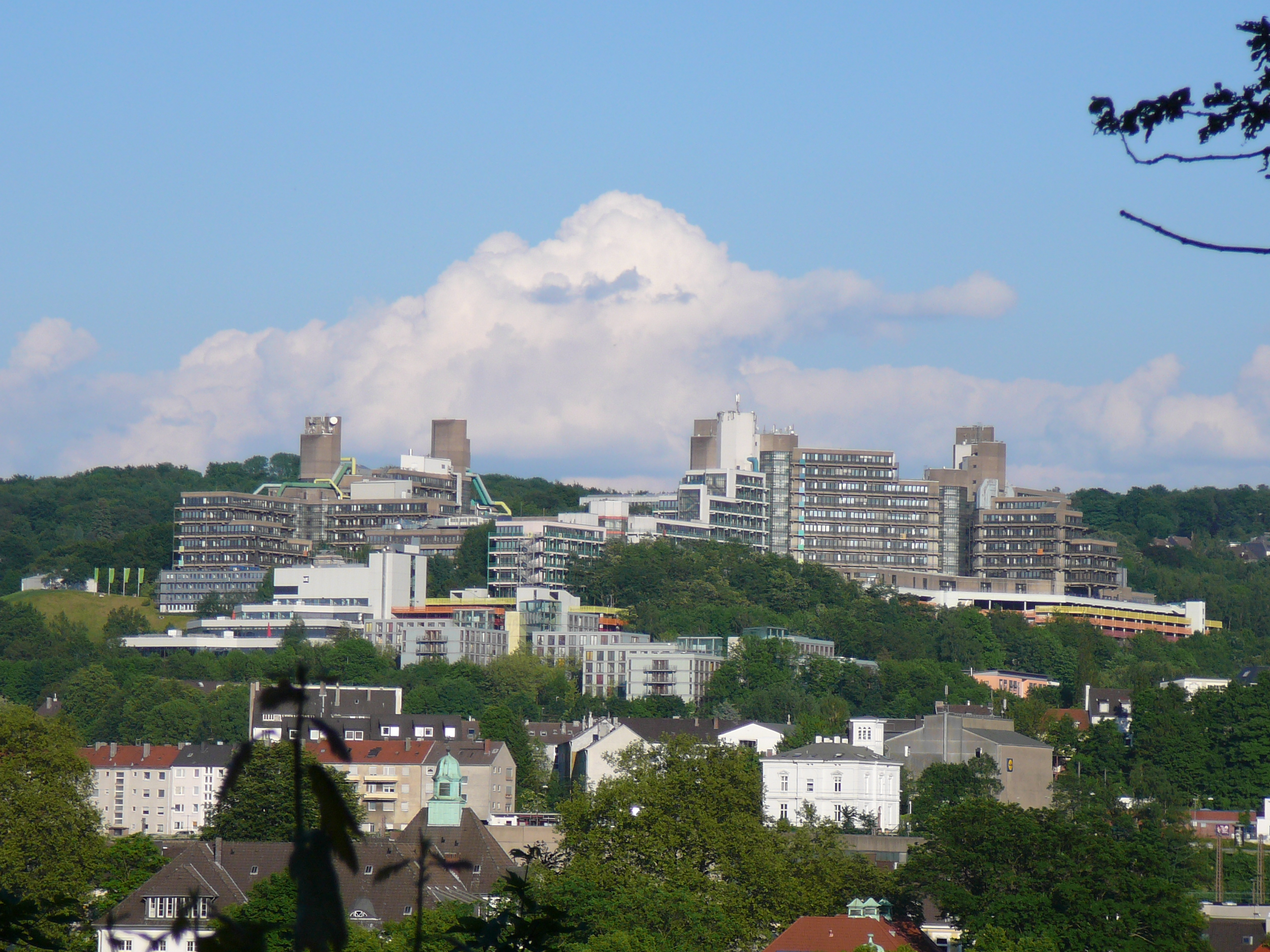
Die Bergische Universität vom Nützenberg aus gesehen, Campus Grifflenberg

1966 schlug der Vorsitzende der lokalen SPD-Fraktion sowie Landtagsabgeordnete Johannes Rau im Stadtrat die Gründung einer wissenschaftlichen Gesellschaft vor, die eine universitäre Hochschulgründung in Wuppertal vorbereiten sollte. Als Oberbürgermeister und Vorsitzender der SPD-Landtagsfraktion verfasste er drei Jahre später einen Brief an Ministerpräsident Heinz Kühn, in dem er die Gründung einer Gesamthochschule vorschlägt. Auf Beschluss der Nordrhein-Westfälischen Landesregierung wurden im August 1971 die Staatlichen Ingenieurschulen für Maschinenwesen und Elektrotechnik in Wuppertal und Remscheid, die Textilingenieurschule, die Staatliche Ingenieurschule für das Bauwesen, die Werkkunstschule Wuppertal und die Höhere Fachschule für die Grafische Industrie zur Fachhochschule Wuppertal zusammengefasst. Das Gebäude wurde wie zeitgleich auch die neuen Hochschulen in Duisburg, Essen, Paderborn und Siegen im Baukasten-Prinzip errichtet, die Kosten beliefen sich auf etwa 270 Millionen Mark. Zum 1. August 1972 nahm die Gesamthochschule Wuppertal als Zusammenschluss der Fachhochschule Wuppertal und der PH Rheinland, Abteilung Wuppertal, mit etwa 3500 Studenten ihren Lehrbetrieb auf.
Bereits 1973 wurde die Gesellschaft der Freunde der Bergischen Universität gegründet. Am 17. Juli 1974 wurde vom Gründungssenat der Name „Bergische Universität – Gesamthochschule Wuppertal“ beschlossen, der erst nach einem erneuten Beschluss des ersten gewählten Senats am 26. Mai 1983 vom Wissenschaftsministerium genehmigt wurde. Seit 1976 besteht ein Rahmenkooperationsvertrag mit der Technischen Akademie Wuppertal. Die Neubauten auf dem Grifflenberg konnten 1977 bezogen werden, die Schlüsselübergabe fand am 24. Oktober 1977 statt. Bereits 1978 verdoppelte sich die Zahl der Studierenden auf etwa 7000. Im selben Jahr wurde die Hochschule Mitglied der Deutschen Forschungsgemeinschaft, ein Jahr später der Europäischen Rektorenkonferenz.

### 1980 bis 2000

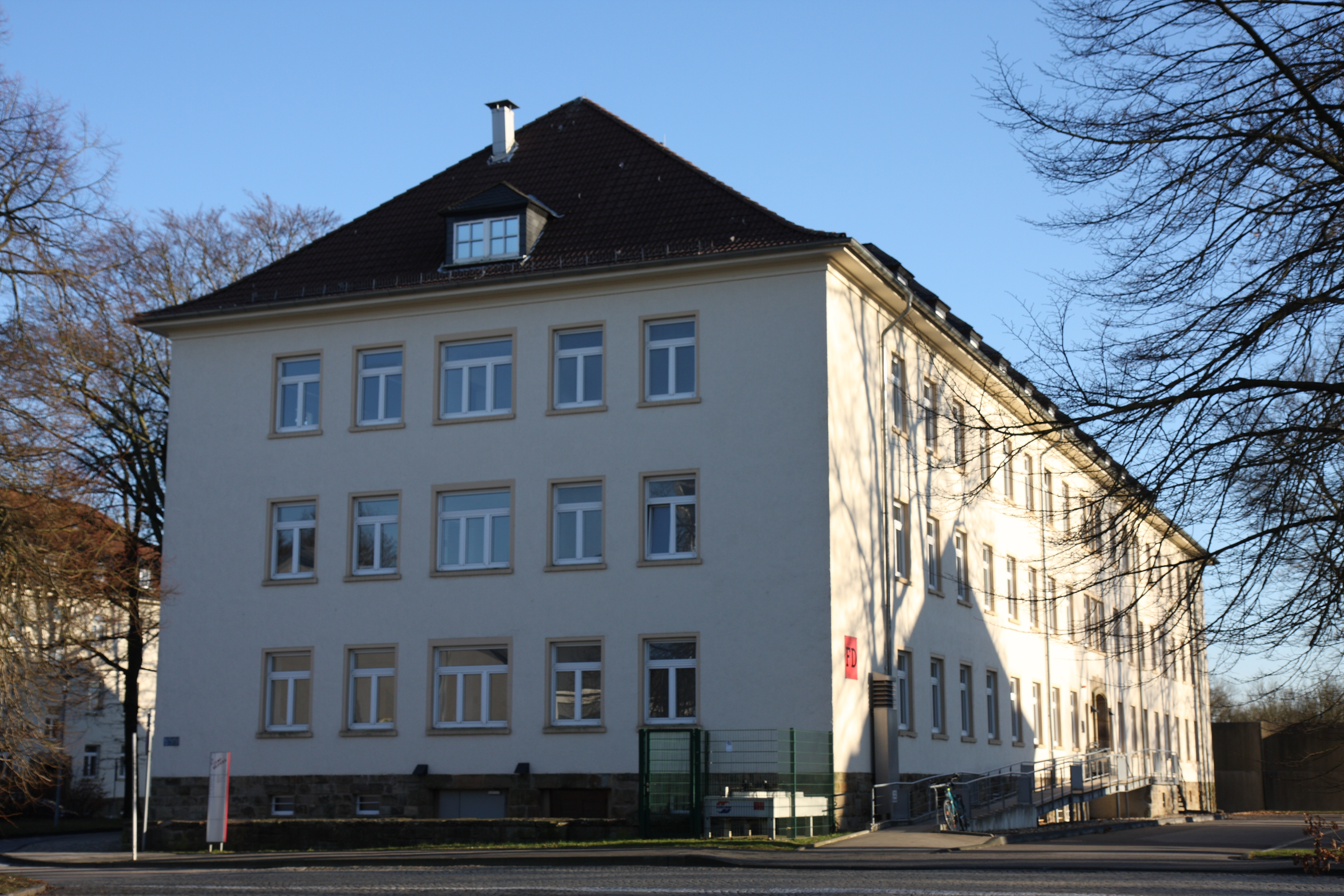
Ein Gebäude der 1994 erworbenen ehemaligen Generaloberst-Hoepner-Kaserne

1980 erhielt die Universität als erste Gesamthochschule einen DFG-Sonderforschungsbereich „Quantentheoretische und experimentelle Untersuchungen der Energiezustände einfacher Moleküle“ im damaligen Fachbereich Chemie. Genau zehn Jahre nach der Gründung waren bereits 11.000 Studierende eingeschrieben. 1985 wurde mit der Wissenschaftstransferstelle der Vorläufer des heute renommierten Gründungsstandortes eingerichtet. 1987 wurde Siegfried Maser neuer Rektor der Gesamthochschule. Im selben Jahr wurde die Uni-Halle eingeweiht und durch Bezug einer ehemaligen Konfektionskleiderfabrik in der Elberfelder Hofaue ein neuer Campus für Industrial Design errichtet, außerdem übergab Werner Schriefers der Gesamthochschule 5000 Objekte aus seiner Kunst-Sammlung (Design-Sammlung Schriefers). 1988 bot die Universität erstmals ein Seniorenstudium an. Schon 1989 kamen erstmals Überlastungsprobleme auf, da statt wie geplant 8500 Immatrikulierten über 16.000 Studenten eingeschrieben waren. Im selben Jahr begann das CRISTA-Forschungsprojekt, das der Hochschule Drittmittel in Höhe von 55 Millionen Deutsche Mark einbrachte.
Da nun auch am Campus Haspel Platzmangel herrschte, wurde die Pauluskirche im Stadtteil Unterbarmen als Hörsaal für Studierende der Architektur und des Bauingenieurwesens angemietet. Erich Hödl wurde zum 1. Oktober neuer Rektor. 1991 wurden erstmals studentische Tutorien angeboten. Anfang 1992 begann der Modellversuch „Hochschule und Finanzautonomie“ mit einem Haushaltsvolumen von 140 Millionen Mark. Bis zum Wintersemester 1994 stieg die Anzahl Immatrikulierter auf über 18.300 an, weshalb gegenüber dem heutigen Gebäude K provisorische Seminarcontainer aufgestellt wurden. Ende 1994 wurden daher große Teile der ehemaligen Generaloberst-Hoepner-Kaserne zum Bau des neuen Standortes am Freudenberg erworben. 1995 kaufte die Universitätsbibliothek ihr millionstes Buch. 1996 wurde der zehntausendste Lehrer seit Inbetriebnahme der Pädagogischen Hochschule 1946 ausgebildet. Der Studiengang Druckereitechnik bezog 1999 als erster den neuen Campus Freudenberg. Zum 1. Oktober wurde Volker Ronge neuer Hochschulrektor.

### Ab 2000

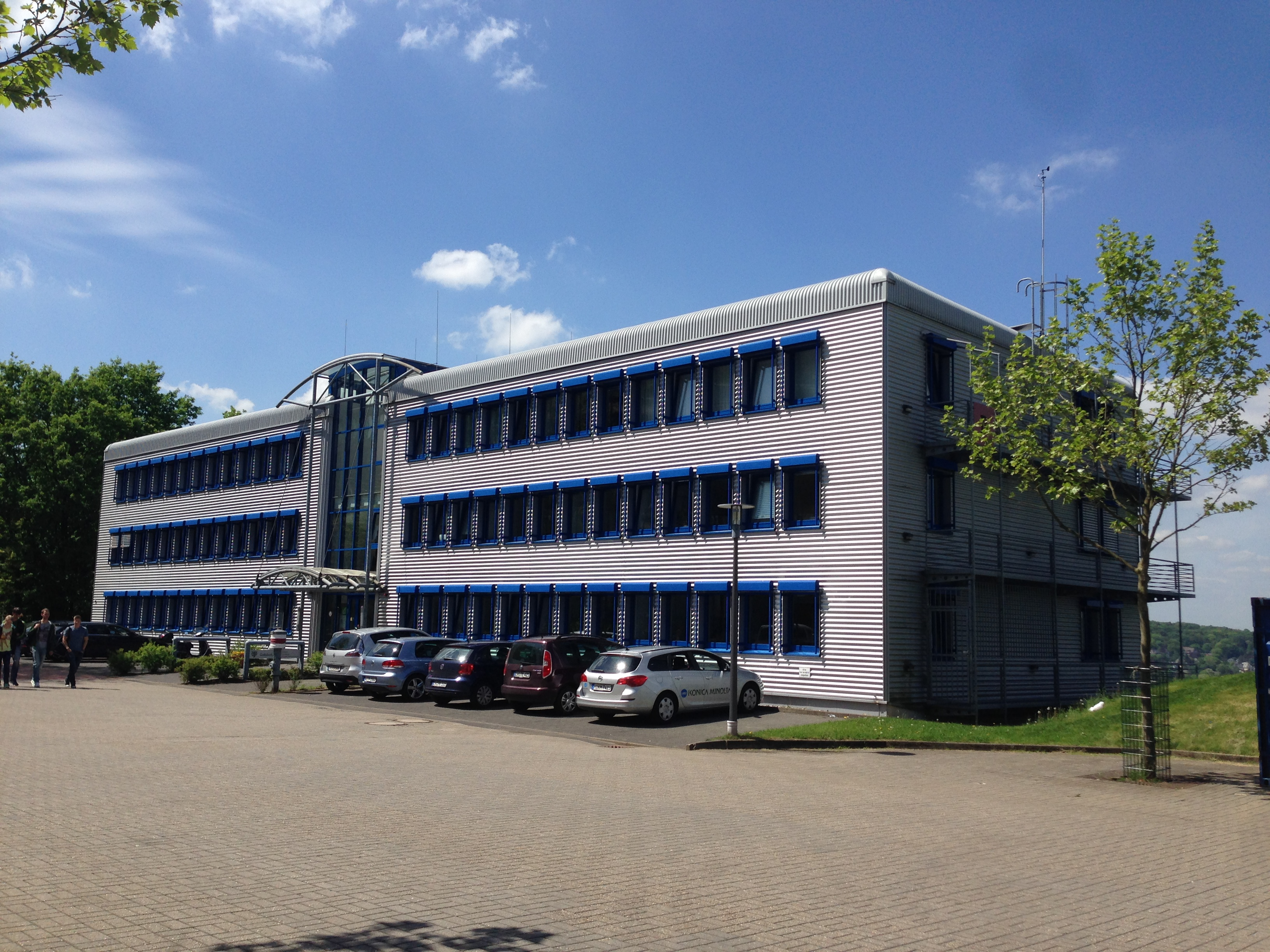
Das bis 2004 neu errichtete Rektoratsgebäude B

Ein von Wissenschaftsministerin Gabriele Behler eingesetzter Expertenrat kritisierte am 20. Februar 2001 die Entwicklungsplanung und stellte erhebliche Schwächen in einigen Bereichen fest. Innerhalb von drei Jahren müsse die Universität mit externer Hilfe ein revidiertes Konzept vorlegen. Sogar die Schließung der Universität stand im Raum.
Im Juni 2002 übergaben Volker Ronge und der eingesetzte Mediator Hans N. Weiler den Mediations-Abschlussbericht an Behler. Der Bericht sah eine Reduzierung von 13 auf sieben Fachbereiche und die Gründung eines neuen Fachbereichs für Bildungsforschung vor, und er stellte jede dritte Professur für eine potenzielle Umwidmung zur Disposition. 2003 fiel die Zusatzbezeichnung „Gesamthochschule“ weg, seither lautet der offizielle Name „Bergische Universität Wuppertal“. Die beantragte Neugliederung der nun sieben Fachbereiche A–G trat zum Wintersemester 2003/04 in Kraft. Durch eine neue Gebührenordnung, die Studenten mit mehr als dem Eineinhalbfachen der üblichen Regelstudienzeit betraf, sank die Studierendenzahl 2004 auf knapp 12.000. Im selben Jahr startete der erste Kombinatorische Studiengang. Am 2. September wurde der erste „Tag der Forschung“ veranstaltet.
Seit 2006 gehört die Universität zum Kreis der Partnerhochschulen des Spitzensports. Von 1996 bis 2006 stieg der Frauenanteil an Studierenden von 36 % auf über 50 %. Seit Januar 2007 ist die Universität, wie alle nordrhein-westfälischen Hochschulen auch, eine Körperschaft öffentlichen Rechts. Am 29. Juni wurden Josef Beutelmann, Christiane Spiel, Hans-Udo Klein, Achim Meyer auf der Heyde, Gerhard Hanswille und Friedrich Steinle zu den ersten Mitgliedern des neuen Hochschulrates ernannt. Am 12. März 2008 wurde Lambert T. Koch Rektor der Bergischen Universität. Für die erfolgreiche Steigerung des Frauenanteils in den Professuren erhielt die Universität Ende April 2009 ca. 1 Mio. Euro aus dem nordrhein-westfälischen Strukturfonds und erzielte das landesweit zweitbeste Ergebnis nach der Universität Paderborn. Zum 30. April führte die Universität ein aus sechs Profillinien bestehendes Leitbild ein (siehe unten).

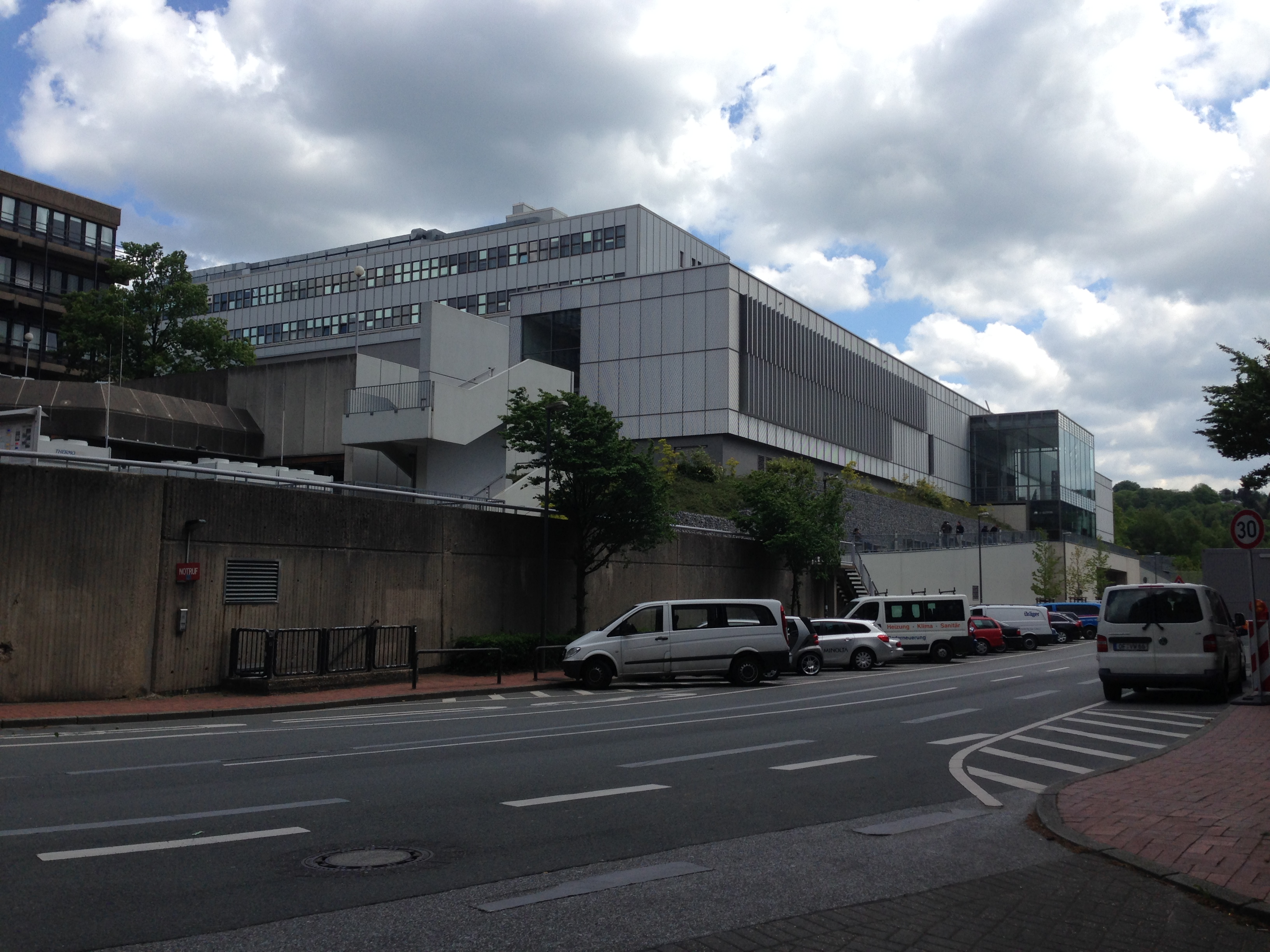
Das Hörsaalzentrum K, dahinter Gebäude I

Nach dem bundesweiten Bildungsstreik des Vorjahres wurden am 19. Mai 2010 weitreichende Verbesserungen der Studienstruktur und -organisation vorgestellt. Seit Oktober 2011 bietet die Universität gemeinsam für Studierende, Gasthörer und Seniorenstudierende ein Studium generale an. 2012 erschien die erste Ausgabe des „Absolventenjahrbuchs“, das Absolventen aller Fakultäten umfasst und damit bundesweit einmalig ist. 2013 wurde der Universität nach erfolgreicher Arbeit in der Gleichstellung sowie der Beteiligung am EU-Forschungsprojekt „GenderTime“ die Aufnahme in die höchste Qualifikationsstufe 4 zuerkannt. Zum Wintersemester 2016/17 erfolgte eine Umstrukturierung von sieben Fachbereichen zu acht Fakultäten.

## Leitung
Das Rektorat leitet die Universität für sechs Jahre. Zum September 2022 nahm es in dieser Besetzung die Arbeit auf:
- Rektorin: Birgitta Wolff
- Kanzlerin: Ursula Löffler (seit September 2023)[15]
- Prorektorat:[16][17]
  - Studium und Lehre: Susanne Buch
  - Forschung und Digitales: Stefan Kirsch
  - Third Mission: Peter Gust
  - Nachhaltige Organisationsentwicklung und Diversität: Gertrud Oelerich

Der Senat ist ein zentrales Gremium der Selbstverwaltung. Ihm gehören 24 stimmberechtigte Personen an, die alle zwei Jahre in vier Statusgruppen (Hochschullehrende, akademische Mitarbeitende, Mitarbeitende aus Technik und Verwaltung, Studierende) gewählt werden.
Der Hochschulrat hat beratende und überwachende Funktionen. Er besteht aus sieben Ehrenamtlichen, davon zwei Universitätsangehörige und fünf Externe. Seit dem 1. September 2022 sitzen im Hochschulrat:
- Josef Beutelmann (Vorsitz), Aufsichtsratsvorsitzender der Barmenia Versicherungen
- Rita Casale, Hochschullehrerin Erziehungswissenschaften
- Heike Faßbender, Hochschullehrerin Mathematik an der TU Braunschweig
- Christa Neuper, ehemalige Rektorin der Karl-Franzens-Universität Graz
- Achim Meyer auf der Heyde, ehemaliger Generalsekretär des Deutschen Studentenwerks
- Christiane Spiel, Hochschullehrerin der Psychologie an der Universität Wien
- Markus Zdrallek, Hochschullehrer Elektrische Energieversorgungstechnik

## Zentrale Einrichtungen
Die Bergische Universität unterhält acht fakultätsübergreifende akademische Einrichtungen, die durch eigene Kommissionen unterstützt und beaufsichtigt werden. Diese Zentralen Einrichtungen sind (Stand 2024):
- der Hochschulsport,
- das International Center (IC),
- das Sprachlehrinstitut (SLI),
- das Startup Center
- das Universitätsarchiv
- die Universitätsbibliothek Wuppertal,
- die Zentrale Studienberatung (ZSB)
- das Zentrum für Informations- und Medienverarbeitung (ZIM)

## Gleichstellung
Seit Januar 2021 ist die Wirtschaftswissenschaftlerin Brigitte Halbfas zentrale Gleichstellungsbeauftragte. Von 2000 bis 2020 war die Sozialwissenschaftlerin Christel Hornstein Gleichstellungsbeauftragte, die bereits Sprecherin der Landeskonferenz der Gleichstellungsbeauftragten an Hochschulen war. Zudem berät die 22-köpfige Gleichstellungskommission sowohl die Hochschule als auch die Gleichstellungsbeauftragte. Die Kommission besteht aus vier Gruppen (Hochschullehrende, akademische Beschäftigte, weitere Angestellten, Studierende), ständigen Gästen sowie den Vorsitzenden.
Die Arbeit des Gleichstellungsbüros der Universität wurde bisher mehrfach ausgezeichnet. Vom Bundesministerium wurde das zukunftsweisende Gleichstellungskonzept als positiv begutachtet und mit drei Förderzusagen für Regelprofessuren versehen. Für das Modell „Kinderfreizeiten in der Uni“ erhielt die Universität den lokalen Innovationspreis und gehört zu den familienfreundlichsten Unternehmen in der Stadt. Für das Redesign des Gleichstellungsmagazins wurde die Studentin Jessica Scholz mit dem international renommierten Award for Typographic Excellence ausgezeichnet. Die Förderlinie „Wege in die Wissenschaft – ein Qualifizierungsprogramm mit Genderprofil“ wurde als eines von wenigen deutschen Beispielen in den Report des EU-Projektes „GENDERA“ (Gender Debate in the European Research Area) aufgenommen, der Ergebnisse vorbildlicher Maßnahmen aus neun Partnerländern aufarbeitet. 2013 wurde die Bergische Universität von der Deutschen Forschungsgemeinschaft für die Umsetzung forschungsorientierter Gleichstellungsstandards in die Qualifikationsstufe 4 aufgenommen, der zu dem Zeitpunkt 22 von 68 deutschen Hochschulen angehörten.

## Lehrbetrieb

### Fakultäten
Die Universität bot 2024 in acht Fakultäten und der School of Education über 100 Studiengänge an:
1. Fakultät für Geistes- und Kulturwissenschaften
2. Fakultät für Human- und Sozialwissenschaften
3. Fakultät für Wirtschaftswissenschaft – Schumpeter School of Business and Economics
4. Fakultät für Mathematik und Naturwissenschaften
5. Fakultät für Architektur und Bauingenieurwesen
6. Fakultät für Elektrotechnik, Informationstechnik und Medientechnik
7. Fakultät für Maschinenbau und Sicherheitstechnik
8. Fakultät für Design und Kunst
9. School of Education

Die School of Education ist keine eigene Fakultät, da die Fachdidaktiken in die vorhandenen Fakultäten integriert sind und sie als fakultätsübergreifende „Querschnittsorganisation“ in erster Linie Möglichkeiten zur Mitwirkung und Vernetzung bieten soll.

### Besondere Studienfächer/Professuren
Im Jahr 1975 führte die Universität Wuppertal den Studiengang Sicherheitstechnik ein. Ein Studiengang mit ähnlich breiter Ausrichtung wird an keiner anderen Universität in Deutschland angeboten. Im Zuge dieses Studiengangs werden Fachkenntnisse im Brandschutz, Arbeitsschutz, Umweltschutz und Qualitätsingenieurwesen vermittelt.
Ein Novum in der Bundesrepublik stellt seit dem Wintersemester 2009/10 der Studiengang Mediendesign/Designtechnik dar. Das Fach kann nur an der Bergischen Universität Wuppertal als Teilstudiengang im dreijährigen Kombinatorischen Studiengang Bachelor of Arts-Studiengang (B.A.) mit dem Ziel einer anschließenden beruflichen Tätigkeit oder in dem darauf aufbauenden zweijährigen Master of Education-Studiengang (M.Ed.) studiert werden.
Zum 1. Juli 2010 wurde von der internationalen Organisation UNESCO ein UNESCO-Lehrstuhl für Entrepreneurship und Interkulturelles Management verliehen; von den weltweit etwa 600 UNESCO-Lehrstühlen befinden sich (Stand 2014) acht in Deutschland.
Seit 2011 bietet die Universität den Masterstudiengang Arbeits- und Organisationspsychologie als Fernstudium an, der zuvor an der Fernuniversität Hagen ausgelaufen war.
Im Sommersemester 2013 führte die Bergische Universität in Kooperation mit der Schumpeter School Stiftung, der Technischen Akademie Wuppertal sowie dem Wuppertal Institut für Klima, Umwelt, Energie und weiteren regionalen Unternehmen den neuen Master-Studiengang Energiemanagement und Energiesysteme ein.
Seit März 2014 verfügt die Universität über einen Walbusch-Stiftungslehrstuhl für „Multi-Channel-Management“.
Der Master-Studiengang Sustainability Management wird in Kooperation mit dem Wuppertal Institut für Klima, Umwelt, Energie angeboten. Dies ermöglicht den Zugriff auf aktuelle Forschungsergebnisse nationaler und internationaler Projekte.
Im Juni 2016 wurde mit Unterstützung des Unternehmens Vorwerk die Stiftungsprofessur „Technologien und Management der Digitalen Transformation“ eingerichtet, die sich als erste Professur in Nordrhein-Westfalen dem Thema der digitalen Transformation widmet.
Anlässlich seines 80. Geburtstags stiftete der Unternehmer Jörg Mittelsten Scheid ab 2017 für zehn Jahre die Dr. Jörg Mittelsten Scheid-Gastprofessur, mit der renommierte Forscher und Dozenten für jeweils ein Semester an der Universität lehren. Bisherige Gastdozenten waren der italienische Historiker Agostino Paravicini Bagliani (2017), der indische Schriftsteller Pankaj Mishra (2018), der US-amerikanische Wirtschaftswissenschaftler Bernd Schmitt (2019), der niederländische Mathematiker Wil Schilders (2020/21), die spanische Architektin Enriqueta Llabres-Valls (2021), die spanische Physikerin Clivia Sotomayor Torres (2022/23), der deutsche Klimaforscher Mojib Latif (2023/24) sowie die deutsche Künstlerin Isabelle Meiffert (2024).

## Serviceangebote

### Qualität in Studium & Lehre
Der Uniservice Qualität in Studium & Lehre, kurz QSL, unterstützt seit 2009 vorrangig die Fakultäten bei der Erreichung gemeinsam erarbeiteter Ziele. Zum einen bietet es Studenten Lern- und Qualifikationsprogramme an, die gesellschaftlich verantwortliches Handeln und für eine außeruniversitäre Karriere notwendige Kompetenzen fördern. Zum anderen wird sichergestellt, dass das Studium in Regelstudienzeit absolviert werden kann und die Studienangebote marktgängig sind. Darüber hinaus besteht eine zentrale Beschwerdestelle für studentische Angelegenheiten, die nicht innerhalb eines Faches gelöst werden können. Seit 2012 werden außerdem Studenten in der Studieneingangsphase begleitet. Im Sommersemester 2015 beschäftigte das QSL 25 Mitarbeiter als Qualitätsbeauftragte in den Dekanaten sowie als Uniservice QSL im Rektorat.

### Information und Service Lehrerbildung
Daneben gibt es den Servicebereich der School of Education. Es koordiniert die Lehrerausbildung nach dem Lehrerausbildungsgesetz von und vor 2009 und der Lehramtszugangsverordnung von 2009. Darüber hinaus stellt es Informationen und Beratung zu den Pflichtpraktika der Studierenden sowie Auslandsaufenthalte in den Teilstudiengängen Englisch, Französisch und Spanisch zur Verfügung.

## Partnerhochschulen
Die Bergische Universität pflegt weltweit ein dichtes Netz von Hochschulpartnerschaften, das eine an internationalen Leistungsstandards orientierte Entwicklung der Forschung und Lehre gewährleistet. Zu diesen Kontakten zählten 2025 etwa 170 Vereinbarungen aus dem europäischen Erasmus-Programm. Außerhalb des ERASMUS-Raums bestehen über 70 Partnerschaften, von denen 25 aus Asien, 14 aus Europa, 14 aus Lateinamerika, zehn Nordamerika, und jeweils zwei aus Afrika, Nahost und Australien kommen.

## Institute, Forschung & Transfer

### Institute und interdisziplinäre Zentren
An der Universität bestehen über 50 Forschungsinstitute und Zentren.
Ein Teil derer sind interdisziplinäre Zentren, also Zentren, die Denkweisen und Methoden verschiedener Fachrichtungen verbinden. Kernaufgabe dieser Zentren ist die Vernetzung und Koordination von Forschung und Kompetenzen. Die Zentren im Einzelnen:
Forschungszentren
- Bergisches Kompetenzzentrum für Gesundheitsökonomik und Versorgungsforschung (BKG)
- Forschungszentrum Frühe Neuzeit (FFN)
- Institut für angewandte Kunst- und Bildwissenschaften
- Interdisziplinäres Zentrum für angewandte Informatik und Scientific Computing (IZ II)
- Interdisziplinäres Zentrum für Atmosphäre und Umwelt (IZAU)
- Interdisziplinäres Zentrum für das Management technischer Prozesse (IZ III)
- Interdisziplinäres Zentrum für Editions- und Dokumentwissenschaft (IZED)
- Interdisziplinäres Zentrum für Maschinelles Lernen und Datenanalyse (IZMD)
- Interdisziplinäres Zentrum für sprachliches Lehren und Lernen (IZSLL)
- Interdisziplinäres Zentrum für Wissenschafts- und Technikforschung (IZWT oder IZ I)
- Interdisziplinäres Zentrum Mobility and Energy (IZME)
- Jackstädtzentrum für Unternehmertums- und Innovationsforschung (JZ)
- Port-Hamiltonian Institute (PHI)
- Wuppertal Center for Smart Materials & Systems (CM@S oder IZ IV)
- Zentrum für Erzählforschung (ZEF)
- Zentrum für interdisziplinäre Sprachforschung (ZefiS)[34]
- Zentrum für Kindheitsforschung „Kindheiten. Gesellschaften“
- Zentrum für reine und angewandte Massenspektrometrie(ipaMS)
- Zentrum für Transformationsforschung und Nachhaltigkeit (Transzent)[35]

Weitere Zentren
- Zentrum für Graduiertenstudien (ZGS)
- Zentrum für Weiterbildung (ZWB)

Des Weiteren bestehen zahlreiche Institute und Forschungszentren, die entweder Institute der Bergischen Universität oder externe Institute an der Universität, sogenannte An-Institute, sind. Im Gegensatz zu den interdisziplinären Zentren sind Institute auf eine Fakultät spezialisierte oder einer Fakultät angehörige Stellen, die ebenso der tiefergreifenderen Unterstützung der Studierenden und der Bereicherung der akademischen Veranstaltungen dienen sollen und darüber hinaus Kompetenzen schaffen und bündeln.
Die Institute der Bergischen Universität im Einzelnen
- Center for International Studies in Social Policy and Social Services
- Feuerwehrwissenschaftliches Institut
- Institut für Demokratie- und Partizipationsforschung – Forschungsstelle Bürgerbeteiligung (IDPF)
- Institut für Atmosphären- und Umweltforschung
- Institut für Bildungsforschung (IfB)
- Institut für das Management digitaler Prozesse in der Bau- und Immobilienwirtschaft (BIM)
- Institut für Grundbau, Abfall- und Wasserwesen
- Institut für Grundlagenforschung zur Philosophiegeschichte (IGP)
- Institut für Gründungs- und Innovationsforschung (IGIF)
- Institut für Konstruktiven Ingenieurbau
- Institut für Partikeltechnologie (IPT)
- Institut für Transzendentalphilosophie und Phänomenologie (ITP)
- Institut für Produkt-Innovationen
- Institut für visionäre Produkt- und Innovationsentwicklung (Visionlabs)
- Institut für Robotik
- Institut für Sicherheitstechnik
- Institut für Sicherungssysteme
- Institut für Linguistik (IfL)
- Institut für Systemforschung der Informations-, Kommunikations- und Medientechnologie (SIKoM)
- Institut für Umweltgestaltung
- Institute of Mathematical Modelling, Analysis and Computational Mathematics (IMACM)
- Martin-Heidegger-Institut
- Paul Maria Baumgarten Institut für Papsttumsforschung (PMBI)
- Wuppertaler Institut für bildungsökonomische Forschung (WIB)
- Wuppertaler Institut für Unternehmensforschung und Organisationspsychologie (WIFOP)

An-Institute an der Universität
- Biblisch-Archäologisches Institut (BAI)
- Forschungsgemeinschaft Werkzeuge und Werkstoffe (FGW)
- Institut für Arbeitsmedizin, Sicherheitstechnik und Ergonomie e. V. (ASER)
- Neue Effizienz
- Technische Akademie Wuppertal
- WIB Consult GmbH

Außerdem haben sich schon in frühen Jahren Forschungsstellen entwickelt, die sich mit externen Entwicklungen, Gegebenheiten und Problemen auseinandersetzen und um optimierende Lösungen bemüht sind. Diese Forschungsstellen sind auch an regionalen, bundesweiten oder internationalen Forschungsprojekten sowie EU- und Bundesprogrammen beteiligt. 2015 bestanden vier solcher Forschungsstellen:
- Forschungsstelle für Kommunale Sportentwicklungsplanung
- Forschungsstelle für Mehr Sicherheit im Schulsport
- Kompetenzzentrum für Fortbildung und Arbeitsgestaltung (KomFor)
- Forschungszentrum für Leistungsdiagnostik und Trainingberatung (FLT)

#### Bergisches Kompetenzzentrum für Gesundheitsmanagement
Im Juli 2009 wurde das neue Bergische Kompetenzzentrum für Gesundheitsmanagement und Public Health, kurz BKG, als Institution der Universität eröffnet. Die Studiengänge Gesundheitsökonomie und Gesundheitsmanagement sind eine von drei Säulen des BKG, die weiteren sind das Bergische Gesundheitsnetzwerk sowie das BKG-Institut. Das Zentrum wurde durch öffentliche Mittel sowie die Unterstützung vor allem regional ansässiger und national agierender Versicherungen, regionaler Kliniken und Unternehmen und diverser Privatpersonen finanziert und gegründet. Das Studium wird von forschungs- und anwendungsbezogenen Konzepten zur Stärkung der Gesundheitskompetenz begleitet.

#### Biblisch-Archäologisches Institut

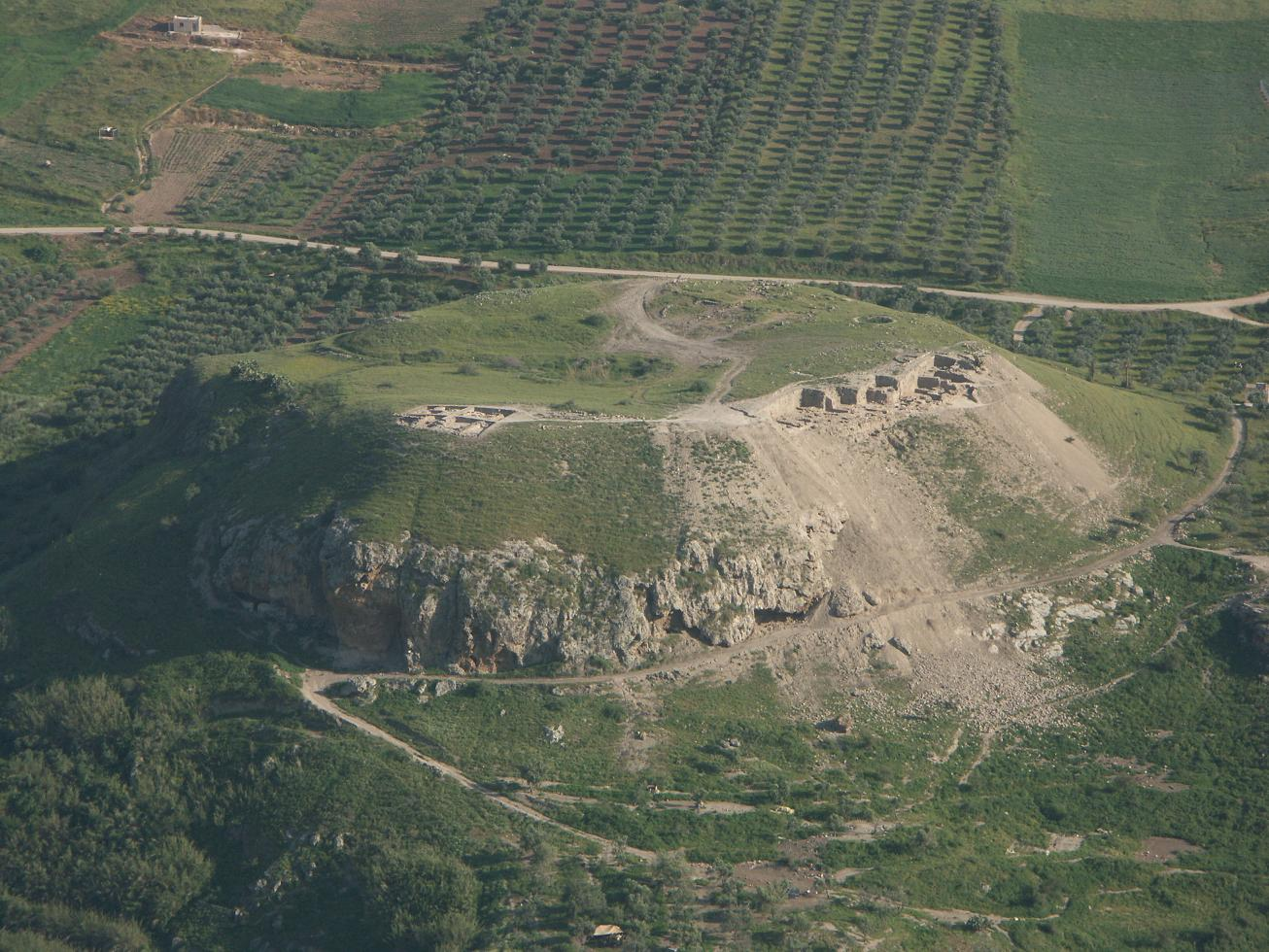
Die Siedlungsstätte Tall Zira'a

1999 wurde von der Evangelischen Kirche im Rheinland das Biblisch-Archäologische Institut Wuppertal, kurz BAI, gegründet, das Hochschulinstitut an der Kirchlichen Hochschule Wuppertal sowie An-Institut an der Bergischen Universität ist. Schwerpunkte sind Ausgrabungsprojekte vor allem im östlichen Mittelmeerraum, Anwendungen moderner Methoden in der Archäologie, chemische und mineralogische Keramikuntersuchungen sowie die experimentelle Archäologie. Bekannte bisherige Projekte sind unter anderem die Villa Adriana, das jungsteinzeitliche Dorf Ba'ja, die Siedlungsstätte Tall Zira'a und geophysikalische Prospektionen im altgriechischen Olympia. Die Leitung des Instituts hat Dieter Vieweger inne.

#### Europäisches Institut für internationale Wirtschaftsbeziehungen

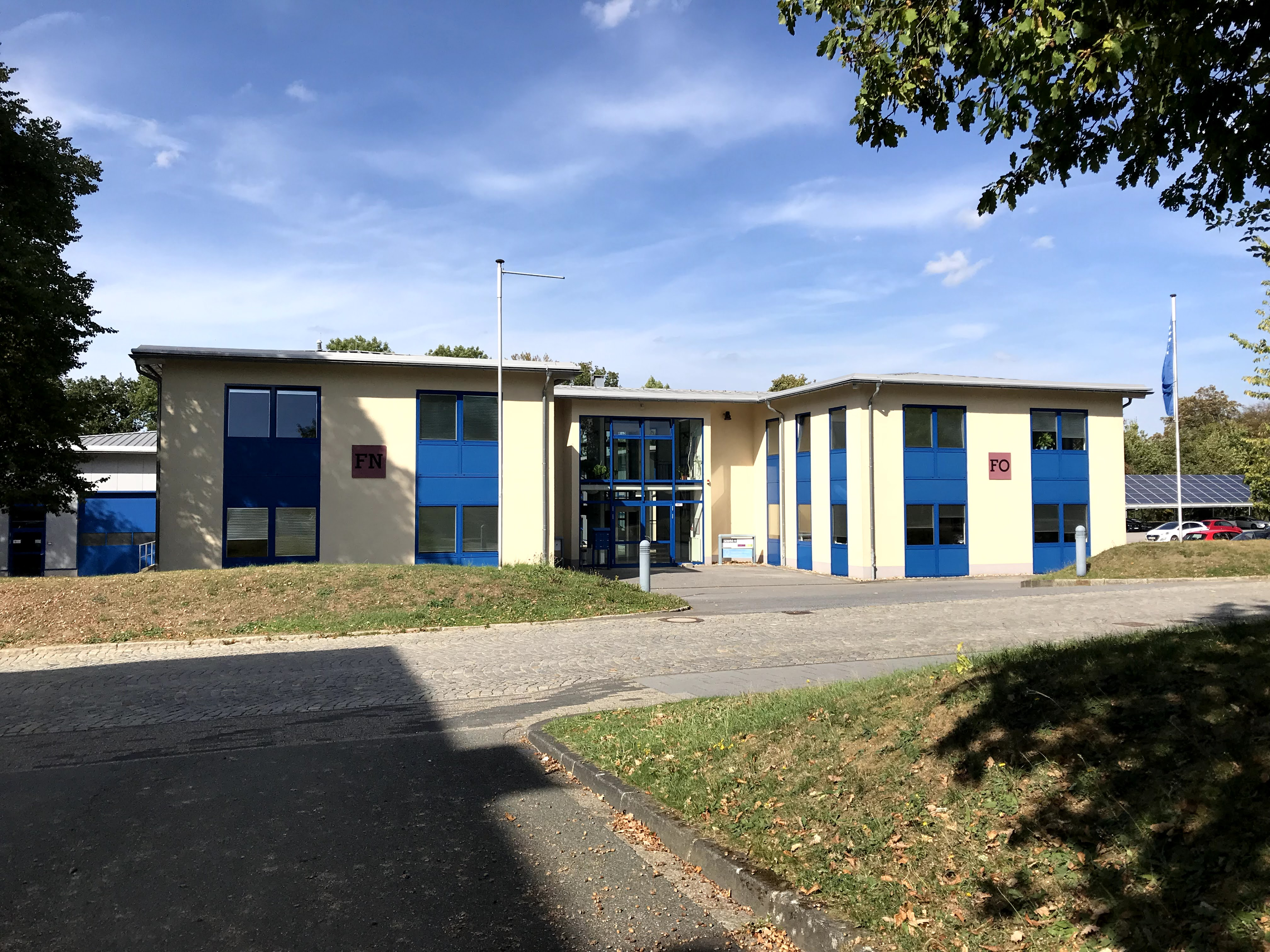
Sitz des EIIW am Campus Freudenberg

Das Europäische Institut für internationale Wirtschaftsbeziehungen, kurz EIIW (An-Institut), wurde 1996 von Paul J. J. Welfens an der Universität Potsdam gegründet und befindet sich seit 2003 an der BUW. Das EIIW ist nach eigenen Angaben das erste Institut seiner Art, das wirtschaftswissenschaftliche Fragen und Probleme aus Wirtschaft und Wirtschaftspolitik aus gesamteuropäischer Sicht betrachtet und analysiert. Neben Eigenprojekten führt das EIIW Forschungs- und Untersuchungsprojekte für verschiedene nationale und internationale Stiftungen, Regierungen, Organisationen und Unternehmen durch. Neben einigen Publikationen ist das EIIW auch Mitherausgeber der Fachzeitschrift International Economics and Economic Policy. Thematische Schwerpunkte des Instituts sind unter anderem Globalisierung, Europäische Integration, transatlantische Wirtschaftsbeziehungen, wirtschaftspolitische Entscheidungsprozesse, internationale Arbeitsmarktentwicklung, oder marktwirtschaftliche System- und Transformationsanalysen.

#### Institut für Arbeitsmedizin, Sicherheitstechnik und Ergonomie
Das Institut für Arbeitsmedizin, Sicherheitstechnik und Ergonomie, kurz ASER, wurde 1985 gegründet, vorangegangen war seit 1976 die Forschungsgruppe Arbeitssicherheitstechnik / Ergonomie. Es gliedert sich in die fünf Bereiche „Arbeit und Gesundheit“, „Informationsmanagement und Arbeitsgestaltung“, „Sicherheitstechnik und Gefahrenschutz“, „Mensch und Verkehr“ sowie „Brand- und Katastrophenschutz“. Zur praktisch anwendbaren Bewertung und Gestaltung von Arbeit werden verschiedene Instrumente angeboten, u. a. das „Belastungs-Dokumentations-System“ (BDS), der „Bildschirm-Fragebogen“ (BiFra), der „Heben und Tragen-Rechner“ sowie der „Feuerlöscher-Rechner“. Geleitet wird das Institut von Hansjürgen Gebhardt und Karl-Heinz Lang.

#### Institut für Gründungs- und Innovationsforschung
Seit 2003 verfügt die Universität über das Institut für Gründungs- und Innovationsforschung, kurz IGIF genannt. Es ist eine interdisziplinäre Einrichtung und seit 2008 Teil der Schumpeter School of Business and Economics. Das Institut widmet sich der Grundlagen- und Entrepreneurshipforschung. Neben den Gründungsprozessen liegt das Hauptaugenmerk dabei auch auf der Integration gesellschaftlich relevanter Fragestellungen. Weiterhin wirkt das Institut an der Entwicklung hochschulischer Curricula und Fortbildungen sowie in internationalen Forschungsnetzwerken mit. Das IGIF hat dadurch einen großen Anteil daran, dass die Bergische Universität einer der besten Gründungsstandorte Deutschlands ist. Es wird gemeinschaftlich geleitet von Ulrich Brachmann, Lambert T. Koch und Christine Volkmann.

#### Institut für visionäre Produkt- und InnovationsentwicklungVisionlabs
Im Jahre 2001 gründete Gert Trauernicht zusammen mit Martin Topel die Plattform für visionäre Produktentwicklung Visionlabs. Das Unternehmen fungiert als Partner bei mittel- bis langfristigen Design-Projekten. Die Idee hierbei ist die Zusammenarbeit erfahrener Akteure mit den kreativen Studenten, die die Interessengruppe der Zukunft repräsentieren. Die Projekte werden letztlich in mehreren Phasen, unter anderem der Entwicklung von Konzept und Design, durchgeführt.

#### Martin-Heidegger-Institut
Im Herbst 2012 wurde an der Bergischen Universität das erste Martin-Heidegger-Institut im deutschsprachigen Raum gegründet. Es beschäftigt sich mit den Werken, der Lehre und dem Nachlass des deutschen Philosophen Martin Heidegger. Die Idee zur Gründung eines solchen Institutes war laut dem früheren Hochschullehrer Klaus Held über 40 Jahre alt, aber Heidegger hatte ein solches Institut stets abgelehnt. Das Institut wird von internationalen Heidegger-Forschern, verschiedenen Philosophen und auch der Familie Heideggers, die bereits andernfalls unzugängliche Dokumente zur Verfügung stellte, unterstützt. Mit deren Mitwirken sollen regelmäßig internationale Veranstaltungen und Tagungen in Wuppertal stattfinden. So fand sich zum Gründungsakt bereits der Philosoph und letzte Privatassistent Heideggers, Friedrich-Wilhelm von Herrmann an der Universität ein, die bisherigen internationalen Konferenzen und Forschungstage wurden unter anderem von den Philosophen Dean Komel, Luca Di Blasi, Jesús Adrián Escudero, Donatella Di Cesare und Jean-Luc Nancy sowie von FAZ-Herausgeber Jürgen Kaube besucht.
Geleitet wird das Institut vom Gründer Peter Trawny, der als Professor der Universität auch die Kooperation mit dem ebenfalls dort ansässigen Institut für phänomenologische Forschung sowie dessen Philosophischen Seminar in die Wege leitete.

#### Neue Effizienz gGmbH
Mitte 2012 wurde die Neue Effizienz gemeinnützige GmbH (bis Anfang 2019 als Bergische Gesellschaft für Ressourceneffizienz mbH) gegründet, ein Zusammenschluss aus Wirtschaftsunternehmen, Wissenschaftsinstituten und Kommunen des Bergischen Städtedreiecks. Ziel des An-Instituts ist die Etablierung der Ressourceneffizienz als wesentlichem Wirtschaftsfaktor der Region sowie der Aufbau einer Standortmarke. Der Gesellschaft kommt hierbei die Rolle als Netzwerkkoordinator und Servicepartner zwischen den beteiligten Parteien sowie Inkubator für internationale Netzwerke zur Steigerung der Ressourceneffizienz zu. Partner der Gesellschaft sind unter anderem die WSW Wuppertaler Stadtwerke, die Stadtwerke Solingen, das Wuppertal Institut für Klima, Umwelt, Energie sowie die EWR GmbH. Seit 2018 hat sie ihren Sitz im Quartier Arrenberg (zuvor im Technologiezentrums Wuppertal). Geschäftsführer ist Jochen Stiebel.

#### Institut für Systemforschung der Informations-, Kommunikations- und Medientechnologie (SIKoM)
Das Institut für Systemforschung der Informations-, Kommunikations- und Medientechnologie (SIKoM) ist ein In-Institut am Campus Freudenberg. Es wurde 2013 an der Fakultät für Elektrotechnik, Informationstechnik und Medientechnik von Heinz-Reiner Treichel, Anton Kummert und Ulrich Jung gegründet. Der Schwerpunkt des Instituts liegt auf der interdisziplinären Forschung zu technischen, ökonomischen und strukturellen Aspekten von Innovationsprozessen, die durch die Entwicklung von Informations- und Kommunikationstechnologien (IKT) sowie Medientechnologien beeinflusst werden.

#### Institut für Transzendentalphilosophie und Phänomenologie (ITP)
Das an den Lehrstuhl für theoretische Philosophie und Phänomenologie angebundene Institut für Transzendentalphilosophie und Phänomenologie (ITP) ist ein Forschungsinstitut, das 2017 aus dem vormaligen, von László Tengelyi im Jahre 2005 gegründeten Institut für phänomenologische Forschung hervorgegangen ist. Dem Institut sind drei Forschungszentren angegliedert:
- das Internationale Fichte Forschungszentrum (IFF)
- das Eugen-Fink-Zentrum Wuppertal (EFZW)
- das Marc-Richir-Archiv (MRA)

Den Forschungsrichtungen dieser drei Komponenten entsprechend stehen im ITP die Erforschung der klassischen Transzendentalphilosophie (Kantismus, Deutscher Idealismus und insbesondere der Philosophie Fichtes) und der deutschen und französischen Phänomenologie sowie ihrer gegenseitigen Einflüsse im Vordergrund. Mit seinen 200 kooperierenden bzw. assoziierten nationalen und internationalen Forschern gehört es zu den größten, sich der Transzendentalphilosophie verschreibenden Forschungsinstituten weltweit.

### Sonderforschungsbereich
Derzeit wird an der Universität ein Sonderforschungsbereich der Deutschen Forschungsgemeinschaft DFG unterhalten:
- Hadron Physics from Lattice QCD: Der Transregio-Sonderforschungsbereich (SFB TR 55) wurde 2008 eingerichtet und wird neben der Bergischen Universität auch an der Universität Regensburg sowie mit Forschungsgruppen aus Bern und Graz durchgeführt. Er besteht aus drei Bereichen: a) Lattice QCD calculations of hadronic observables (Quantenchromodynamische Berechnungen hadronischer Wahrnehmungen), b) Algorithms for Lattice QCD simulations (Algorithmen für Computersimulationen der Quantenchromodynamik), c) Development and deployment of the QPACE parallel supercomputer (Entwicklung und Bereitstellung des QPACE-Supercomputers).[46]

### Graduiertenkolleg
Seit April 2016 existiert das Graduiertenkolleg „Dokument – Text – Edition. Bedingungen und Formen ihrer Transformation und Modellierung in transdisziplinärer Perspektive“, das für zunächst viereinhalb Jahre durch die Deutsche Forschungsgemeinschaft gefördert wurde. Eine zweite Phase läuft bis März 2025. Gemeinsam mit dem Kooperationspartner Kirchliche Hochschule Wuppertal nutzt es die vorhandenen Forschungsschwerpunkte im Bereich der Edition. Das Graduiertenkolleg wird getragen von den Fächern Druck- und Medientechnologie, Germanistik, Geschichte, Klassische Philologie, Philosophie, Evangelische Theologie, Informatik, Digital Humanities und Kunstgeschichte beider Hochschulen. Das übergeordnete Ziel ist eine Untersuchung der fachspezifischen Edition von Dokumenten. Im ersten Schritt wird der eigentliche Gegenstand der Edition erarbeitet, anschließend werden disziplinäre Erkenntnisinteressen und die Rezeption der Edition mit einbezogen, bevor im letzten Schritt medientechnologische Neuerungen der digitalen Ära konzeptionell einbezogen werden.

### Forschungsprojekte
Im Wintersemester 2015/16 bestanden 417 Projektgruppen an der Universität, die sich auf vier Bereiche verteilten:
- Geistes- und Gesellschaftswissenschaften: 86
- Ingenieurwissenschaften: 144
- Naturwissenschaften: 179
- Sonstige: 8

Diese Projekte werden teilweise durch die Nationale Forschungsförderung, Europäische Forschungsförderung, Europäische Strukturförderung und Internationale Forschungsförderung unterstützt.
Zentraler Forschungsförderungstopf
Im Juni 2009 wurde vom Rektorat die Einführung eines Zentralen Forschungsförderungstopfes (ZEFFT) beschlossen. Zur Unterstützung bei der Beantragung zusätzlicher Drittmittel wird seither jährlich ein Betrag von 500.000 Euro an Forschende ausgegeben.

#### GRIPS
1980 startete das bis heute (Stand 2015) längste Forschungsprojekt der Universität: Ground-based Infrared P-Branch Spectrometer, kurz GRIPS. Damit wird ein Gerät zur Messung der Temperatur in der Hochatmosphäre in etwa 80 bis 90 Kilometern Höhe bezeichnet. Das Wuppertaler Gerät ist eines von mehreren, die in verschiedenen Regionen Europas installiert wurden. Es misst Strömungswellen, die sich mit etwa 150 km/h über dem Stadtgebiet Wuppertals von Ost nach West bewegen. Seit 2007 wird das Projekt von der Welt-Meteorologie-Organisation unterstützt und gehört zu einem vom Deutschen Zentrum für Luft- und Raumfahrt betreuten Netzwerk zur Erkennung von Veränderungen in der Hochatmosphäre. Die Messungen haben unter anderem ergeben, dass in der oberen Atmosphäre eine auffällige Veränderung der Zirkulation stattgefunden hat. Außerdem ist der Sommer in Wuppertal binnen 30 Jahren um drei Wochen länger geworden.

#### CRISTA-Satellit

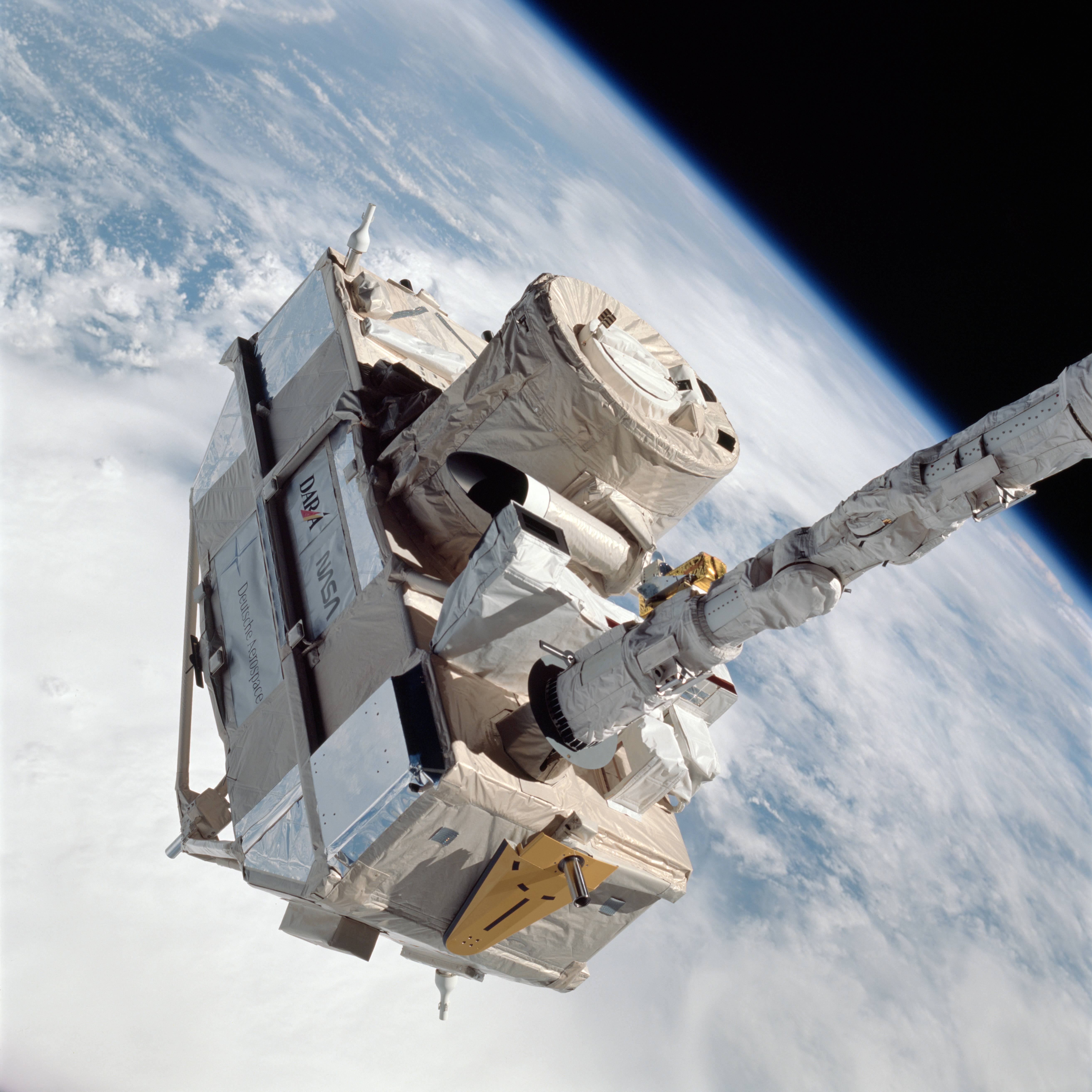
Das Satellitensystem CRISTA

Der CRyogenic Infrared Spectrometers and Telescopes for the Atmosphere, kurz CRISTA, war ein von der Bergischen Universität entwickeltes Satellitensystem der Ozon- und Klimaforschung und mit einem Fördervolumen von 55 Millionen Mark (etwa 28 Millionen Euro) das bis heute größte Forschungsprojekt der Universität. Die Aufgabe des Satelliten war die Messung von Spurengasen und Temperaturen vom Erdboden bis in die oberen Schichten der Atmosphäre. Das System wurde 1994 und 1997 für jeweils zwei Wochen vom Space Shuttle in eine Höhe von 300 km in den Weltraum befördert. Während der zweiwöchigen Messungen wurden 51.000 Höhenprofile mit mehr als 15 Millionen Infrarotspektren aufgenommen, beim zweiten Einsatz wurden etwas geringere Werte erreicht. Der Satellit steht seit 2004 im Deutschen Museum in München.

#### Terahertz-Quelle
Nachdem Bilder aus dem Terahertz-Bereich vorher nur sehr aufwändig zu realisieren waren, wurde 2012 unter maßgeblicher Beteiligung Wuppertaler Forscher eine THz-Videokamera in CMOS-Technologie entwickelt, die über den USB-Port eines Laptops oder Computers betrieben werden kann und erstmals Videos mit 25 Bildern pro Sekunde und einer Auflösung von 1024 Pixeln aufnehmen kann. Sie erhielt bereits mehrfach Anerkennung und Auszeichnungen, so zuletzt 2013 den „ISSCC Jan Van Vessem Award for Outstanding European Paper“ der International Solid-State Circuits Conference ISSCC, und gilt als Höhepunkt der Terahertz-Technologie.
Anfang 2014 wurde von Forschern der Universität die sogenannte Terahertz-Quelle entwickelt, eine Weiterentwicklung der Kamera. In der Terahertzstrahlung sehen Wissenschaft und Forschung großes Entwicklungspotenzial, da sie mit einer Wellenlänge zwischen 0,1 und 1 mm im elektromagnetischen Spektrum zwischen Radar- und Infrarotstrahlen liegt und aus medizinischer Sicht als unschädlich gilt. Die Quelle besteht aus 4×4-Anordnung einzelner Sendeeinheiten, wodurch die gesamte Ausgangsleistung bei 0,53 THz auf 1 Milliwatt gesteigert werden kann. Die Quelle wurde gemeinsam mit Innovations for High Performance Microelectronics entwickelt und erstmals am 10. Februar 2014 in San Francisco auf der ISSCC vorgestellt.

#### Schnitzler-Editionsprojekt
Seit 2012 wird im Rahmen der Schnitzler-Editionsprojekte aus Arthur Schnitzlers Gesamtausgabe eine digitale historisch-kritische Neuausgabe erarbeitet. Die Bergische Universität beteiligt sich hieran mit der Bearbeitung seiner Werke ab 1914. Langfristig sollen die kompletten Bestände frei zugänglich auf einer von der Cambridge University Library gehosteten Plattform publiziert werden. Neben Schnitzlers Publikationen werden auch Notizen, Erstentwürfe und handschriftliche Ausfertigungen transkribiert, digitalisiert und zum Teil um Kommentare und Register ergänzt.
Geleitet wird das Teilprojekt von Michael Scheffel und Wolfgang Lukas. Es ist mit einem vorgesehenen Forschungszeitraum bis 2030 sowie einem Fördervolumen von fünf Millionen Euro das größte geisteswissenschaftliche Projekt in der Geschichte der Universität und wird durchgeführt mit der University of Cambridge, dem University College London und der University of Bristol in Kooperation mit der Cambridge University Library und dem Deutschen Literaturarchiv Marbach sowie mit dem Trier Center for Digital Humanities.

#### HeRiS – Herausforderungen als eigenständige Reformaktivität innovativer Schulen
Seit 2011 begleitet und evaluiert das Forschungsprojekt Schulen HeRiS und deren Innovationsansatz 'Herausforderungen', der sich – ausgehend von einigen wenigen Impulsen einzelner Schulen wie der Hamburger Reformschule Winterhude – inzwischen deutschlandweit verbreitet. Unter der Leitung von Matthias Rürup und der Beteiligung der weiteren Kooperationspartner Kerstin Helker (TU Eindhoven), Jörg Siewert (Universität Siegen) sowie Michael Zimmer-Müller & Dirk Sponholz (Universität Koblenz-Landau) wird den Schulen mit dem schulischen Projekt Herausforderung angeboten, dieses hinsichtlich seiner Wirksamkeit zu evaluieren. Es werden quantitativ längsschnittartige als auch summativ evaluative Befragungen an den Einzelschulen durchgeführt und schulspezifisch sowie in der Gesamtschau ausgewertet, so dass die Datenlage inzwischen eine Bestandsaufnahme zum Projekt Herausforderung ermöglicht, die im Dezember 2022 unter dem Titel Herausforderung – eine Projektidee macht Schule erscheinen soll.

#### Weitere Forschungsaktivitäten
Erdbebensicheres Haus
Im Rahmen der DAAD-Sommerschule fanden sich 2007 etwa 70 iranische Studenten der Isfahan University of Technology in Wuppertal ein, um sich an der Konstruktion eines erdbebensicheren Hauses zu beteiligen. Das Haus entstand in bergischer Fachwerkbauweise mit iranischer Architektur. Es wurde im Anschluss auf der Hannover Messe sowie in Isfahan zur Schau gestellt. In der Folgezeit kamen jährlich etwa 40 iranische Studenten zum Abschluss ihres Bauingenieurstudiums nach Wuppertal.
Luftmessung
Im August 2008 übernahm die Universität eine Station zur Messung der Luftqualität am Loher Kreuz, die zuvor vom Luftqualitätsüberwachungssystem Nordrhein-Westfalen betrieben wurde. Die logistische Betreuung obliegt dem städtischen Umweltamt, die Betreuung der Messgeräte übernahmen die Arbeitsgruppen der Atmosphärenchemie und der Meteorologie. Darüber hinaus wurde 2014 eine weitere Station in Dhaka, der Hauptstadt Bangladeschs, in Betrieb genommen. Dort werden in Zusammenarbeit mit der University of Dhaka chemische Konzentrationen und meteorologische Daten gemessen und ausgewertet. Beide Projekte dienen auch der praktischen Ausbildung Studierender.

### Forschungsbeteiligungen

#### Pierre-Auger-Observatorium

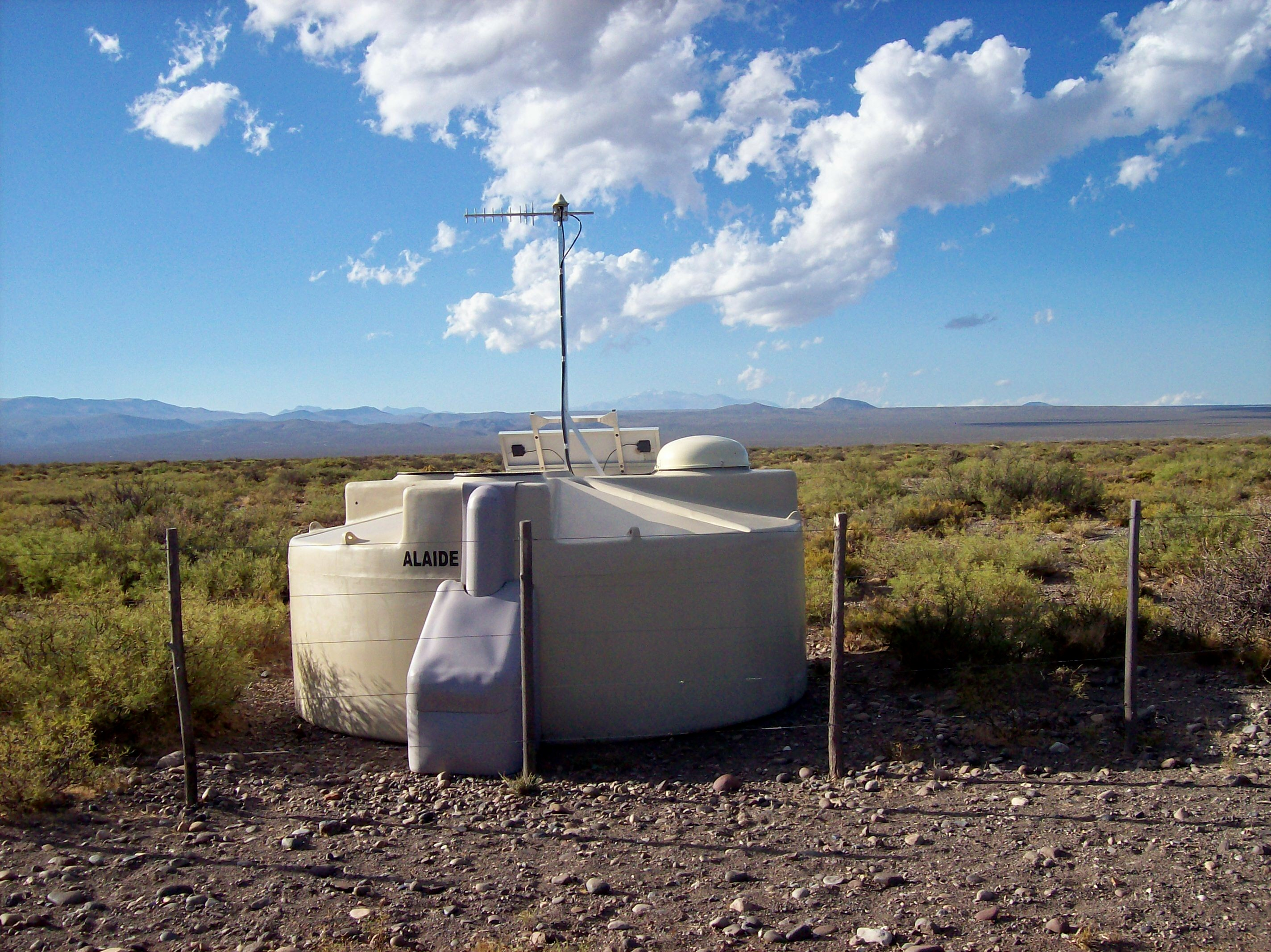
Einer von 1600 Detektoren in der argentinischen Pampa

Seit 1992 beteiligt sich die Universität am Pierre-Auger-Observatorium in Argentinien bei Malargüe; dort wird kosmische Strahlung bei höchsten Energien zwischen 1017 eV bis 1020 eV untersucht. Dazu wurde ein Oberflächendetektor mit 1600 Stationen auf einer Gesamtfläche von etwa 3000 km² auf 1400 m Höhe installiert, weshalb das Observatorium als größtes der Welt gilt. Aus Deutschland sind zudem die RWTH Aachen, das Max-Planck-Institut für Radioastronomie, das Karlsruher Institut für Technologie und die Universität Siegen beteiligt. 2010 übernahm für zunächst drei Jahre Karl-Heinz Kampert die Leitung des Observatoriums sowie der Pierre-Auger-Kollaboration, einer Gruppe von 500 Wissenschaftlern aus 18 Ländern. 2013 wurde er für weitere drei Jahre im Amt bestätigt.

#### IceCube-Observatorium
IceCube bezeichnet ein Hochenergie-Neutrino-Observatorium, das in einem Volumen von 1 km³ die Reaktion von Hochenergie-Neutrinos mit Elementarteilchen des Eises und dadurch entstehende Elektronen, Myonen und Tauonen untersucht. Das Projekt, an dem die Universität seit 2010 beteiligt ist, stellt den größten Teilchendetektor der Welt und verspricht Kenntnisse über die Quellen der kosmischen Strahlung. Ende 2013 wurden erstmals energiereiche Neutrinos nachgewiesen, die aus Bereichen außerhalb unseres Sonnensystems stammen und Aufschlüsse über Ereignisse im Weltall geben, aus denen selbst Licht nur schwer entrinnen kann. Beteiligt sind acht weitere deutsche Universitäten sowie die Helmholtz-Zentren DESY und KIT.

#### Helmholtz-Allianz
Die Helmholtz-Allianz für Astroteilchenphysik, kurz HAP, ist ein nationales Forschungsprojekt an der Schnittstelle von Astrophysik, Teilchenphysik, Astronomie und Kosmologie. Zur wissenschaftlichen und strukturellen Weiterentwicklung der Astroteilchenphysik konzentriert sich das Projekt auf die vier Forschungsthemen Astroteilchentheorie, Nicht-thermisches Universum, Dunkles Universum und Hochspezialisierte Technologien. Die Aufgabe der Bergischen Universität ist unter Leitung von Karl-Heinz Kampert und Klaus Helbing die Entwicklung neuer Nachweistechnologien für hochenergetische Teilchenstrahlung aus dem Universum. Unterstützt wird das Projekt vom renommierten Karlsruher Institut für Technologie, dem Deutschen Elektronen-Synchrotron, den drei Max-Planck-Instituten für Kernphysik Heidelberg, für Physik München und für extraterrestrische Physik Garching, drei kosmologischen und astronomischen Instituten aus Frankreich, Argentinien und den Vereinigten Staaten sowie 15 deutschen Universitäten, darunter neben der Bergischen Universität den renommierten Universitäten RWTH Aachen, TU München und Eberhard Karls Universität Tübingen.

#### HALO
2008 und 2009 waren Physiker der Universität an der Entwicklung und Konzeption des Forschungsflugzeugs High Altitude and Long Range Research Aircraft, kurz HALO, beteiligt. Mit dem Flugzeug möchte das Deutsche Zentrum für Luft- und Raumfahrt DLR die Prozesse der Ozonzerstörung in der Stratosphäre und den damit einhergehenden Klimawandel untersuchen. Erste Luftproben wurden in Laboren der Universität auf Spurengase untersucht. Bei der Messkampagne 2010 waren Wuppertaler Atmosphärenforscher an der Entwicklung von Messinstrumenten des kooperierenden russischen Forschungsflugzeugs „Geofisika“ beteiligt. Zum dritten Flug im selben Jahr wurde in Kooperation mit Forschungsinstituten ein neues Messgerät entwickelt.

### Rechenzentrum

#### ALiCEnext
Von 2004 bis 2010 verfügte die Universität Wuppertal über den zu diesem Zeitpunkt schnellsten Supercomputer an einer deutschen Universität. ALiCEnext, so der Name des Supercomputers, war als Cluster konzipiert und bestand aus 512 Blades. Jedes Blade bestand aus zwei AMD-x86-64-Opteron-Prozessoren mit 1,8 GHz, zwei 250 GB Festplatten, zweimal 1024 MB RAM sowie sechs Gigabit-Ethernet-Anschlüssen. Als Betriebssystem wurde Linux verwendet, die einzelnen Knoten waren mittels des Gigabit-Netzwerks untereinander verbunden. Im Dauerbetrieb schaffte er 2,083 Tera-Flops und in der Spitze bis zu 3,686 Tera-Flops. Diese Daten beschreiben eine Leistung von etwa zwei Billionen Rechenoperationen pro Sekunde. Eingesetzt wurde ALiCEnext im Bereich der Elementarteilchenphysik, Angewandten Informatik, Astro-Teilchenphysik und experimentellen Hochenergiephysik.

#### Pleiades
Daraus hervorgegangen sind mehrere Nachfolgeprojekte, so beispielsweise schon ab 2007 das Rechenzentrum „Pleiades“, welches Rechen- und Speicherkapazität für die experimentelle Hochenergiephysik im Rahmen des LHC Computing Grid für den ATLAS-Detektor am Large Hadron Collider der Europäischen Organisation für Kernforschung in der Schweiz, kurz CERN bereitstellt. Zur Eröffnung 2009 umfasste das Wuppertaler Pleiades-Rechenzentrum 1000 Rechner mit insgesamt 750 Terabyte Speicher. Im Juni 2013 wurde das Rechenzentrum erheblich vergrößert und stellt seitdem 2500 CPU-Cores und 1,7 Petabyte Festplattenspeicher zur Verfügung. Damit verbunden erweiterte es seine Nutzergruppe erheblich, unter anderem auf die Bereiche der Astro-Teilchenphysik (Pierre-Auger-Observatorium und IceCube-Observatorium) sowie der theoretischen Elektrotechnik und Strömungsmechanik. Ein weiteres Upgrade wurde im Juni 2021 durchgeführt, durch welches nun insgesamt 14848 CPU Cores, 3200 TB schneller Massenspeicher (dCache), 931 TB innerhalb eines schnellen, parallelen Cluster-File-System (BeeGFS) und ein GPU-Rechencluster mit 100000 Cores zur Verfügung gestellt werden.
Mehrere herausragende wissenschaftliche Publikationen wurden durch Berechnungen auf dem Rechenzentrum möglich, zum Beispiel war es unter Leitung von Wolfgang Wagner bis 2012 gelungen, in Daten des ATLAS-Detektors das schwerste aller bekannten Elementarteilchen, das sogenannte Top-Quark, in einem Prozess der schwachen Wechselwirkung nachzuweisen. Die Arbeit dazu war von der Bergischen Universität am 14. Mai 2012 eingereicht worden und erschien in der Fachzeitschrift Physics Letters B. Anfang Juli 2013 wurde mit Unterstützung der Universität und unter Leitung von Robert Harlander ein Steckbrief des Higgs-Teilchens erstellt und veröffentlicht, der eine wissenschaftliche Basis für weitere Untersuchungen und Forschungen ermöglicht.

#### QPACE
Ein weiteres Nachfolgeprojekt neben Pleiades ist QPACE, das ein Projekt um einen besonders schnellen Mikroprozessor (QCD Parallel Computing on the Cell) bezeichnet. Ziel des Projektes ist die Entwicklung eines effektiven, massiv-parallelen, skalierbaren Supercomputers, der auf Anwendungen der Quantenchromodynamik und Gittereichtheorie spezialisiert ist. Zu diesem Zweck sind 4608 Knotenrechner durch ein Field Programmable Gate Array zu einer dreidimensionalen Torus-Struktur gekoppelt. Die Rechenleistung liegt bei 100 Billionen Rechenoperationen pro Sekunde; durch die Skalierbarkeit des gesamten Netzwerks sind auch bis zu 1 Billiarde Operationen je Sekunde möglich. Drei QPACE-Supercomputer befinden sich an den Universitäten Regensburg und Wuppertal sowie dem Forschungszentrum Jülich, einer der größten Forschungseinrichtungen Europas. Die drei Rechner stehen seit 2009 an der Spitze der Liste Green500, die besonders effiziente Rechner auflistet, sowie auf den Rängen 110 bis 112 der schnellsten Supercomputer überhaupt.

### Wissenschaftstransfer

#### Bergisches Schultechnikum
Das Bergische Schultechnikum, kurz BeST, wurde am 3. April 2008 eröffnet und ist eins von landesweit 42 Zentren der Initiative Zukunft durch Innovation.NRW (zdi). Es vermittelt Schülern erste Kontakte zu späteren Arbeitgebern und zeigt potenzielle akademische und berufliche Perspektiven im Bergischen Land auf. Am Campus Grifflenberg befindet sich ein zdi-Schülerlabor, am Campus Freudenberg jeweils ein zdi-Zentrum und ein zdi-RobertaZentrum. Damit sind alle Angebote des zdi an der Bergischen Universität vertreten.

#### HipHop-Academy
Im Februar 2008 fanden erstmals Workshops der HipHop Academy Wuppertal, einem damals bundesweit einmaligen Projekt zur Verbindung von Forschung, Lehre und Praxis des Hiphop, an der Universität statt. Schon für die ersten Veranstaltungen konnten bekannte Künstler wie Fiva MC und DJ Radrum gewonnen werden. Zur wissenschaftlichen Auseinandersetzung reisten Soziolinguisten sowie Musik- und Kulturwissenschaftler aus Zürich, Berlin und New York an. 2009 nahmen unter anderem der New Yorker Produzent Hank Shocklee, der Rapper F.R. und der Hip-Hop-Autor Hannes Loh teil. 2012 folgte der deutsche Rapper Samy Deluxe einer Einladung. Gefördert wurde die Akademie durch das Fach Musikpädagogik in Kooperation mit dem Arbeitskreis „Studium Populäre Musik“.

#### Junior-Uni Wuppertal

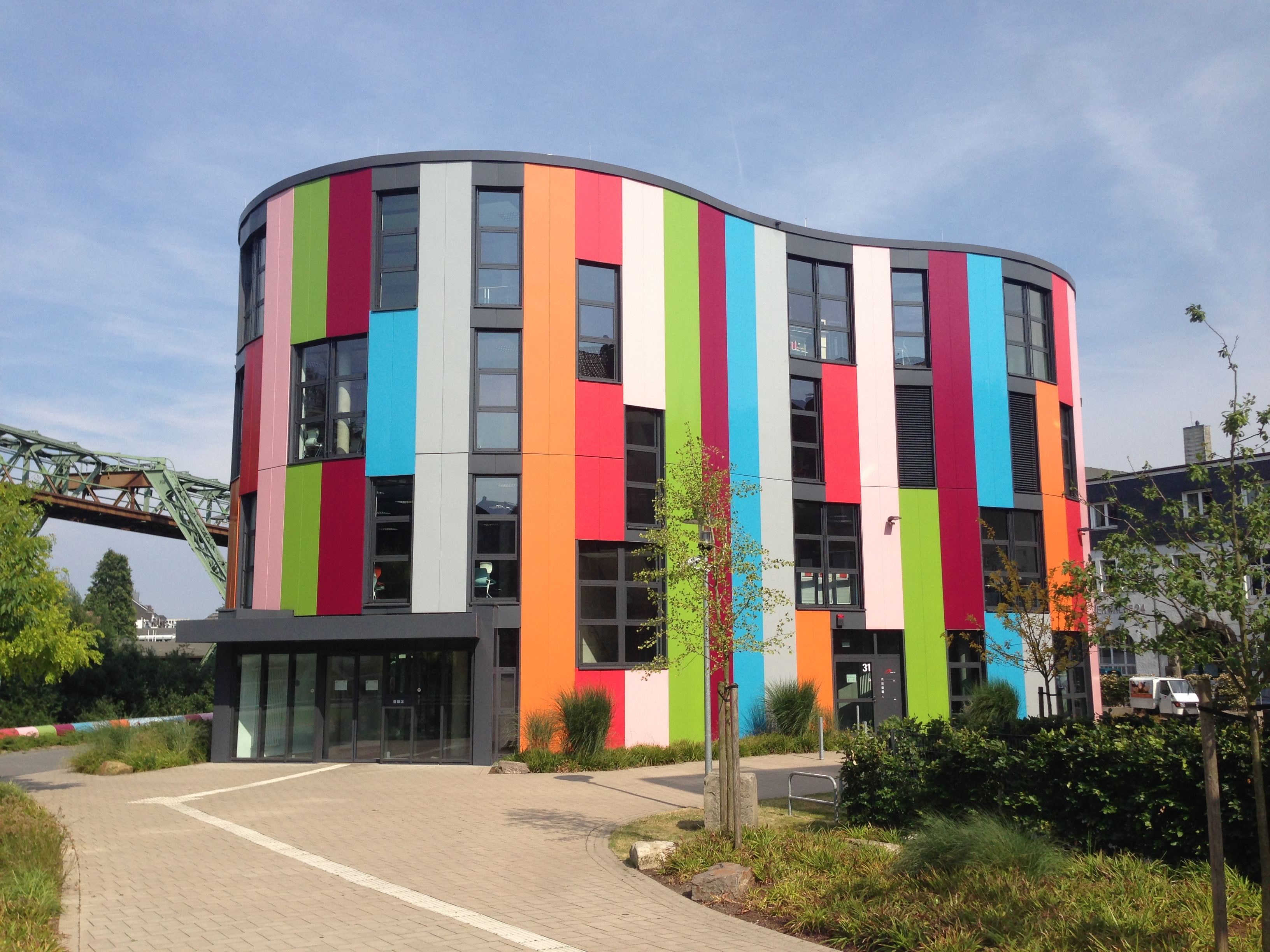
Die Junior-Uni im Stadtbezirk Barmen

Ein enger Kooperationsvertrag besteht mit der 2008 gegründeten Junior-Uni Wuppertal, die durch ihre Eigenständigkeit sowie ganzjährig stattfindende Lehrveranstaltungen und fest angestelltes Personal ein deutschlandweit einmaliges Lehrangebot für Kinder und Jugendliche anbietet. Im Neubau an der Loher Brücke werden 18 Seminarräumen und zwei Labore betrieben. Die Bergische Universität ist mit verschiedenen Professoren im wissenschaftlich-pädagogischen Beirat der Junior-Uni vertreten und nimmt durch das Engagement von Dozenten und Studierenden aktiv an den Lehrveranstaltungen teil.

#### Solar Decathlon Europe 2010
Im Rahmen des internationalen Hochschulwettbewerbs Solar Decathlon Europe planten, entwickelten und bauten Studenten der Bergischen Universität ein rein durch Solarenergie versorgtes Wohnhaus. Zu Gunsten einer hohen Energieeffizienz wurden unter anderem eine Vakuum- und Mineralwolldämmung sowie eine Drei-Scheiben-Verglasung verbaut. Die Wärmeaufnahme und -abgabe richtet sich gänzlich nach den äußeren klimatischen Bedingungen, sodass kaum Kompensationsenergie aufgebracht werden muss. Zudem werden ausschließlich energieeffiziente Haushaltsgeräte und LED-Leuchten benutzt. In den Kategorien Architektur und Lichtdesign erreichte das Team den zweiten von 17 Plätzen beim von über 200.000 Menschen besuchten Wettbewerb in Madrid, bei Haushaltsgeräte & Funktionalität zudem den dritten Rang. In Wuppertal wurde das Haus als experimentelles Wohnlabor genutzt und erhielt vom BDA Wuppertal den Gute Bauten 2010-Preis.

#### Living Lab NRW Campus

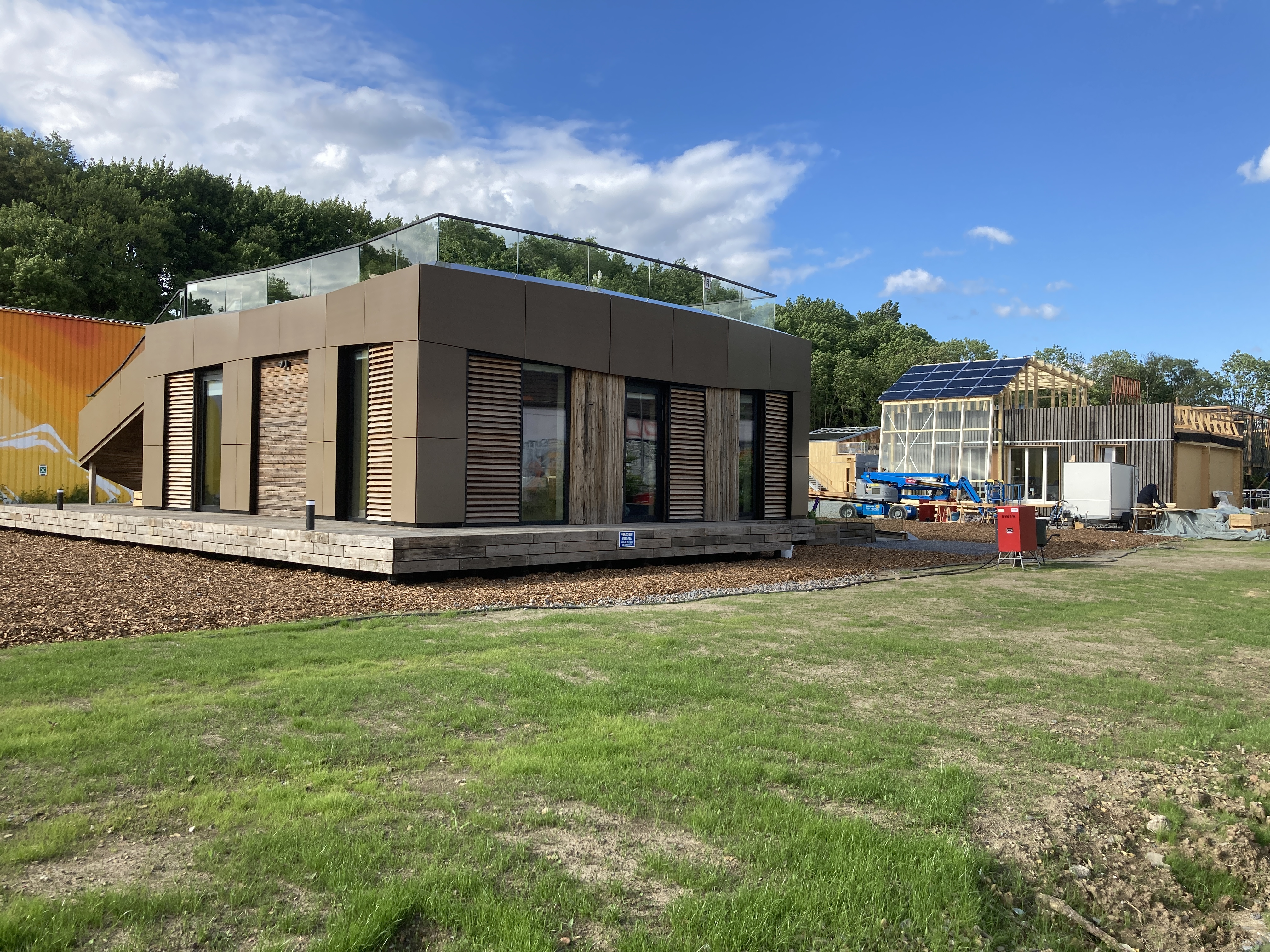
Aufbau des Solar Decathlon, heute Living Lab NRW Campus

Das Living Lab NRW befindet sich an der Nordbahntrasse gegenüber dem Mirker Bahnhof und der Utopiastadt. Es ist eine öffentlich zugängliche Plattform für Forschung und Bildung rund um klimaneutrales und nachhaltiges Bauen in der Stadt. Inhaltlich liegt der Fokus des Living Labs auf der architektonischen Integration von Solartechnik, dem kreislauffähigen Bauen, sowie dem Wohnen mit weniger Verbrauchsfläche. Errichtet wurde der Campus auf 7000 m² für den Solar Decathlon 2022. Von den ursprünglich 16 für den Wettbewerb errichteten voll funktionsfähigen Demonstrationsbauten blieben acht Gebäude von Teams der Hochschulen Aachen, Biberach, Delft, Düsseldorf, Pécs, Prag, Taipeh und Valencia erhalten und werden seither für Forschung, Lehre und Vermittlung genutzt und über eine eigens durch die Wuppertaler Stadtwerke errichtete Energiezentrale im Testbetrieb mit Niedertemperaturwärmenetz, Wärmepumpe und PVT-Kollektoren betrieben.

## Standorte
Es gibt drei Standorte mit 48 Gebäuden mit über 7000 Räumen, zu denen etwa 40 Hörsäle und über 100 Seminarräume gehören. Vereinzelte Büros und Institute befinden sich außerdem in weiteren Gebäuden in Wuppertal, Solingen oder Remscheid.
Die Nummerierung der Räume folgt campusübergreifend und besteht aus einer Buchstaben- sowie zwei aufeinanderfolgenden Zahlengruppen, die alle jeweils durch einen Punkt getrennt sind. Die ein- bis maximal dreistellige Buchstabenfolge bezeichnet das Gebäude; bis auf die Buchstaben F (Freudenberg) und H (Haspel) weisen alle weiteren Buchstaben auf den Campus Grifflenberg hin. Die beiden folgenden jeweils zweistelligen Zahlenkombinationen weisen auf die Etage und den Raum hin. So bedeutet beispielsweise B.07.03, dass sich der Raum auf dem Campus Grifflenberg in Gebäude B in Ebene 07 befindet.
Die Standorte auf einen Blick:
- Campus Grifflenberg in Wuppertal-Elberfeld (Hauptcampus mit Universitätsbibliothek)
- Campus Freudenberg in Wuppertal-Elberfeld
- Campus Haspel in Wuppertal-Unterbarmen

Frühere Standorte:
- Campus Hofaue in Wuppertal-Elberfeld (Aufgabe um 2010)

### Campus Grifflenberg

Campus Grifflenberg

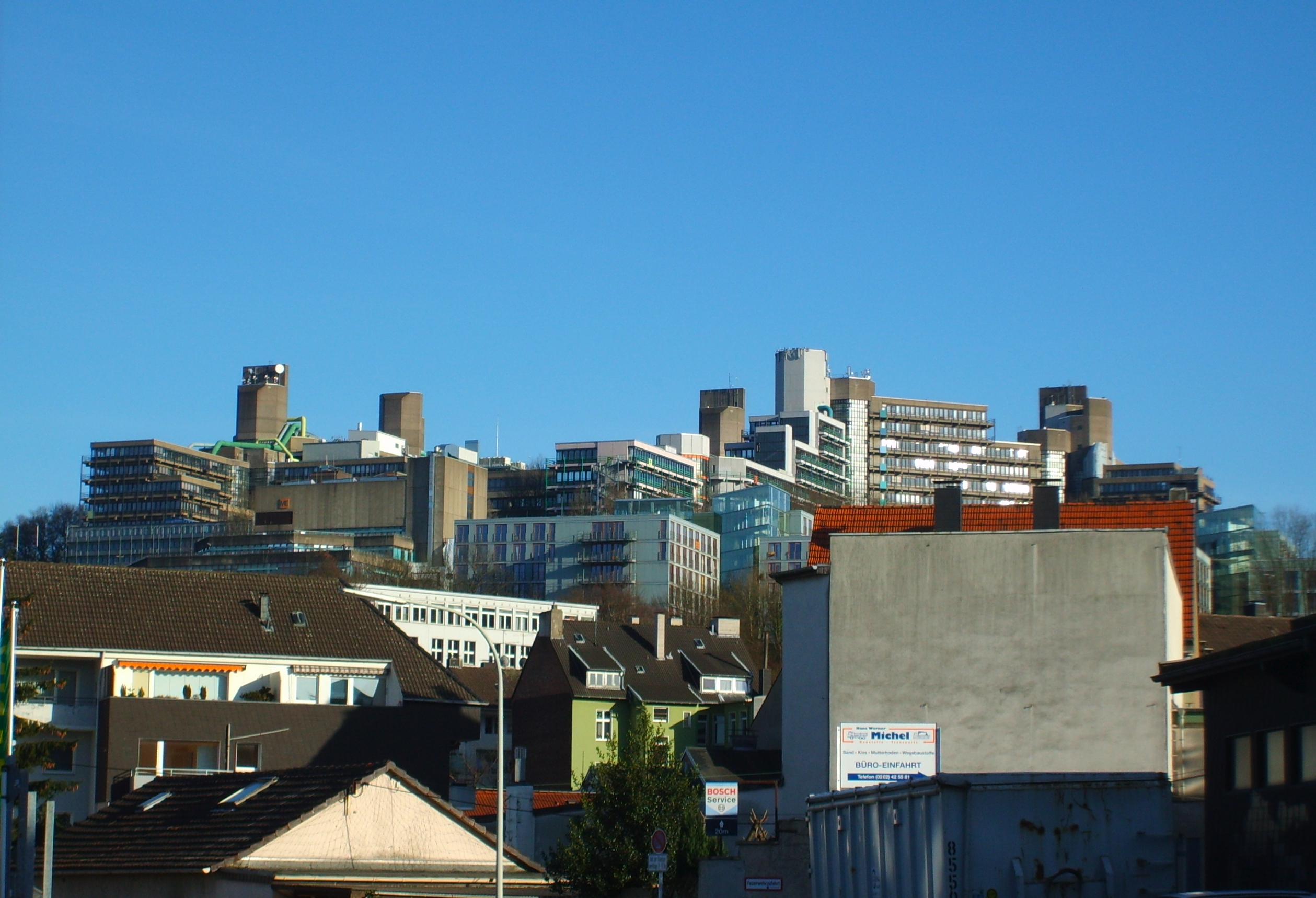
Ansicht Campus Grifflenberg aus der Elberfelder Südstadt

Das Hauptgebäude befindet sich im Stadtteil Elberfeld auf dem Grifflenberg und ist ein wabenförmig zugeschnittener Beton-Zweckbau, der dem der etwa gleichaltrigen Universitäten Duisburg-Essen, Paderborn und Siegen ähnelt. Der Gebäudekomplex ist im Baukastenprinzip konzipiert, sodass jeder Gebäudeteil über weitreichende Gänge erreichbar ist. Lediglich vereinzelte Gebäude – unter anderem der Mensa-Trakt, die Uni-Halle oder das Rektoratsgebäude B – sind außerhalb dieses Baus gelegen. Die meisten Fakultäten und verwaltungstechnischen Einrichtungen befinden sich auf dem Hauptcampus, ebenso der zentrale Teil der Universitätsbibliothek.
Seit 2004 befinden sich einige Organe der Hochschulverwaltung im neu errichteten Gebäude B. 2007 wurde der Campus um das Gebäude I erweitert und das Gebäude K zum Hörsaalzentrum umgebaut, 2017 wurden die neuen Gebäude V und W eröffnet. Im Zuge der etwa 15 bis 20 Jahre andauernden Sanierung während des laufenden Betriebs der Hochschule werden zunächst die dadurch frei werdenden Räumlichkeiten saniert und für neue Fakultäten bereitgestellt. Im Bereich des Haupteingangs befinden sich das Studierendensekretariat, ein Informationsbüro mit dem Pförtner, eine Selbstbedienungsstelle der Stadtsparkasse Wuppertal sowie der UNI Kiosk.
Der Campus Grifflenberg umfasst die Fakultäten für Geistes- und Kulturwissenschaften, Human- und Sozialwissenschaften, Wirtschaftswissenschaft, Mathematik und Naturwissenschaften, Maschinenbau und Sicherheitstechnik sowie Design und Kunst. Hier befinden sich die Fachbibliotheken 1–5 der Universitätsbibliothek sowie die größte Mensa der drei Campi. Die 32 Hörsäle bieten Platz für fast 4200 Studierende.
Infrastruktur

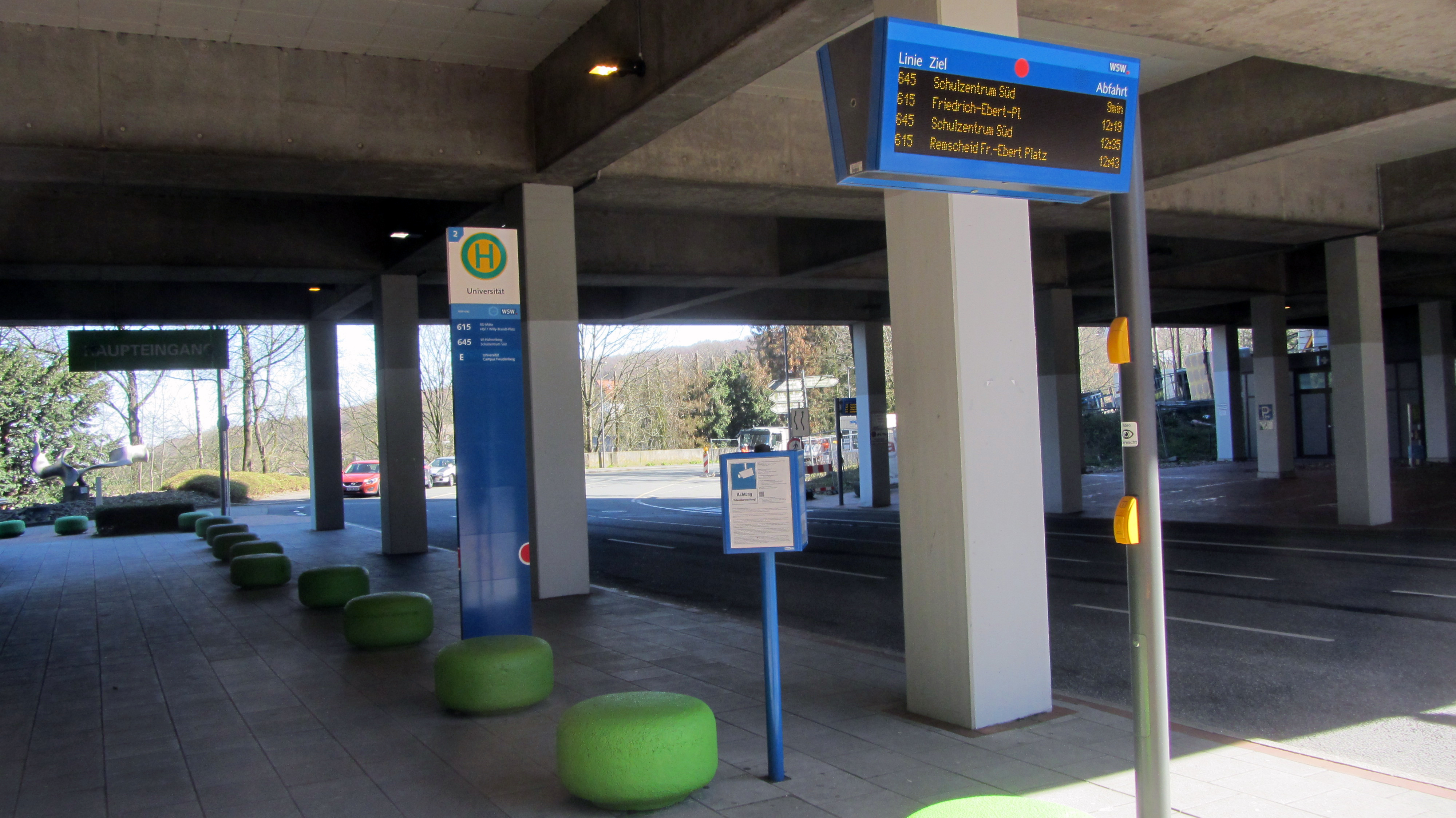
Die Haltestelle „Universität“

Die Anschrift des Campus lautet Gaußstraße 20. Nördlich verläuft die Landesstraße 172, westlich die Landesstraße 427. Autofahrern stehen die drei Parkhäuser A, B und C im Westen des Campus an der Max-Horkheimer-Straße zur Verfügung und sind auch über die Gaußstraße erreichbar. Darüber hinaus befindet sich der Hauptcampus etwa 10–15 Gehminuten von den Bahnhaltepunkten Wuppertal-Steinbeck und Wuppertal Hauptbahnhof entfernt und ist damit auch an das Nah- und Fernverkehrsnetz der Deutschen Bahn angeschlossen. Das örtliche Busliniennetz (Linien 603, 615, 625, 645, E-Wagen, Uni-Express, CampBus, NE15) bedient den Hauptcampus über die Haltestellen Universität, UNI-Halle, Mensa, Im Ostersiepen, Max-Horkheimer-Str. und Gaußstraße.
Darüber hinaus ist bis Ende 2013 im Zuge des lokalen Strategieprozesses Wuppertal 2025 die Idee entstanden, die Universität über eine Seilbahn mit dem Schulzentrum Süd sowie dem Hauptbahnhof am Döppersberg zu verbinden. 2019 wurde die Idee in einer Bürgerbefragung jedoch mehrheitlich abgelehnt.

### Campus Freudenberg

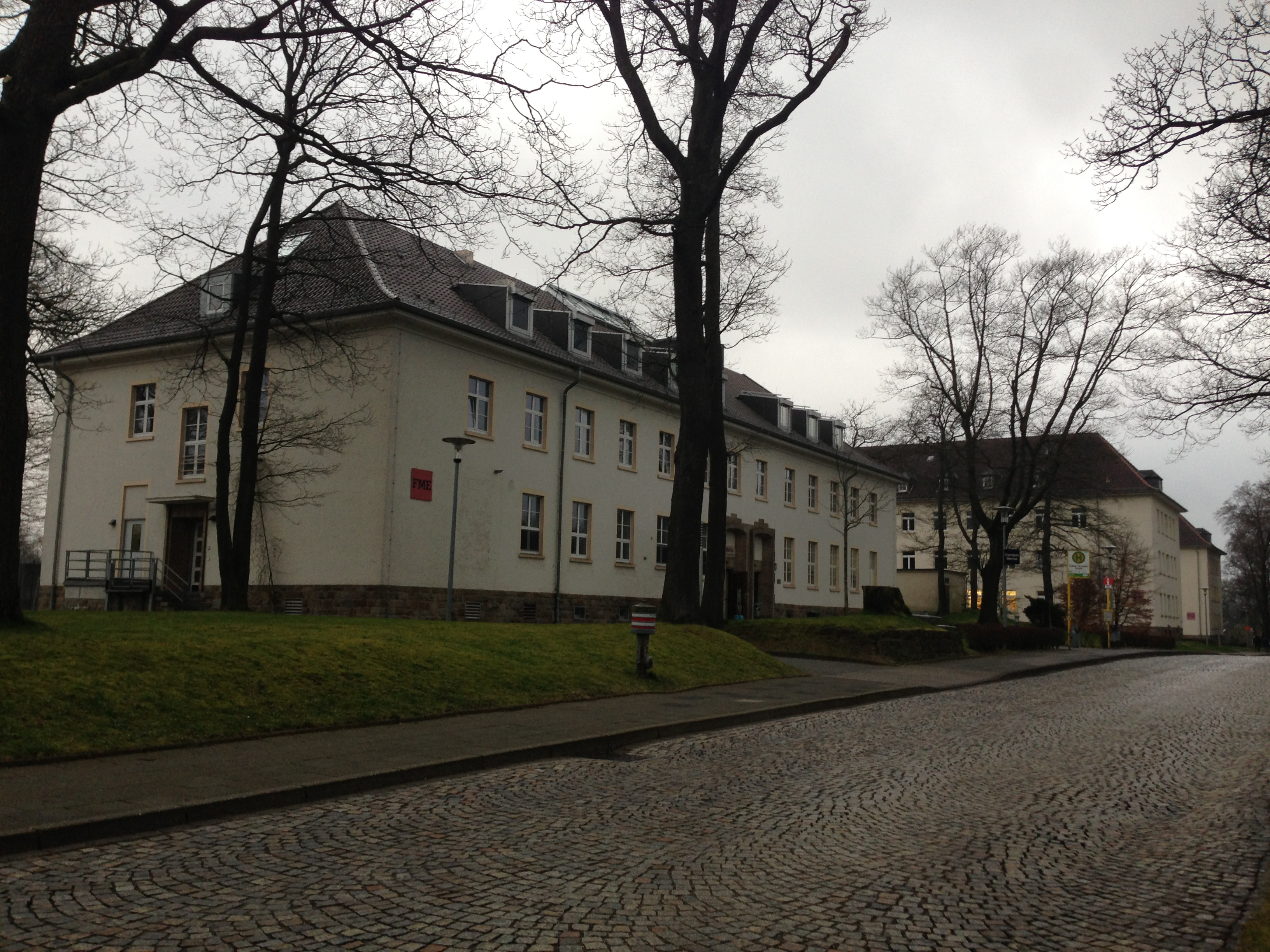
Zentrale Gebäude des Campus Freudenberg

Seit 1999 wird das Gelände der ehemaligen Generaloberst-Hoepner-Kaserne als Campus Freudenberg an der Rainer-Gruenter-Straße nahe dem Technologiezentrum Wuppertal betrieben. Die Gebäude wurden in den 1930er Jahren im Zuge der Aufrüstung der Wehrmacht errichtet und bis 1993 durch die Bundeswehr militärisch genutzt. Sie wurden im Folgejahr von der Universität erworben, mussten aufgrund des baulichen Zustands aber für rund 35 Millionen Mark saniert werden. So mischten sich mit der Zeit unter die klassischen Kasernengebäude, die früher als Mannschaftskasernen, Kasinos oder Sanitätsanlagen genutzt wurden, auch zeitgemäße Neubauten, vor allem zur Nutzung als Hörsäle und Labore, aber auch für Institute und An-Institute der Universität. Trotz Bezugs im Jahr 1999 war die komplette Sanierung erst 2004 abgeschlossen. Auf dem Gelände befindet sich auch das Gästehaus der Universität mit acht Apartments. Die Gebäudebezeichnungen reichen von FA bis FO.
Der Campus umfasst die Fakultät für Elektrotechnik, Informationstechnik und Medientechnik, sowie die zur Fakultät 6 gehörige Fachschaft720. Außerdem befinden sich hier Außenstellen der Universitätsbibliothek und der Mensa. Die sechs Hörsäle bieten Platz für fast 780 Studierende.
Infrastruktur
Die Anschrift des Campus lautet Rainer-Gruenter-Straße 21. Der Campus Freudenberg verfügt über zwei nahegelegene Anschlüsse zur Landesstraße 418. Für Kraftfahrzeuge stehen Parkplätze an jedem der 17 Einzelgebäude sowie ein großer Parkplatz gegenüber der Mensa zur Verfügung. Das örtliche Busliniennetz (Linien 603, 625, 630, E-Wagen, CampBus) bedient den Campus über die Haltestellen Friedenshain, Hermannshöhe, Am Freudenberg, Rainer-Gruenter-Straße, Sulamith-Wülfing-Straße und Campus Freudenberg.

### Campus Haspel

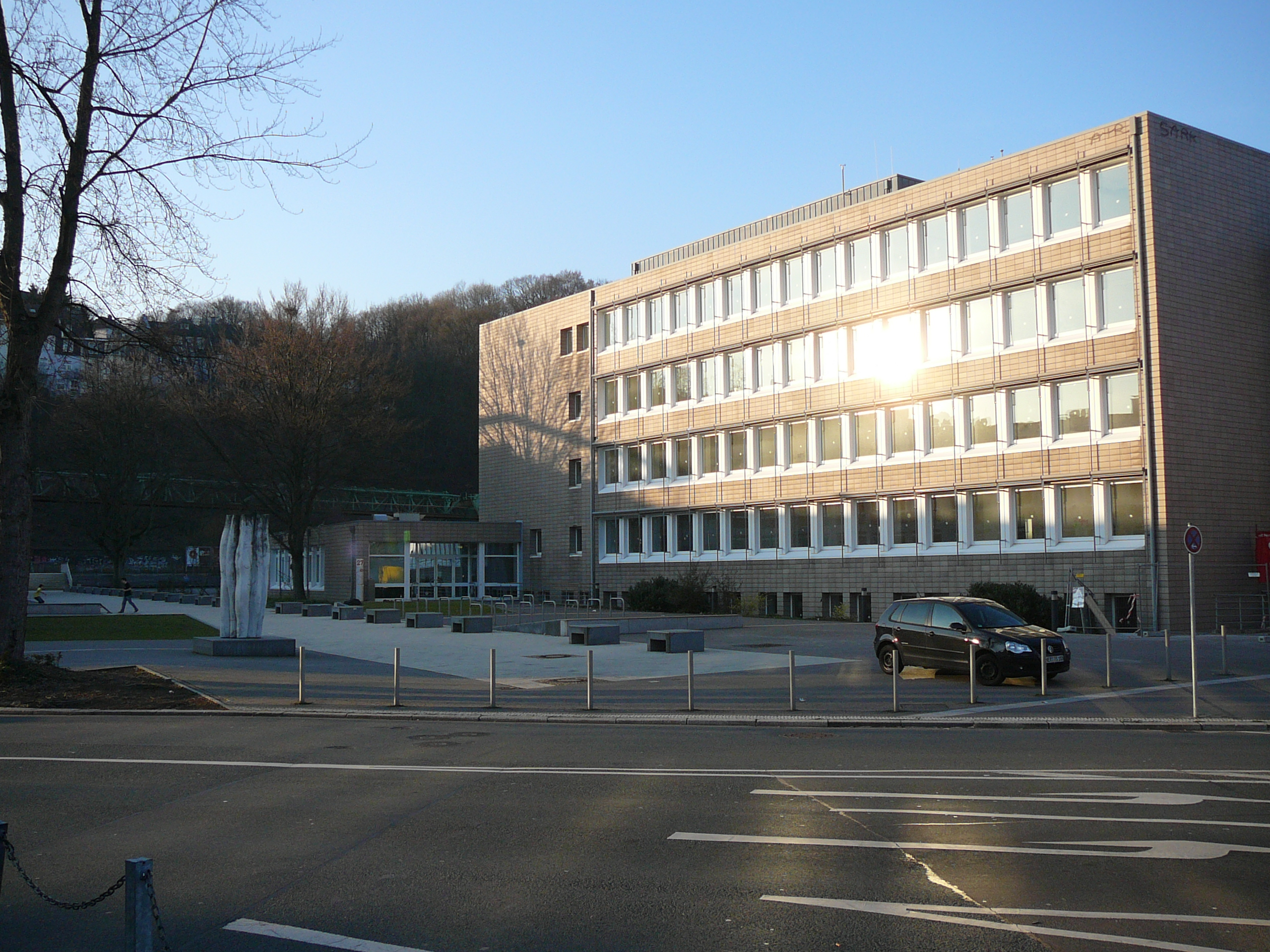
Der Campus Haspel von der B7 aus gesehen

Ein deutlich kleinerer Campus besteht zudem am Haspel im Westen Barmens. Die dortige Baugewerkschule bestand seit 1900 und wurde 1972 in die neu gegründete Universität aufgenommen. Das Gebäude wurde 1897 auf der Stadtgrenze zwischen Elberfeld und Barmen im Stile der Renaissance mit Mittelrisalit und Portikus sowie Sandstein-Rahmungen errichtet und steht seit 1988 unter Denkmalschutz. Der Campus umfasst mehrere Gebäude (Bezeichnungen HA bis HF), darunter auch die ehemalige Baugewerkschule (HD und HE). Der 2017 eröffnete Neubau des Seminar- und Mensa-Gebäudes HC wurde 2018 mit dem Architekturpreis Wuppertal ausgezeichnet. In den Gebäuden sind die Fakultät für Architektur und Bauingenieurwesen sowie Außenstellen der Universitätsbibliothek und der Mensa untergebracht. Bis 2017 wurde auch die benachbarte Pauluskirche für Veranstaltungen und Vorlesungen genutzt. 2018 wurden die Bibliothek und verschiedene Fakultäten durch Starkregen schwer beschädigt.
Infrastruktur
Die Anschrift des Campus lautet Pauluskirchstraße 7. Der Campus Haspel liegt verkehrsgünstig zwischen der Trasse der Wuppertaler Schwebebahn (nächste Station: Landgericht), der mehrspurig ausgebauten Bundesstraße 7 sowie nahe der Bahnstrecke Elberfeld–Dortmund mit dem Bahnhof Wuppertal-Unterbarmen. Die Buslinien 611 und SB67 bedienen den Campus über die Haltestelle Am Haspel, mehrere Parkplätze sind vorhanden.

### Weitere Standorte
Aufgrund des Platzmangels auf den drei Campi sind zudem Räumlichkeiten im Geschäfts- und Bürokomplex Wicküler-Park angemietet, die vor allem vom Fach Mathematik, aber auch von der Philosophie genutzt werden. Die Räume werden üblicherweise mit WP bezeichnet. Darüber sind das Institut für Produktinnovationen sowie der Lehrstuhl für Neue Fertigungstechnologien und Werkstoffe im Forum Produktdesign in Solingen beheimatet.
Von 1987 bis etwa 2010 bestand ein weiterer Campus in der Hofaue im Zentrum Elberfelds. Auf dem kleinsten der bis dahin vier Campi wurde zum größten Teil Industrial Design gelehrt.
2022 wurde bekannt, dass die Universität Teile der sich in Sanierung befindlichen ehemaligen Bundesbahndirektion Wuppertal neben dem Hauptbahnhof Wuppertal anmieten wird.

### Einrichtungen

#### Universitätsbibliothek

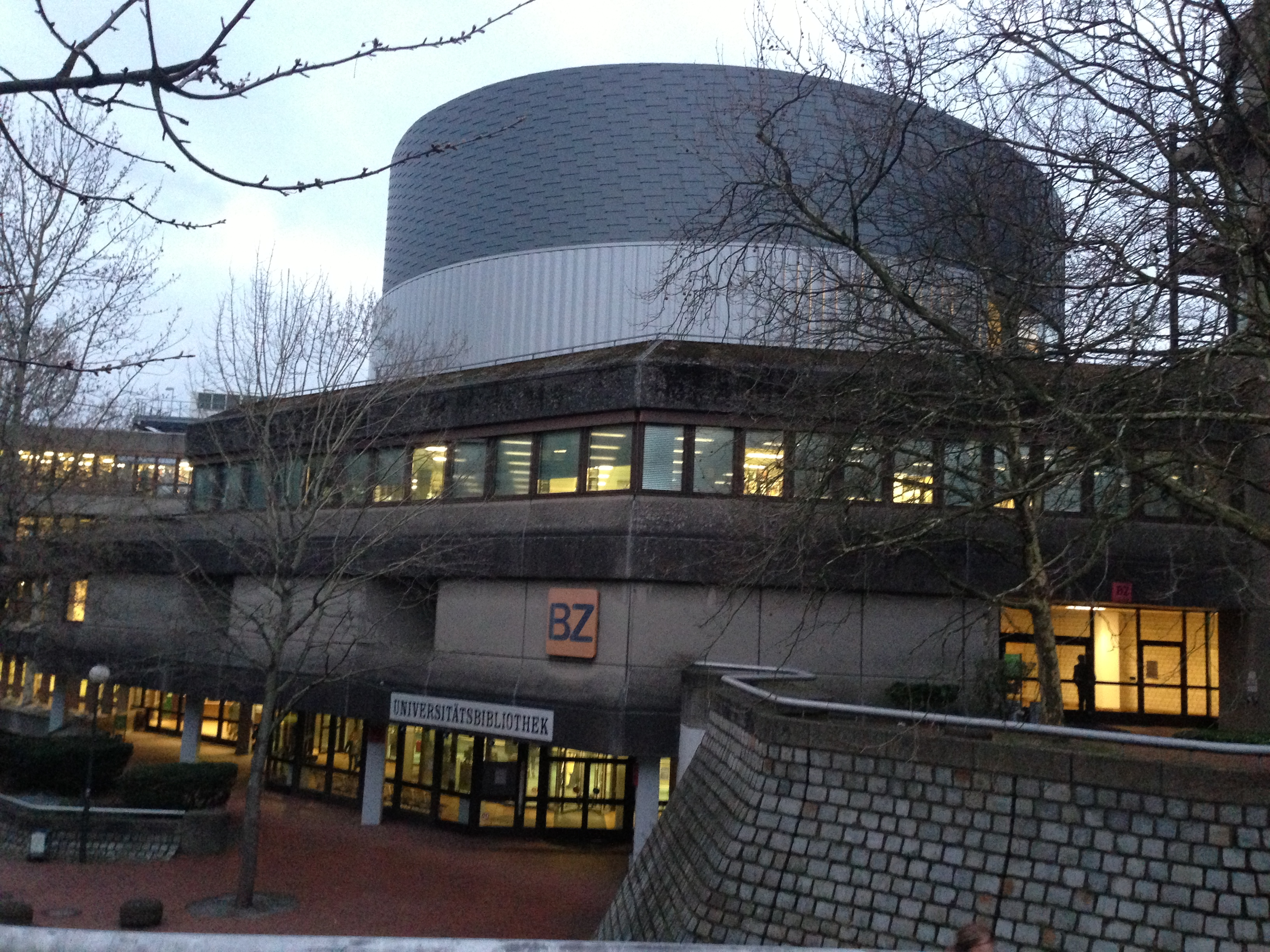
Der Eingang zur Universitätsbibliothek; obenauf der neue Lesesaal

Die Universitätsbibliothek besteht seit Gründung der Universität. 2014 bot sie einen Bestand von etwa 1,2 Millionen Büchern, 1900 Zeitschriftenabonnements und über 20.000 elektronischen Zeitschriften. Regelmäßig finden hier Lesungen bekannter Schriftsteller statt. Seit März 2012 verfügt die Bibliothek über einen neuen, dem bisherigen Gebäudedach aufgesetzten Lesesaal mit über 200 Leseplätzen und drei abschließbaren Rotunden. An den beiden Außencampi am Freudenberg und Haspel bestehen zudem kleinere, den dortigen Fakultäten und Lehrveranstaltungen entsprechende Fachbibliotheken. Die Bibliothek beherbergt mehrere Privatbibliotheken und Schenkungen bekannter Schriftsteller.
Darüber hinaus besteht seit 2002 das Universitätsarchiv Wuppertal. Dort werden in Verwaltung, Forschung und Lehre entstandene Akten und Unterlagen der Hochschule gesammelt und archiviert. Zudem werden auch zur Verfügung gestellte private Bestände, die einen Bezug zur Universität haben, aufbewahrt. Die Nutzung des öffentlichen Archivs steht jedem offen, der berechtigtes Interesse daran im Sinne wissenschaftlicher Forschung hat.

#### Mensen & Cafeterien

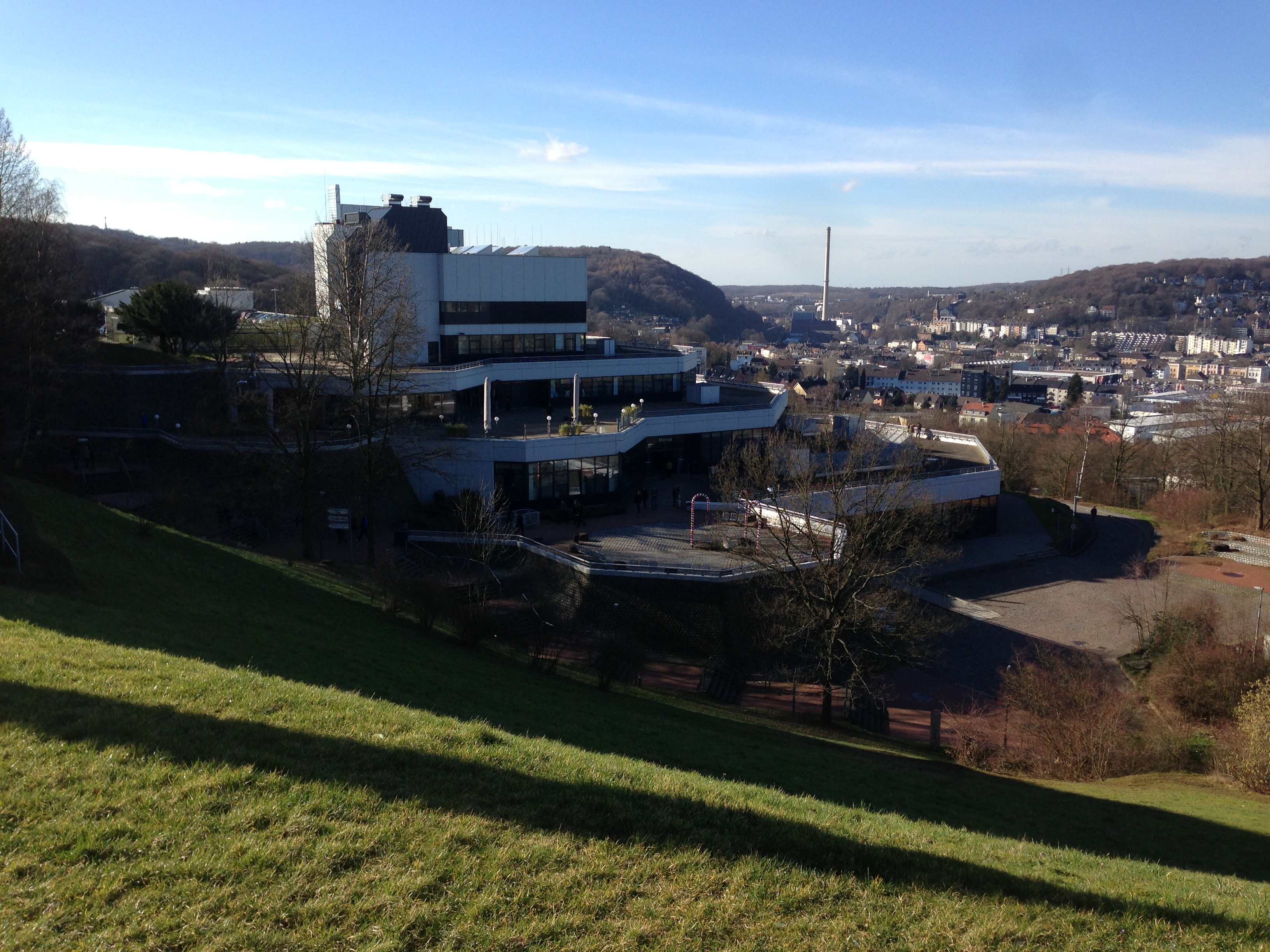
Blick auf das Mensa-Gebäude ME mit den drei großräumigen Ebenen 02–04 von Osten

An den Standorten der Universität bestehen insgesamt drei Mensen und einige Cafeterien, die vom Studierendenwerk Wuppertal betreut werde. Die größte dieser Einrichtungen ist die Mensa des Hauptcampus am Grifflenberg. Sie wurde wenige Jahre nach Gründung der Hochschule eingeweiht und zu Beginn des 21. Jahrhunderts runderneuert und modernisiert. Jährlich werden über 500.000 Essen an Studenten und Bedienstete sowie Besucher ausgegeben. Sie bietet auf Ebene ME 02 des Mensa-Gebäudes etwa 960 Menschen Platz. In der Ebenen darüber werden eine Cafeteria sowie die beliebte „Kneipe“ betrieben. Darüber hinaus betreibt das Studierendenwerk eine Cafeteria an der Bibliothek sowie zwei Mensen auf dem Freudenberg (dort zusätzlich mit Frühstücksangebot) und am Haspel. Im Mensatraktbefinden sich zudem die Räumlichkeiten Wupperstübchen und Bergisches Zimmer.

#### Studierndenwohnheime

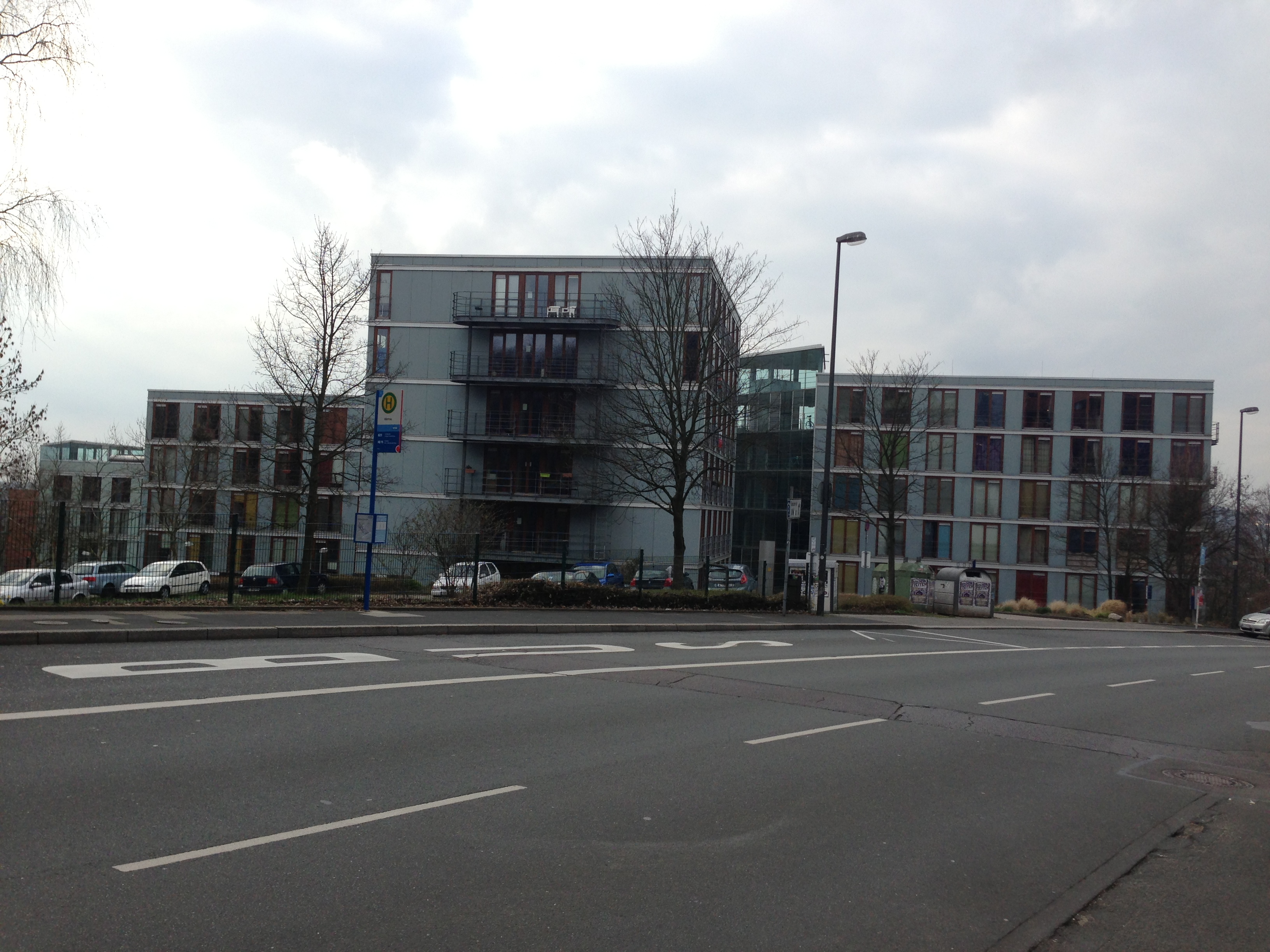
Ein Teil der Wohnheimanlage an der Max-Horkheimer-Straße

An verschiedenen Standorten im Umfeld der Universität bietet das Studierendenwerk über 1200 Wohnplätze in Studentenwohnheimen an.

#### UNI-Halle

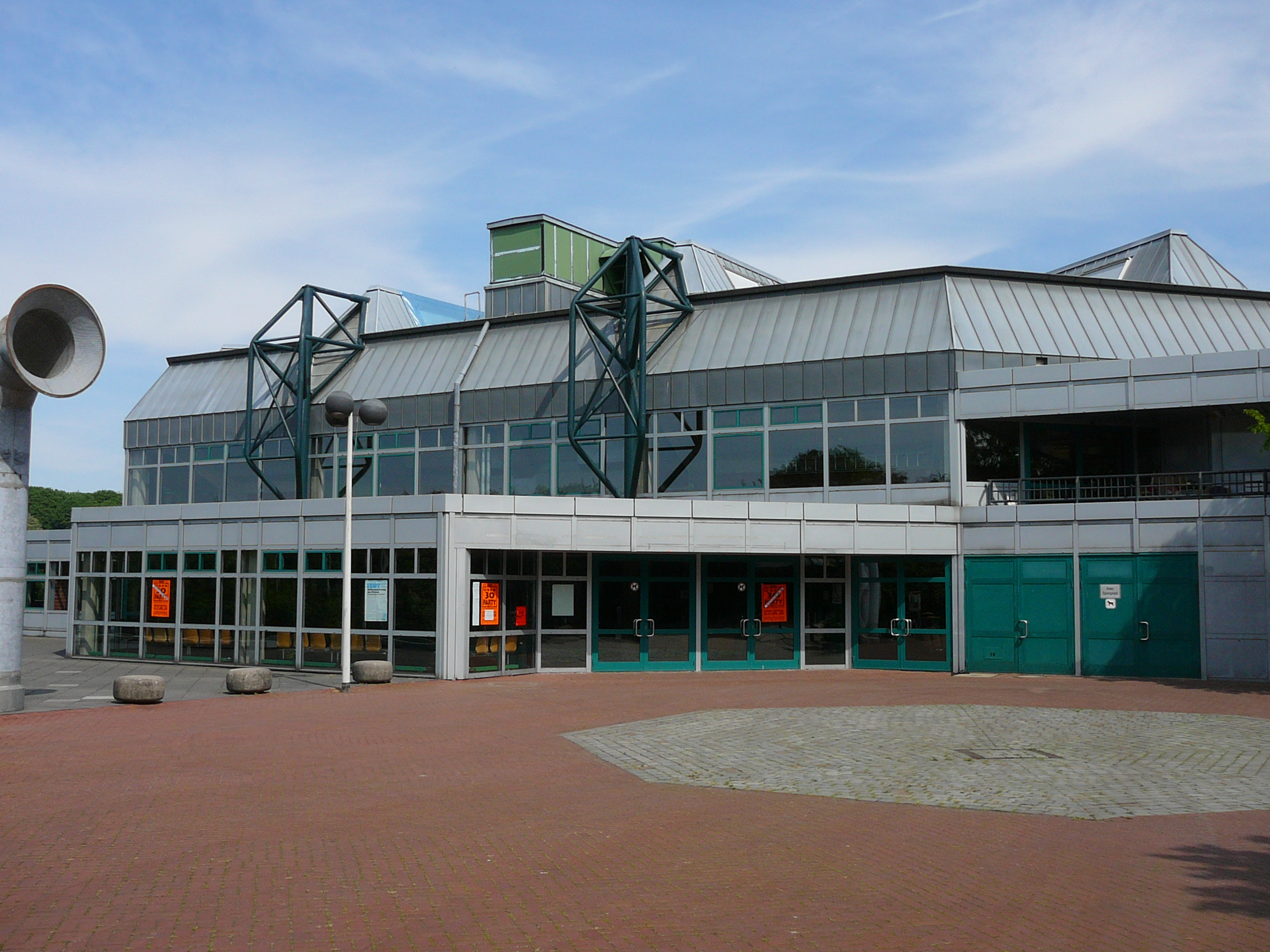
Der Eingangsbereich der Uni-Halle

Die UNI-Halle der Bergischen Universität wurde 1987 in unmittelbarer Nähe zum Hauptcampus Grifflenberg errichtet. Mit einer Kapazität von bis zu 4079 Besuchern ist sie die größte Mehrzweckhalle des Bergischen Landes und wird durch die Universität hauptsächlich für den Hochschulsport genutzt.

#### Hochschulsport
Der lokale Hochschulsport bietet über 200 Sportkurse in knapp 90 Sportarten an. Er verfügt über 18 Sportstätten auf dem Universitätsgelände oder bei externen Partnern, darunter die Uni-Halle, den Sportplatz Freudenberg und eine Beachsportanlage. Über externe Partner sind außerdem ein Golfplatz, ein Hockeyfeld, mehrere Turnhallen sowie zwei Kletterparks angemietet. Auf dem Hochschulgelände werden die zwei Fitnessstudios BergWerk und CampusGym betrieben, deren Ausstattung Cardio- und Kraftgeräte sowie Freihantelbereiche umfasst. Somit wird neben Sportrehabilitation auch leistungsorientierter Kraftsport unterstützt. Die lokalen Programme BUWbewegt, Pausenexpress und BEactive unterstützen die Gesundheitsförderung.
Darüber hinaus organisiert der Hochschulsport regelmäßig das Hochschulsport-Fest (s. u.) mit dem Campus Grifflenberger Treppenlauf, die Hochschulsport-Show (s. u.), und den Uni Drachenboot-Cup, zu dem acht Teams aus ganz Nordrhein-Westfalen auf dem Beyenburger Stausee antreten.
Der Hochschulsport ist Mitglied im Allgemeinen Deutschen Hochschulsportverband, außerdem ist die Universität seit 2006 Partnerhochschule des Spitzensports. Regelmäßig erreichen Studierende der Universität gute Platzierungen in nationalen oder internationalen Wettbewerben.

#### Zentrum für Informations- und Medienverarbeitung
Das Zentrum für Informations- und Medienverarbeitung, kurz ZIM, bietet Dienstleistungen und Ressourcen der Informationstechnologie, Kommunikation und neuen Medien. Es besteht aus den sieben Teilbereichen „Zentrale Rechner“, „Medien-Service“, „E-Teaching“, „Netzwerk“, „Zentrale Windows Dienste“, „Schulung und Qualifizierung“ und „Anwenderunterstützung“. Zu seinen Dienstleistungen gehören die Bereitstellung von Benutzerarbeitsplätzen, das Benutzer- und Medienbüro, die Geräteausleihe, Multimedia-Hörsäle, das campusweite Uni-Netzwerk, Benutzerberatung, die Bereitstellung von Software, Schulungen sowie Beratung und Hilfestellung mit dem Content-Management-System TYPO3.

#### Akademisches Auslandsamt
Als Teil der Hochschulverwaltung befasst sich das Akademische Auslandsamt, kurz AAA, mit den internationalen Angelegenheiten der Hochschule. Es verwaltet und fördert die internationalen Beziehungen mit anderen wissenschaftlichen Einrichtungen und ist eine Anlaufstelle für Studierende und Wissenschaftler der Universität. Die wichtigsten Aufgaben sind die Beratung zu Förder- und Stipendienmöglichkeiten im In- und Ausland, die Betreuung internationaler Gäste, Beratung und ggf. Zulassung ausländischer Studieninteressierter sowie die Bewertung ausländischer Bildungsnachweise.

#### Sprachlehrinstitut
Das Sprachlehrinstitut der Universität, kurz SLI, ist die zentrale Einrichtung zur Qualifikation im Bereich der Fremd- und Fachsprachen. Angeboten werden fakultative Sprachkurse für jeden Interessierten, Kurse für Fakultäten, die Fremd- und Fachsprachen als Wahlpflichtfächer im Studienplan aufführen sowie Kurse im Bereich „Deutsch als Fremdsprache“. Das aktuelle (2015) Fremdsprachenprogramm umfasst die Sprachen Chinesisch, Englisch, Türkisch, Französisch, Italienisch, Portugiesisch, Japanisch, Schwedisch, Spanisch und Russisch.

#### Hochschulkindergarten

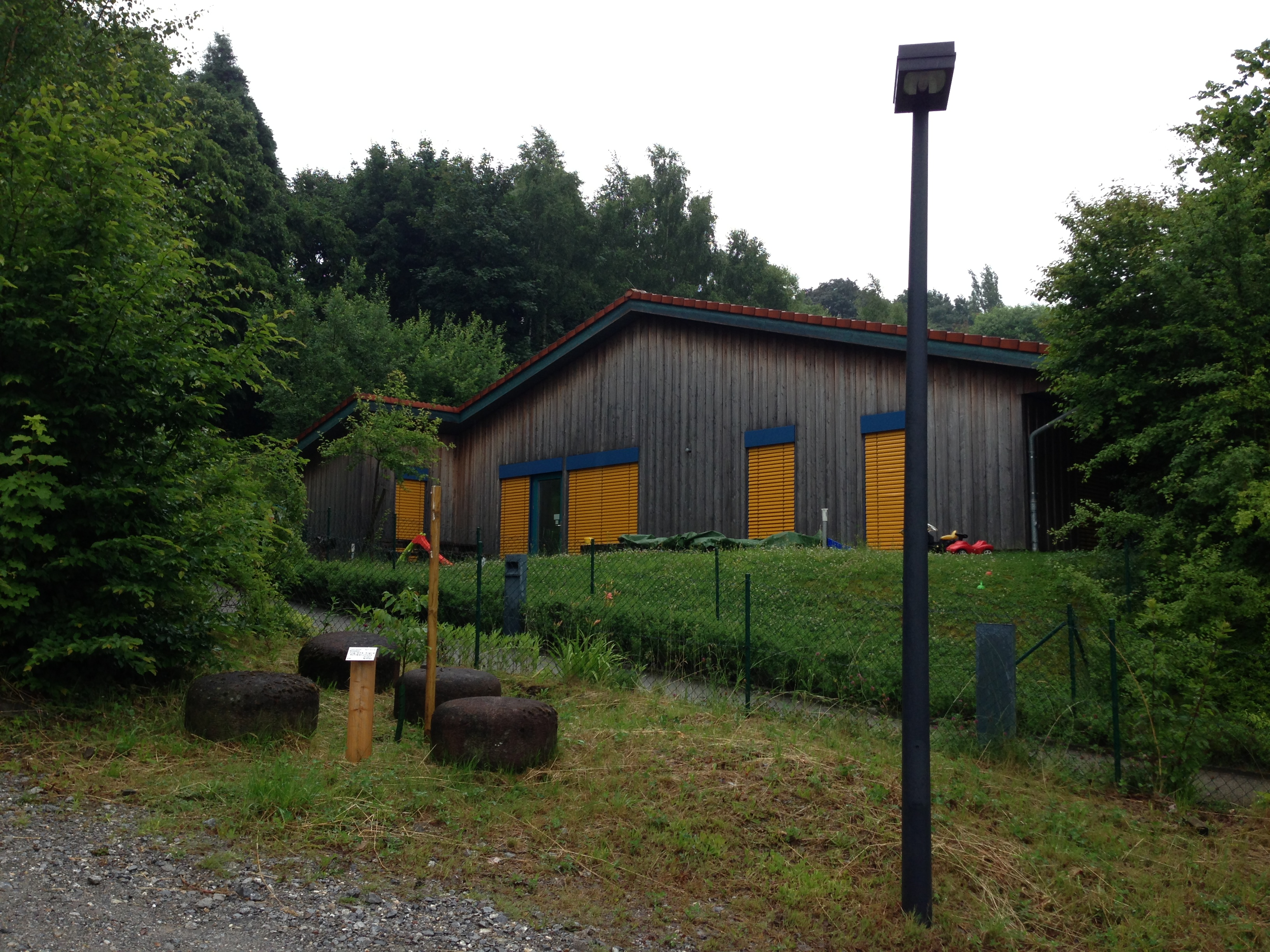
Der Uni-Kindergarten

Der Hochschulkindergarten wurde 1972 von Studenten ins Leben gerufen und betreute 2014 etwa 35 Kinder zwischen vier Monaten und sechs Jahren. Der erste Bau befand sich an der Auer Schulstraße im Stadtzentrum, der zweite in einem Gebäude in der Hardt-Parkanlage. 1977 zog er in ein ehemaliges Vereinshaus einer Kleingartensiedlung auf das Gelände der heutigen Uni-Halle. Seit 2005 befindet er sich nahe dem Hörsaalzentrum K in dem Neubau Gaußstraße 51, der mit 545 Quadratmetern doppelt so viel Platz bietet wie das vorige Gebäude und etwa 670.000 Euro kostete. Neben der Universität und einem privaten dauerhaften Unterstützer wird die Einrichtung regelmäßig mit Geld- oder Sachspenden verschiedener Unternehmen unterstützt. Der AStA finanziert außerdem die Krabbelgruppe „Uni-Zwerge“.

#### Uni-Arboretum
Ende Juni 2012 wurde auf dem Grifflenberg ein etwa 1 km langer Rundweg eröffnet, in dessen Verlauf anfangs 44 verschiedene Baumarten gepflanzt und individuell beschildert wurden. Bis 2015 wurde der Pfad zweimal auf nunmehr über 90 Bäume erweitert. Mit der Errichtung dieses Arboretums kommt die Universität der UN-Dekade der Biodiversität, einem freiwilligen Aufruf der Vereinten Nationen, nach. Entlang des Rundwegs befinden sich unter anderem der Haupteingang, das Rektoratsgebäude B, der Mensatrakt, die Universitätsbibliothek, der Hochschulkindergarten und das Gebäude I. Im Arboretum sind alle Bäume des Jahres vertreten. Bis 2015 wurden mehr als 35 Baumpatenschaften übernommen. Im Juli 2016 war das Arboretum im Rahmen von „Wuppertals Grüne Anlagen“ der „Park des Monats“ inklusive Rundgängen.

#### MetaLichtund Windräder

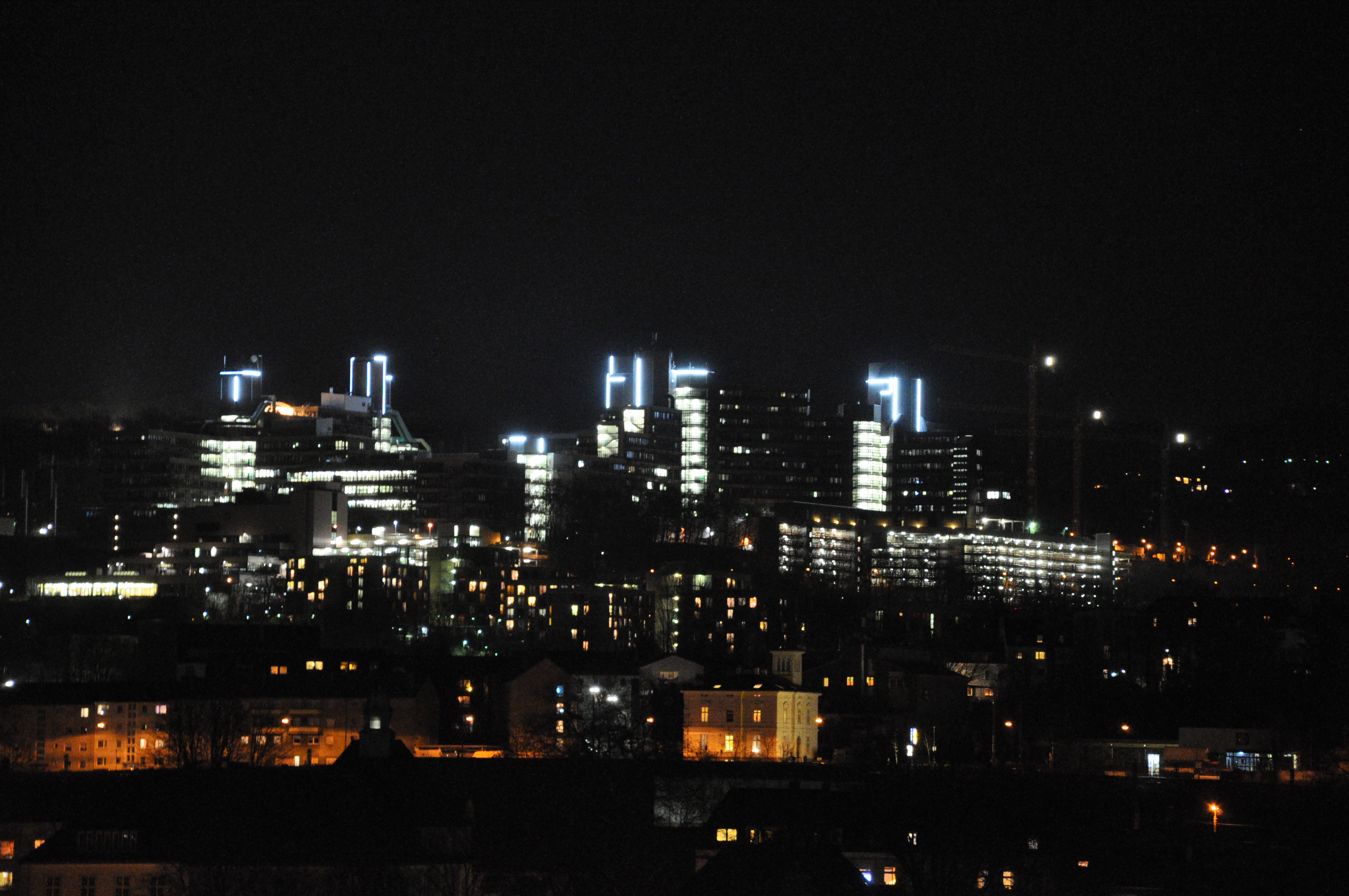
Blick auf den Campus Grifflenberg mit einer von 6000 möglichen Beleuchtungsvarianten

Zum 40. Geburtstag wurde der Universität auf dem Campus Grifflenberg das Lichtkunstprojekt MetaLicht geschenkt. Mit Unterstützung der Sponsoren Jackstädt-Stiftung, Vorwerk, Schmersal und der Stadtsparkasse wurde die von Mischa Kuball entwickelte Lichtinstallation am 22. Oktober 2012 in Betrieb genommen. Das 950.000 Euro teure Projekt hat einen jährlichen Energieverbrauch, der dem von zehn Haushalten entspricht. Die knapp 760 Meter LED-Leuchten wurden so an den sechs Türmen der Universität angebracht, dass durch wechselnde Formen der Beleuchtung insgesamt knapp 6000 unterschiedliche Muster erzeugt werden können.

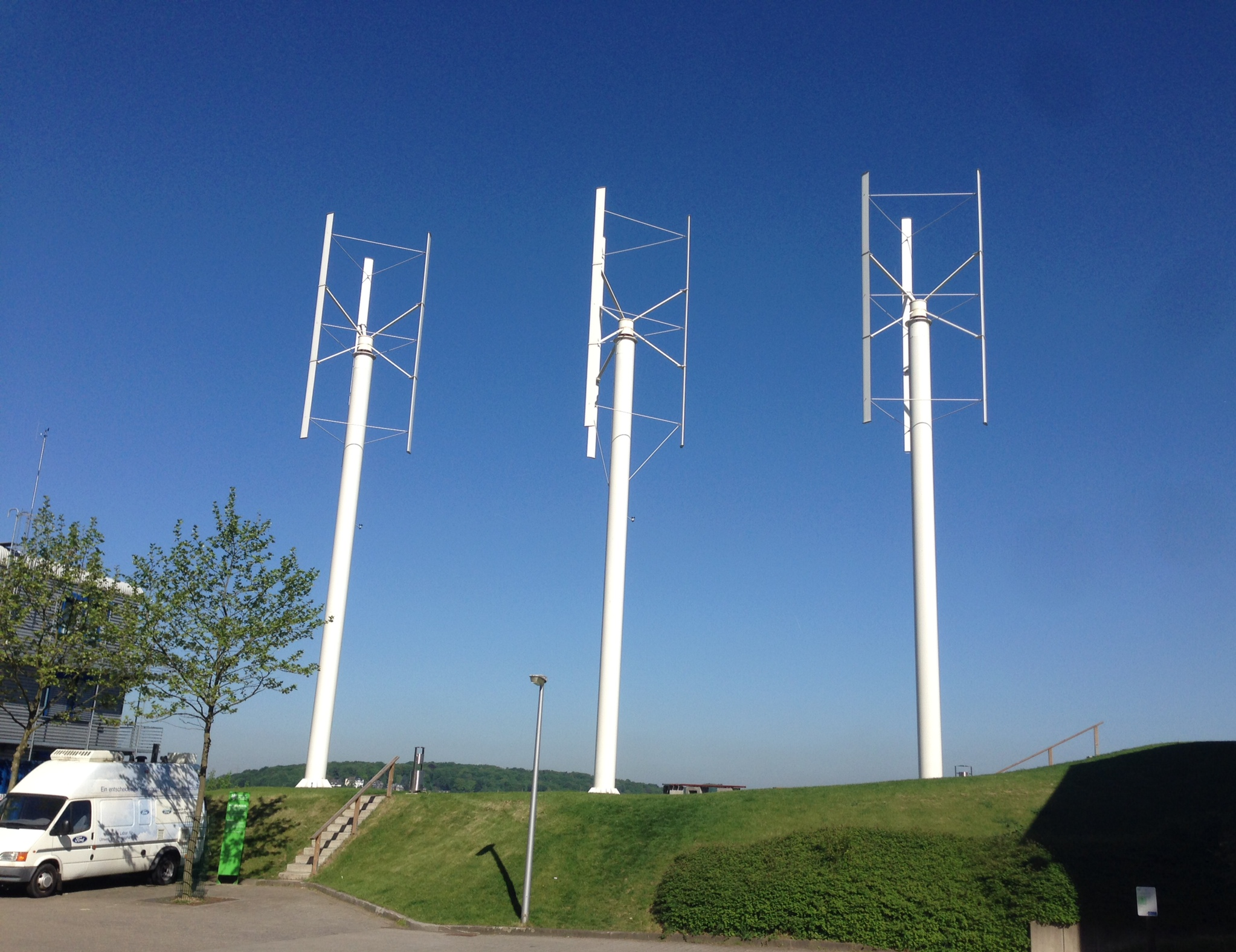
Die Windräder auf dem Flügelhügel im Norden der Universität

Nach Messungen der Wuppertaler Stadtwerke zusammen mit ihrem Energiepartner GDF Suez wurden 2013 auf dem Hügel neben Gebäude B drei Windräder zur Energieversorgung der MetaLicht-Installation montiert. Die drei jeweils 14 Meter hohen Masten in der vertikalen Darrieus-Bauform gingen im Juni desselben Jahres in Betrieb und sollten pro Jahr zwischen 30.000 und 45.000 kWh produzieren. Aus einem Wettbewerb ging im Oktober 2013 aus über 80 Vorschlägen der neue Name Flügelhügel hervor. Im Oktober 2015 wurden Zweifel an der Funktionalität der Windräder bekannt. Spätere Recherchen der Unizeitung blickfeld ergaben, dass die Windräder mit falschen Sicherheitszertifikaten ausgestattet waren und auch bei anderen Kunden nie Strom produzierten. Bereits im Mai 2015 musste eine der drei Anlagen wegen Sturm- und Korrosionsschäden abgebaut werden, die übrigen Anlagen sind aufgrund technischer Probleme nicht mehr in Betrieb. Im Oktober 2016 begann der Abbau der Windanlage sowie der Umbau zu zwei Solarstrom-Anlagen mit einer Höchstleistung von jeweils 5 kW und einem horizontalen Windrad mit einer Leistung von bis zu 4,5 kW.

#### Kunst/Kultur
Historisches Fernsehlabor
Seit 1975 wird ein Laborraum betrieben, in dem historische Fernsehgeräte ausgestellt werden. Diese stammen aus der Zeit zwischen 1962 und 1967, als in Köln das Farbfernsehen entwickelt und getestet wurde. Zum Inventar gehören 15 Studiogeräte und etwa 30 alte Monitore, die zum Teil über 50 Jahre alt sind. Zu den wertvollen Geräten gehören unter anderem eine RCA-Farbkamera, eine NTSC-Coder-Anlage und mehrere Lichtpunktabtastanlagen. Viele dieser Anlagen sind bereits in den Versuchsbetrieben des Farbfernsehens eingesetzt worden.
Skulptur „Start“

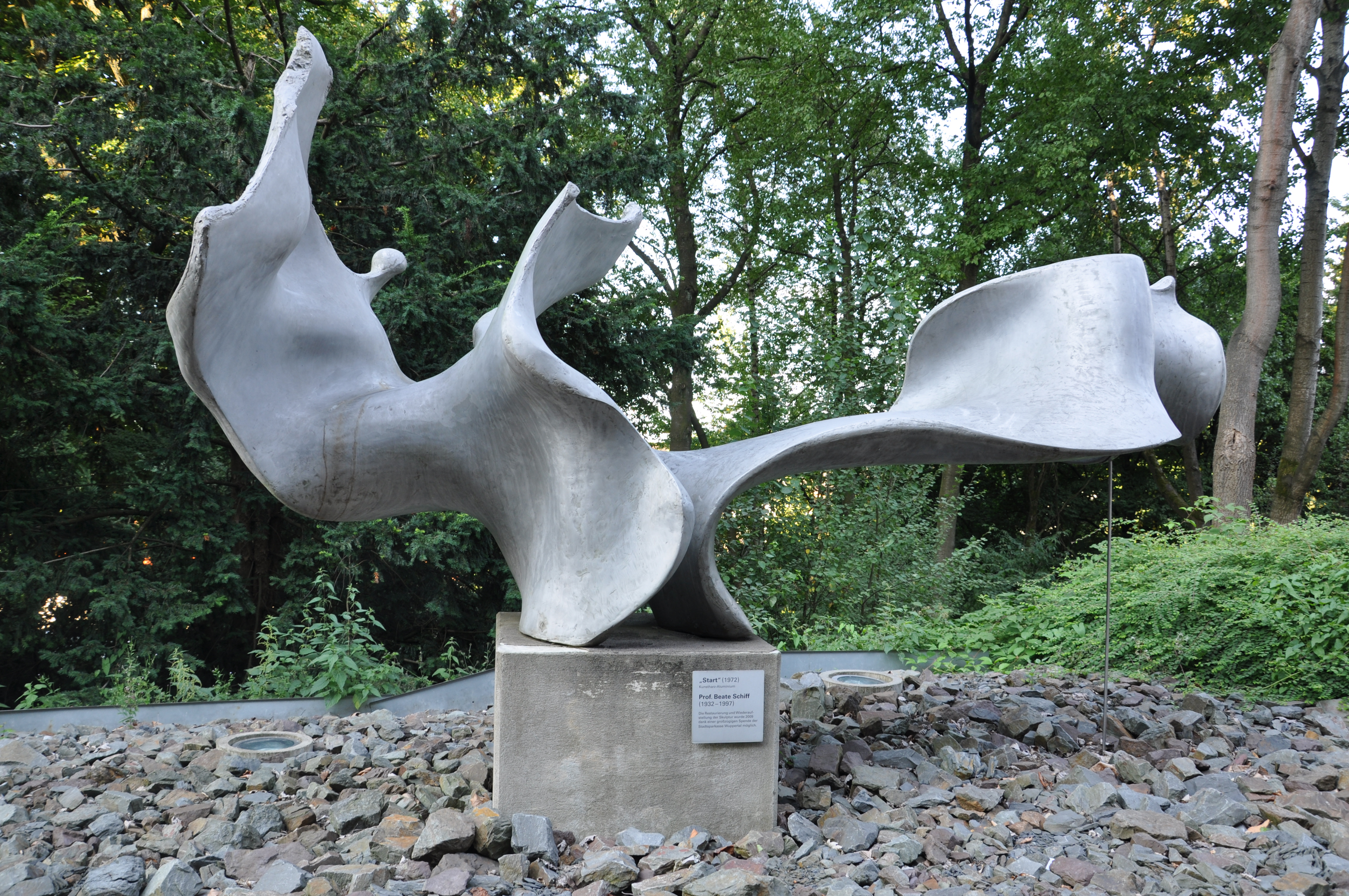
Die Skulptur „Start“

Bereits 1973 hatte die Universität die Skulptur „Start“ der Düsseldorfer Künstlerin Beate Schiff erworben, heute steht sie neben dem Haupteingang des Gebäudekomplexes. Beate Schiff beschreibt die Skulptur wie folgt: „Das Werk soll den Beginn eines Flugs darstellen, den Start in einen neuen Lebensabschnitt.“ Für den ehemaligen Rektor Lambert T. Koch steht die Skulptur außerdem für den Aufwind und die Bereitschaft stetigen Wachsens der Universität. Die Skulptur ist eine Plastik, die aus Aluminium und Kunstharz entstanden ist.
Foucaultsches Pendel
Zum Anlass der Emeritierung des Physikers Jürgen Drees wurde das Modell des Foucaultschen Pendels 2000 im Bereich des Haupteingangs aufgestellt. Benannt wurde es nach Léon Foucault, der mit Hilfe des frei schwingenden Pendels die Erddrehung bewies. Das Wuppertaler Pendel ist in einer von Gebäudegegebenheiten unabhängigen Pyramidenkonstruktion montiert. Die 1,75 kg schwere Kugel wird von einem 210 Zentimeter langen und 0,3 Millimeter breiten Stahldraht getragen, die permanente Schwingung wird von einer elektrischen Anregung durch einen Elektromagneten sichergestellt. Auf einer Bodenplatte sind in Kreisform 360 rote Lämpchen angeordnet, um dem Betrachter den Fortschritt der etwa 30 Stunden und 40 Minuten andauernden Umdrehung anzuzeigen.
Johannes-Rau-Büste
Seit 2007 befindet sich im Foyer des Hörsaalgebäudes am Campus Freudenberg eine bronzene Büste des verstorbenen Johannes Rau. Sie wurde vom Kölner Künstler Franz Josef Lipensky geschaffen. Auf einer Informationstafel hinter der Büste stehen Hinweise zu Raus politischem Werdegang, seinen acht Ehrendoktorwürden und vier Ehrenbürgerschaften sowie weiterer lokaler und nationaler Auszeichnungen.
Wandmalereizyklus Willi Baumeister
Seit 2009 hängen im Foyer des Hörsaalgebäudes am Campus Freudenberg 13 Gemälde von Willi Baumeister aus der Zeit von 1939 bis 1940, als er sie im Auftrag des Wuppertaler Lackfabrikanten Kurt Herberts schuf. Sie wurden überwiegend auf Putz gemalt und zeigen zum einen Charaktere verschiedener Wandmaltechniken, zum anderen verschiedene Darstellungsformen wie stilistische Adaptionen oder die malerische Belebung naturwissenschaftlicher Schemata. Die dargestellten Bildthemen sind „Die Naturkräfte“, „Der Mensch als Gestalter“ und „Aus der Welt des Sehens und der Farben“. 13 der ursprünglich 18 Werke besitzt heute die Bergische Universität nach einer Schenkung Herberts’ 1984.
Literarische Bestände
Die Universitätsbibliothek Wuppertal unterhält bedeutende private Nachlassbibliotheken der klassischen Philologen Günther Jachmann und Mario Puelma, die komplette jüdische Bücherei des Schocken Verlags und die Bibliothek Franz Kafkas. Seit 2014 besitzt das Fach Musikpädagogik etwa 6500 CDs des Musikkritikers Ulrich Schreiber, die Sammlung umfasst nun über 7500 CDs.

## Hochschulleben

### Initiativen und Vereine
Neben den Hochschulorganen und Instituten gibt es eine Reihe weiterer Initiativen und Vereine, die zum Teil studentisch geführt werden und der Bereicherung des Hochschulalltags dienen. Die Orientierungsschwerpunkte sind vielfältig und reichen von religiösen und politischen Gruppen über soziales und unterkulturelles Engagement bis hin zu regelmäßig erscheinenden Medien.

#### Studentische Initiativen
- Amnesty International Hochschulgruppe, Teil des Amnesty-Bezirks Bergisches Land, berät vor allem zu Asylfragen (ggf. inaktiv)
- ArbeiterKind.de, eine Initiative, um alle, die als erste in ihrer Familie studieren, zu unterstützen[91][92]
- AStA-Hochbeete, eine Gruppe, die gemeinsam die Hochbeete des AStAs pflegt[93]
- Auf der Höhe, Online Literatur- und Kulturmagazin der Studierenden der Allgemeinen und Vergleichenden Literaturwissenschaft (ggf. inaktiv)[94]
- Bergisches Uni-Theater (BUnT) ist die studentische Theatergruppe der Universität[95]
- Blickfeld, die Campus-Zeitung in Wuppertal[96]
- Debattierclub Redekunst e. V., lehrt die Künste der Argumentation sowie der Debatte und bei wöchentlich wechselnden Themengebieten[97]
- Enactus Wuppertal, bietet den Studierenden die Möglichkeit auf individuelle soziale und ökologische Projekte[98]
- Filmwerkstatt, Verfilmung von Kurzgeschichten und Veröffentlichung über einen eigenen YouTube-Kanal (ggf. inaktiv)[99][100]
- GEW Studis, Teil der Gewerkschaft Erziehung und Wissenschaft, vertritt deren hochschulpolitische Positionen und organisiert Veranstaltungen für Lehramtsstudierende[101]

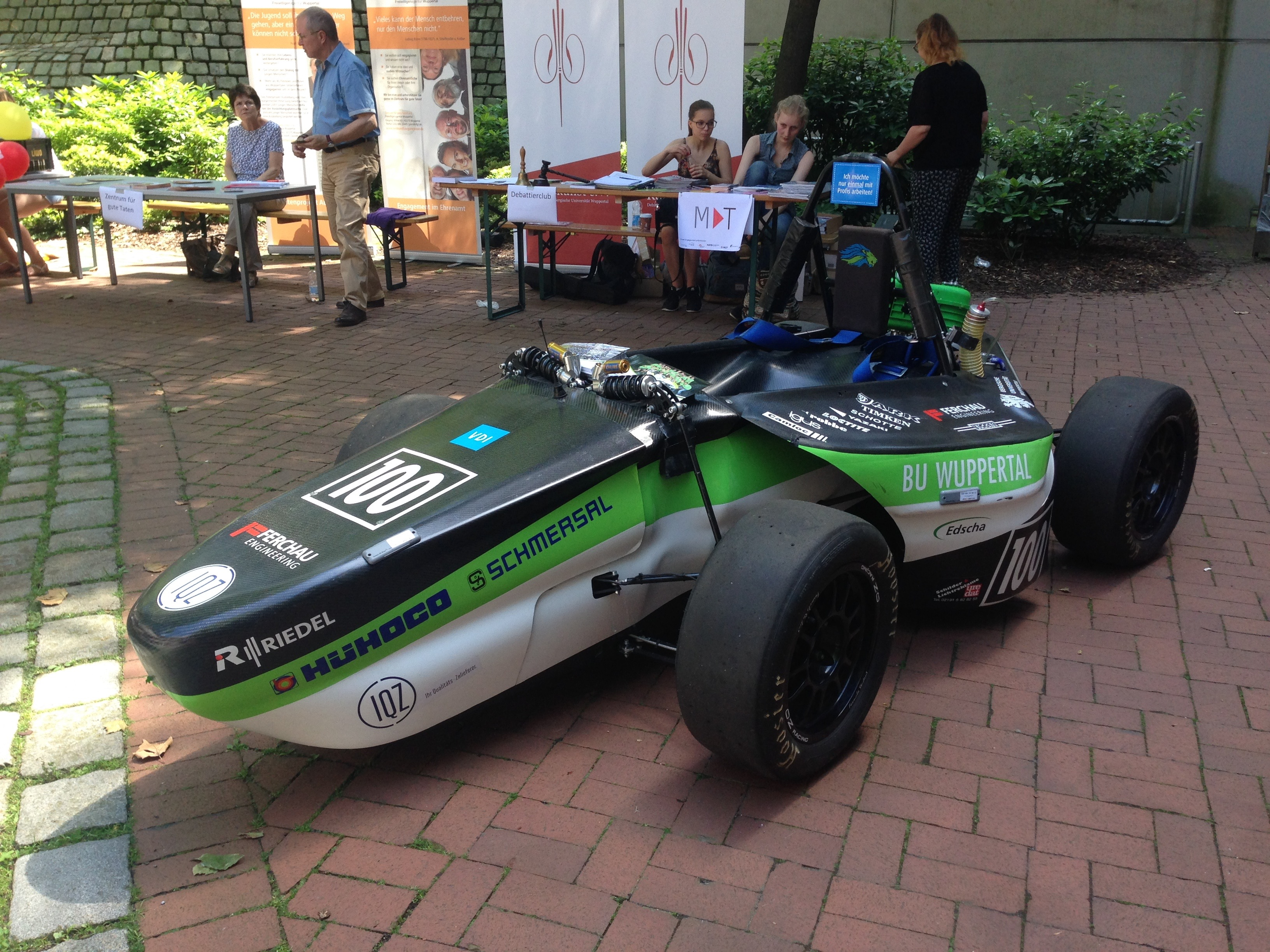
Der Rennwagen des Green Lion Racing-Teams

- Green Lion Racing, der universitätsinterne Motorsport-Rennstall, konstruiert jährlich einen Formel-1-ähnlichen Rennwagen zur Teilnahme an der Formula Student Germany[102]
- Hochschule-SMD Wuppertal, wöchentlich religiöse Gespräche mit Gesang und Gebeten[103]
- IACES Wuppertal, eines von vier deutschen Lokalkomitees der Organisation für Bauingenieur- und Architekturstudenten[104] und prägte die Anfangsjahre der Organisation maßgeblich mit (ggf. inaktiv)
- International Students Team IST, betreut Studierende, die ein Auslandssemester absolvieren oder zu Gast an der Universität sind[105]
- neolith – eine Textwerkstatt für neue Literatur und ein jährlich erscheinendes Magazin[106]
- Pfandraising Wuppertal, sammelt Leergut aus Privathaushalten zur Finanzierung ehrenamtlich gehaltener Deutschkurse für Flüchtlinge (ggf. inaktiv)[107]
- ROCK YOUR LIFE! Wuppertal, unterstützt Schüler aus bildungs- und integrationsfernen Milieus (ggf. inaktiv)[108]
- Studentische Segelvereinigung, bietet Unterricht im Segeln an und ermöglicht eine kostengünstige Ausbildung für die Sportbootführerscheine SBF Binnen und SBF See sowie den Sportküstenschifferschein[109]
- Students for Future Wuppertal, eine Hochschulgruppe von Fridays for Future, die sich für Klimagerechtigkeit einsetzt[110][111]
- TV Stud Wuppertal, eine Initiative für einen bundesweiten Tarifvertrag für Studierende[112][113]
- Türkischer Studierendenverein, Förderung der Türkisch-Deutschen Beziehungen, richtet sich vor allem an die Integration türkischer Hochschulanfänger[114]
- Unikino Wuppertal, veranstaltet über die Agentur Unifilm regelmäßig Filmabende in Seminarräumen oder Hörsälen (pausiert seit der COVID-19-Pandemie)[115][116]
- VDE-Hochschulgruppe, ist Teil des VDE Bergisch-Land und bietet Vorträge, Exkursionen, Arbeitskreise und Service-Leistungen (ggf. inaktiv)[117]
- VDI Wuppertal, bietet Ingenieuren Vorträge und Service-Leistungen
- vfsa Verein zur Förderung des Studiums im Alter, wird von Seniorstudenten betrieben, die das Seniorstudium an der Universität fördern möchten und älteren Studierenden Beratung und Unterstützung anbieten[118]
- Wuppertal eSports, die Teams für verschiedene Spiele in der Uni-Liga haben[119]

#### Studentenverbindungen
- Christliche Studentenverbindung Unitas Hildburghausen zu Wuppertal, christliche, nicht-schlagende und farbentragende Verbindung, wurde 1899 in Hildburghausen gegründet[120]
- Katholisch-Deutsche Studentenverbindung Bergisch Thuringia zu Wuppertal, katholische, nicht-schlagende und farbentragende Verbindung und im bundesweiten Cartellverband der katholischen deutschen Studentenverbindungen vertreten, wurde 1979 gegründet[121]
- Studentische Jägerschaft Bergisch Land zu Wuppertal, politisch und konfessionell ungebundene, nicht-schlagende, farbentragende Verbindung und eine von zwölf Jagdverbindungen des Wernigeroder Jagdkorporationen Senioren-Convent, wurde 1978 gegründet[122]
- Technisch-wissenschaftliche Verbindung Ubia zu Wuppertal, politisch neutrale, nicht konfessionelle, nicht-schlagende und farbentragende Verbindung, besteht seit 1921[123]
- Technische Verbindung Macromannia zu Wuppertal, fakultativ schlagende, farbentragende Verbindung und Teil des bundesweiten Bund Deutscher Ingenieur-Corporationen, besteht seit 1920[124]

#### Religiöse Gruppen
- Evangelische Studierendengemeinde ESG, bietet den Studenten ein kritisches Gespräch zwischen Theologie und Glaube, Bildungsmöglichkeiten, Mitarbeit an sozialen Projekten sowie interkulturelle und internationale Begegnungen[125]
- Islamische Hochschulgemeinschaft IHG, bietet Studierenden und Nicht-Immatrikulierten Vorträge und Diskussionsrichtungen zu Glaubensfragen an und unterhält einen Gebetsraum in Gebäude L der Universität[126]
- Katholische Hochschulgemeinde HG, ist ein Ort der Begegnung und Unterstützung für Studierende und Hochschulangehörige. Sie bietet Hilfestellung in Lebens- oder Glaubensfragen und lädt ein, die christliche Spiritualität kennenzulernen. Neben einem breit gefächerten Angebot an Veranstaltungen wird die KHG durch eine engagierte Alumni-Gruppierung und einen Förderverein unterstützt, die gemeinsam dazu beitragen, das studentische Leben zu bereichern.[127]

#### Hochschulpolitik
Politische Gruppen
- Grüne Hochschulgruppe Wuppertal, setzt sich für eine grüne Politik an der Universität ein
- Die Linke.SDS Wuppertal, ist ein anerkannter Verband der Partei Die Linke[128]
- Liberale Hochschulgruppe Wuppertal, setzt sich für Toleranz und Chancengleichheit sowie Open Source und frei verfügbares Wissen ein[129]
- Juso-Hochschulgruppe Wuppertal, Untergliederung der SPD, setzt sich ein für ein gebührenfreies Studieren, einen Ausbau des BAföG, eine Gleichstellung der Geschlechter, die Demokratisierung der Hochschulen sowie eine qualitative Studienreform[130]
- RCDS Wuppertal, ist der CDU nahestehend, politisch jedoch unabhängig und bietet unter anderem Gespräche mit der Landesregierung oder der regionalen Wirtschaft an[131]

AStA und StuPa
Darüber hinaus ist an der Bergischen Universität der Allgemeine Studierendenausschuss (AStA) als politische Vertretung der Studierendenschaft gegenüber der Universitätsleitung sowie der Landesregierung aktiv. Zu seinen Aufgaben gehören unter anderem auch Verhandlungen um das Semesterticket oder die Ausstellung des Internationalen Studentenausweises ISIC. Der Wuppertaler AStA hat seinen Sitz auf Ebene ME 04 des Mensa-Traktes und betreibt dort auch den AStA-Shop, in dem Schreibwaren und Artikel des Uni-Marketings angeboten werden. Die Arbeit des lokalen Vorstands wird von verschiedenen Referaten unterstützt, außerdem gibt es sieben weitere Autonome Referate. Ende Mai 2013 geriet der Wuppertaler AStA durch den Spiegel negativ in die Schlagzeilen, da durch mangelhafte Abrechnungen und unachtsamen Umgang mit den Geldern ein Fehlbetrag von über 8000 Euro ausgewiesen wurde und ein abgerechneter Computer nicht aufgefunden werden konnte. Kritik am AStA wird auch in anderen Universitätsstädten regelmäßig laut.
Der AStA wird regelmäßig vom Studierendenparlament (StuPa) gewählt, das wiederum das höchste beschlussfassende Gremium der Studierendenschaft darstellt. Er beschließt unter anderem über Satzung und Haushalt der Studierendenschaft und wird direkt gewählt. Mit derzeit 21 Mitgliedern ist das Wuppertaler StuPa eines der mittelgroßen deutschen Parlamente.
Seit der StuPa-Wahl 2024 setzt sich das Studierendenparlament wie folgt zusammen:
| Wahl zum StuPa 2024Wahlbeteiligung: 4,96 % 706050403020100 64,2 %19,6 %16,2 % Li&GLaJusoLKLcGewinne und Verlusteim Vergleich zu 2023 %p 8 6 4 2 0 −2 −4 −6 −8−0,9 %p−6,5 %p+7,4 %pLi&GLJusoLKLAnmerkungen:a Die Linke.SDS & Grüne Listec Liberal-Konservative-Liste, 2023 als Ab durch die Mitte |  | Sitzverteilung im StuPa Wuppertal 2024Insgesamt 21 Sitze - Linke.SDS & Grüne Liste: 14 - Juso-HSG: 4 - Liberal-Konservative-Liste: 3 |

### Förderverein
Als Förderverein und Netzwerk der Bergischen Universität unterstützt der Verein der Freunde und Alumni der Bergischen Universität, kurz FABU, seit 1973 die Aufgaben der Universität sowie Projekte ihrer Studierenden durch das finanzielle und personelle Engagement von heute mehr als 500 Mitgliedern. Innerhalb des FABU haben sich bis heute mehrere Sektionen gebildet, die sich der gezielten Förderung und Unterstützung einzelner Fakultäten widmen. Bis heute ist ein breites Spektrum an Förderungen und Preisen entstanden. Zu den bekanntesten und wichtigsten derer zählen die finanzielle Förderung der Universität bei anstehenden größeren Investitionsprojekten, die regelmäßige Vergabe von Förderpreisen für Abschlussarbeiten Studierender (Diplom-, Magister-, Staatsexamens- und Doktorarbeiten), die regelmäßige Veranstaltung von Uni-Konzerten sowie die UniTal-Vortragsreihen. Vorsitzender ist seit 2006 der Arzt Johannes Köbberling.

### Medien
Universitätsintern erscheinen in unterschiedlichen Rhythmen Zeitschriften und Magazine, die verschiedene Themen der Studiengänge und Bereiche der Universität erläutern und Neuigkeiten verbreiten. So erscheint einmal pro Semester das Magazin BUW Output, das zweisprachig über Forschungsaktivitäten der Universität berichtet. Seit dem Wintersemester 1998/99 erscheint zweimal im Jahr das Frauenmagazin magazIn vom Gleichstellungsbüro der Universität als Nachfolger des von 1990 bis 1995 herausgegebenen Magazins Helene. Darüber hinaus besteht eine in der Hochschullandschaft einmalige Kooperation zum privaten Verlag der Bergischen Blätter, die in jeder ihrer 25 jährlichen Ausgaben vierseitig über die Universität berichten. Seit 2011 existiert als weiteres, redaktionell unabhängiges Medium die CampusZeitung blickfeld. Neben universitären Themen schreibt die von Studierenden besetzte Redaktion auch über das kulturelle und gesellschaftliche Leben in der Stadt Wuppertal. Seit Sommer 2015 erscheint die Bergzeit, die einmal im Semester mit einer Auflage von 10.000 Stück über Neuigkeiten der drei Campi informiert. Das Online Literatur- und Kulturmagazin Auf der Höhe existiert seit 2017 und wird redaktionell von Studierenden der Allgemeinen und Vergleichenden Literaturwissenschaft geleitet. Literatur, Theater, Kunst und Kultur in und um Wuppertal bilden einen Schwerpunkt der Berichterstattung bei Auf der Höhe.
Analog zu allen wissenschaftlich basierten Magazinen erscheinen Jahresberichte zur Universität sowie zum Arbeits- und Umweltschutz. Entwicklungen in Teilbereichen sowie Daten und Statistiken beispielsweise zum Personal, zu den Finanzen oder zur Forschung sind jährlich im Rektoratsbericht zusammengefasst. Absolventen haben die Möglichkeit, sich nach Abschluss des Studiums im jährlich erscheinenden Absolventenjahrbuch mit Namen und Foto eintragen zu lassen. Zusätzlich erscheinen verschiedene Berater zum Studienbeginn, dem Hochschulsport sowie zu Möglichkeiten, ein Stipendium zu erlangen.
Darüber hinaus berichtet das studentische Videomagazin Engelszunge.tv über Neuigkeiten und Veranstaltungen rund um die Universität. Seit 2008 wurden über 115 etwa vier- bis achtminütige Sendungen gedreht, sowohl zu externen Themen wie dem Bildungsstreik oder einer Kunstausstellung wie auch zu internen Themen wie dem Kinderforschertag. Die Dokumentation zum lokalen Bildungsstreik, der ein größeres Ausmaß hatte als an anderen Hochschulen, wurde über 500.000 Mal angesehen und in Düsseldorf, Köln, Siegen, Berlin und Wien öffentlich aufgeführt. Die Sendung ist redaktionell unabhängig und wird seit Oktober 2010 regelmäßig auf dem landesweiten TV-Lernsender nrwision ausgestrahlt.
Außerdem betreibt die Universität eine eigene Facebook-Fanseite sowie ein Instagram-Account unter dem Namen uni.wuppertal.

### Chor und Orchester
Musikalisch veranlagten Studierenden stehen die beiden Ensembles des Uni-Chors sowie des Uni-Orchesters offen. Der Chor der Universität ist ein Pop-Chor, der stilistisch breit gefächert aufgestellt ist mit Songs aus den Genres Pop, Rock, Musical, Jazz, Blues und Latin. Das Ensemble tritt regelmäßig bei der Erstsemesterbegrüßung in der Uni-Halle und weiteren feierlichen Anlässen der Universität auf. Am Ende jedes Semesters stehen Konzerte gemeinsam mit dem Uni-Orchester, in denen das im Semester erarbeitete Repertoire präsentiert wird. 2019 gehörten dem Chor ca. 60 Mitglieder an. Dem Orchester gehörten 2019 ca. 50 Musiker an. Die Ensembles betreiben einen gemeinsamen YouTube-Kanal werden von Christoph Spengler geleitet.

### Ereignisse

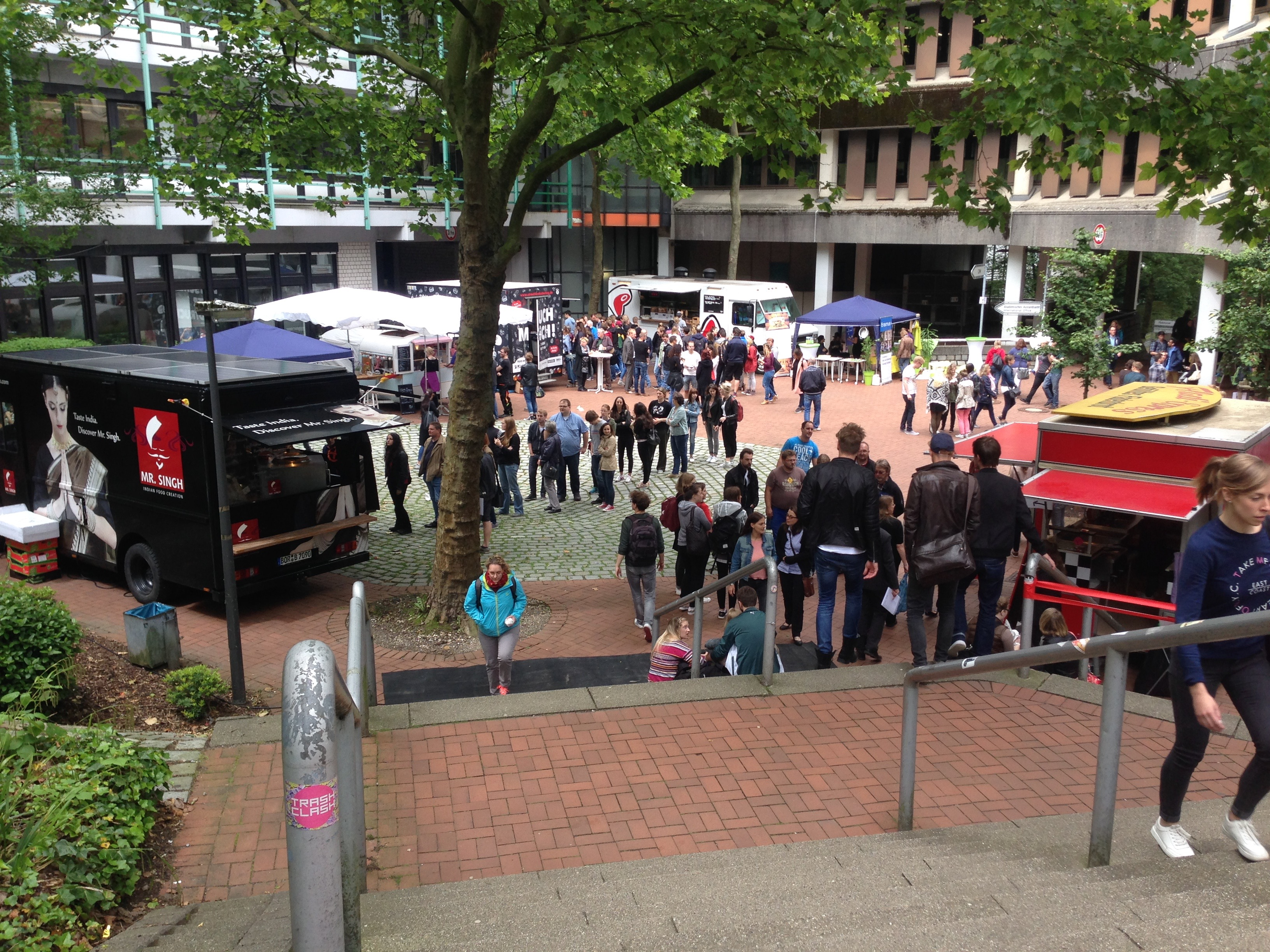
Streetfood-Event im Juli 2016

#### Veranstaltungen
- Campus Weihnachtsmarkt: Seit 2014 findet jährlich in der Weihnachtszeit für drei Tage ein Weihnachtsmarkt auf dem Bibliotheksvorplatz statt.
- Frühjahrsputz: Seit 2015 werden im Frühjahr gemeinsam mit Studierenden Wände gestrichen, Hörsäle gereinigt und Pflanzen verteilt sowie ein abschließendes Grillfest veranstaltet.
- Hochschulsportfest: Seit 2008 findet im Sommer regelmäßig das gut besuchte Sportfest statt, auf dem vor allem kreative Wettbewerbe abseits allgemein bekannter Sportarten im Vordergrund stehen. Darüber hinaus bietet der Hochschulsport Kursproben aus dem Semesterprogramm an.
- Hochschulsportshow: Die Sport- und Tanzshow findet seit 2010 unter jährlich wechselnden Mottos in der Uni-Halle statt. Verschiedene Gruppen des lokalen Hochschulsports bieten Vorführungen in Tricking und Akrobatik sowie verschiedenen Tanzstilen.
- InArbeit: Seit 2009 werden regelmäßig im Winter ausgewählte Semesterarbeiten der Kunststudenten ausgestellt. Unter Leitung von Katja Pfeiffer werden im Foyer des Gebäudes I Kunstwerke aus den Bereichen Malerei, Bildhauerei, Video, Installation, Grafik und Fotografie gezeigt. Im Januar 2014 wurde erstmals der mit 5000 Euro dotierte Lions Award vom Lions Club Wuppertal verliehen.
- Kachelcross: Der Kachelcross ist eine Veranstaltung des Faches Industrial Design. Hierbei müssen Studierende Maschinen entwickeln, die ohne Fernsteuerung bestimmte Aufgaben erfüllen. Zumeist müssen Bälle aufgesammelt und/oder Hindernisparcours bewältigt werden. Neben der Funktionalität wird auch das Design bewertet.
- Screenshot: Parallel zur InArbeit werden Arbeiten aus den Bereichen Malerei, Bildhauerei, Grafik, Fotografie, Video und Installation ausgestellt. Initiiert wurde es 2011 von Katja Pfeiffer und Armin Hartenstein.
- SommerUni: Die SommerUni ist ein Projekt des Gleichstellungsbüros der Universität und richtet sich an Oberstufenschülerinnen und Abiturientinnen der Region. Das Hauptaugenmerk liegt auf der Vorstellung von Studiengängen, die traditionell zum größten Teil von Männern nachgefragt werden. Die Veranstaltung wird von zahlreichen Unternehmen der Region unterstützt.
- Tag der Forschung: Seit 2005 wird regelmäßig der Tag der Forschung veranstaltet, um in Form allgemeinverständlicher Vorträge und Exponate die Forschung der Universität in die Region zu vermitteln und Kindern die Chance zu geben, Experimente durchzuführen. Veranstaltungsorte sind zentrale Orte wie die City-Arkaden Wuppertal oder die Kirche in der City
- Unikonzert: Die Reihe der Unikonzerte wurde 1984 initiiert und findet seither regelmäßig statt. Veranstaltungsort ist u. a.die Pauluskirche am Campus Haspel. Bekannte Künstler und Ensembles wie Vokalensemble Cantabile, Judy Winter, Olivia Molina, Dominique Horwitz, Helen Schneider, Katja Ebstein, EPI oder die Klazz Brothers gaben im Rahmen der Reihe Konzerte,[145] darüber hinaus treten regelmäßig der Uni-Chor und das Uni-Orchester auf. Im Dezember 2014 fand die Veranstaltung zum 300. Mal statt.
- UniPop: Seit 2005 findet zum Ende der Vorlesungszeit des jeweiligen Semesters die Veranstaltung UniPop mit Livemusik der Studierenden aus Pop, Rock und Jazz statt. In Wuppertaler Clubs werden sowohl Charts als auch Eigenkompositionen präsentiert.
- UniTal: Seit 2007 werden regelmäßig Vorträge von Wuppertaler Professoren zu ihren Fachgebieten vor lokalem Publikum im Elberfelder Zentrum gehalten. Hauptveranstalter sind der Verein der Freunde und Alumni der Bergischen Universität sowie die Westdeutsche Zeitung.
- Universitätsball: Der Ball der Universität findet seit 2003 in der Historischen Stadthalle statt und richtet sich an Studierende, Professoren, Absolventen, Mitarbeiter und deren Gäste. Seit 2011 sind die Veranstaltungen regelmäßig mit über 2000 Besuchern ausverkauft.
- Vortragsreihe mit RGA und ST: Bereits seit Mitte der 1980er Jahre findet die Uni-Vortragsreihe in Kooperation mit dem Remscheider General-Anzeiger und dem Solinger Tageblatt statt. Die Vorträge werden von Professoren der Bergischen Universität zu festgelegten Themen montags im Solinger Gründer- und Technologiezentrum und donnerstags in der Klosterkirche Lennep in Remscheid gehalten.
- Welcome Week: Die Welcome Week ist eine Einführungsveranstaltung für alle Erstsemester und dient der Orientierung zu Beginn des Studiums, zur Erläuterung wichtiger Institute und Einrichtungen sowie zur Vorstellung der Campi und der Stadt. Zu Beginn dieser Woche werden alle Erstsemester in der Uni-Halle von der Universitätsrektorin Birgitta Wolff begrüßt. Darüber hinaus bieten einige Fakultäten eigenständige „Orientierungsphasen“ (O-Phase) an.

Ende Juni 2016 organisierte und veranstaltete die Universität das 1. Streetfood Wuppertal @Campus, bei dem etwa 20 Restaurants und Unternehmen Street Food aus verschiedenen Kontinenten und Regionen anboten. An beiden Veranstaltungstagen kamen etwa 15.000 Universitätsangehörige sowie lokale und regionale Besucher.

#### Studentenpartys

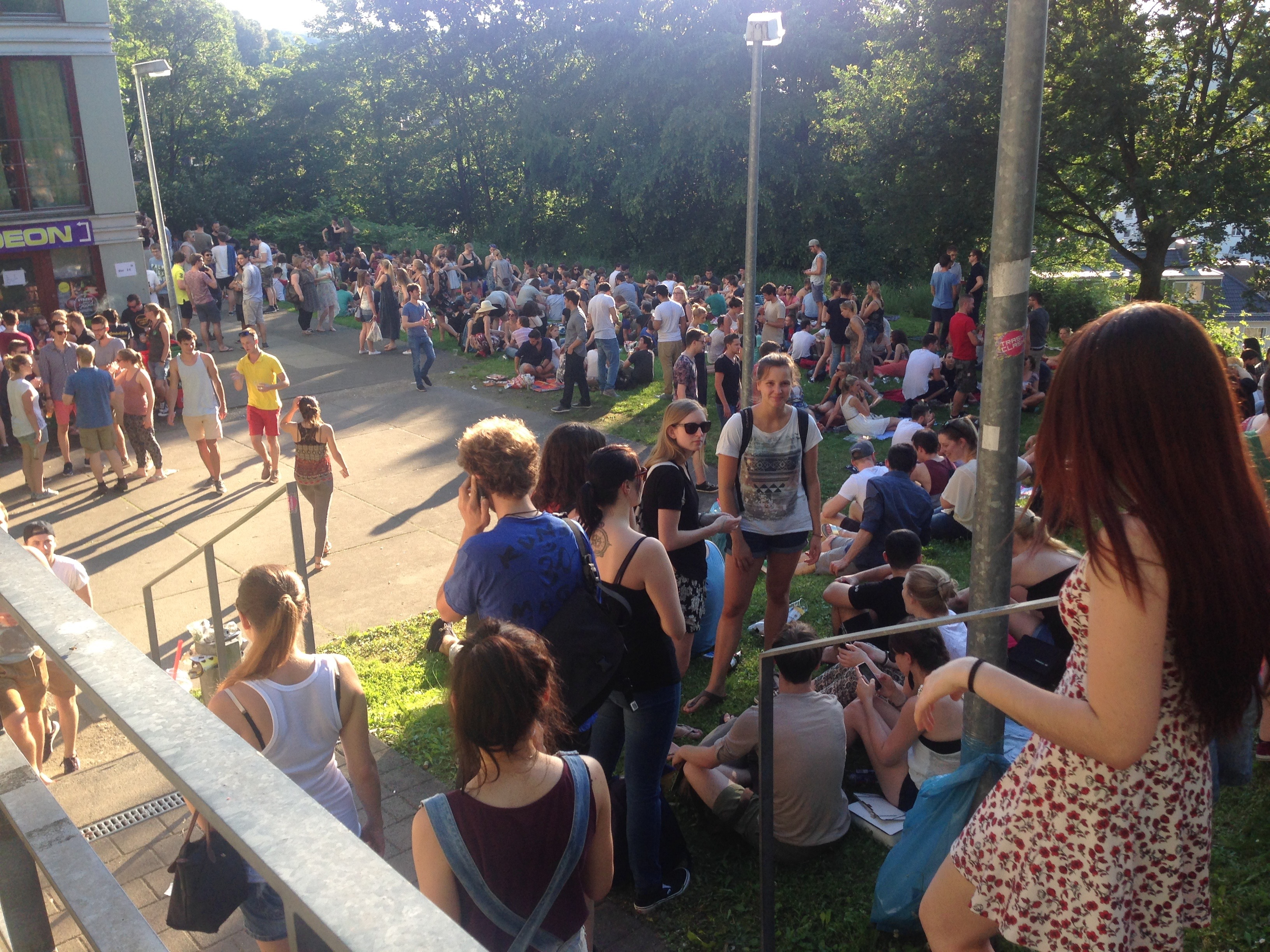
WohnheimBASH 2016

Im Laufe eines Semesters finden an der Universität sowie lokalen Clubs zahlreiche Campus- oder Studentenpartys statt, die zumeist über Fachschaften oder studentische Organisationen organisiert werden. Bekannte Wuppertaler Studentenpartys sind:
- Caipirinha Wiwi Party: Die Caipirinha Wiwi Party (kurz Caipi Wiwi Party) wird seit 2002 von der Fachschaft Wirtschaftswissenschaften organisiert. Sie findet in der börse statt.[147]
- CampusBASH: Der CampusBASH ist eine der vom lokalen AStA organisierten Partys und findet in der AStA-Ebene oberhalb der Mensa statt. Die Veranstaltung gehört zu den überregional bekannten Studentenpartys.
- CampusBEATZ: Die CampusBEATZ-Party findet seit 2014 als Semester-Opening und -Closing im Apollo-Club statt.
- MensaBASH: Der MensaBASH wird ebenfalls vom AStA organisiert und findet in der AStA-Ebene oder Mensa statt.
- Sportlerparty: Die Sportlerparty (mittlerweile Sportiparty genannt) wird zumeist unter Mottos wie Tanz in den Mai oder Sportlerparty meets Halloween organisiert und findet in der börse statt. Im U-Club wird auch eine O-Phasen-Party veranstaltet.
- Uni*Que: Die Uni*Que gehört zu den Semesterabschlusspartys der Universität und findet im Kitchen Klub statt.
- WG Party: Die WG Party ist eine weitere von der Fachschaft Wirtschaftswissenschaft organisierte Party und findet im Club Red Lounge statt.
- WHÄM!!: Sie wird seit 2011 von der Fachschaft Wirtschaftswissenschaft zu Semesterbeginn organisiert und findet in der börse statt. Sie ist eine klassische Neon-Party.
- WohnheimBASH: Der WohnheimBASH ist die jüngste der BASH-Veranstaltungen und fand erstmals im Sommer 2013 an den Wohnheimen der Neuen Burse statt.

Sehr bekannt war außerdem der Alchemistenball, der seit Mitte der 1970er Jahre bis 2008 jährlich stattfand. Er wurde ursprünglich als Fachbereichsball der damaligen Fachbereiche Chemie und Biologie gegründet und errang als karnevalistischer Ausklang des Wintersemesters schnell überregionale Bekanntheit. Wegen hoher Kosten, zunehmender Event-Konkurrenz sowie neuer Partykonzepte an der Universität wurde er 2008 letztmals ausgetragen.

## Angehörige der Universität

### Persönlichkeiten der Universität

#### Frühere Professoren (Auswahl)

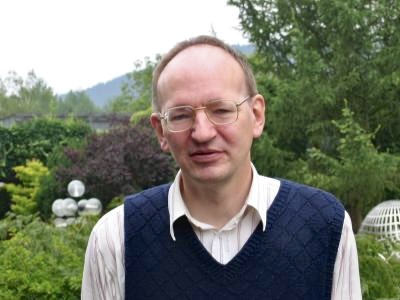
Mathematiker Gerd Faltings

Der Fotograf und Trickfilmer Albrecht Ade lehrte von 1971 bis 1977 an der Universität in der Fakultät Kunst und Design. Er initiierte 1982 das Internationale Trickfilmfestival Stuttgart und baute ab 1991 die Filmakademie Baden-Württemberg auf. Der in Wuppertal geborene Graphiker Gerd Aretz war von 1964 bis 1995 Professor für Illustration. Der Ingenieurwissenschaftler Hans Bode kam 1989 an die Universität und war über mehrere Jahre Dekan der Maschinentechnik. Er lehrte im Bereich Katalysatortechnik. Bazon Brock lehrte von 1980 bis zu seiner Emeritierung 2001 an der Bergischen Universität. Er zählt zu den Vertretern der Fluxus-Kunstrichtung der 1960er Jahre. Der Bildhauer Claus Bury übernahm von 1987 bis 2003 eine Professur an der Universität. Claus Jürgen Diederichs war von 1981 bis 2006 als Professor für Bauwirtschaft und Baumanagement tätig. Von 1973 bis 1993 war Joachim Fiedler als Inhaber des Lehrstuhls für Öffentliche Verkehrs- und Transportsysteme in Wuppertal tätig und entwickelte unter anderem Konzepte für Mobilitätsmanagement und Anruf-Sammeltaxis. Der Kinderbuchautor und Illustrator Wolf Erlbruch lehrte von 1997 bis 2009 an der Universität. Der Mathematiker Gerd Faltings wurde in Wuppertal mit 27 Jahren Deutschlands jüngster ordentlicher Professor, er erhielt 1986 für einen Durchbruch in der algebraischen Geometrie die Fields-Medaille und wurde als der berühmteste lebende deutsche Mathematiker bezeichnet. Der Grafik-Designer Willy Fleckhaus lehrte bis zu seinem Tod an der Universität. Der Historiker Eckhard Freise, Inhaber des Lehrstuhls für mittelalterliche Geschichte, gewann im Jahr 2000 als erster Kandidat in der Fernsehsendung „Wer wird Millionär?“ eine Million DM.

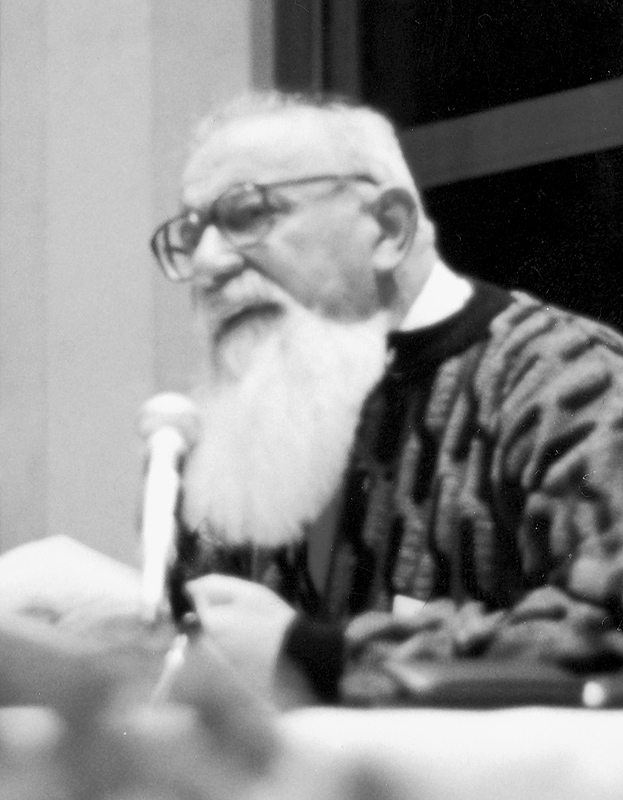
Schriftsteller Lew Kopelew

Der Industriedesigner Oliver Grabes war Professor für Industrial Design/Konzeption und Entwurf von Konsumgütern und erhielt für verschiedene Konzeptionen vor allem technischer Geräte über 30 Auszeichnungen und Awards. Seit 2009 ist er Chefdesigner des Elektrogeräte-Herstellers Braun. Als Spezialist auf dem Gebiet der Algebra und Zahlentheorie genießt der Mathematiker Günter Harder weltweites Ansehen. Gastprofessuren führten ihn unter anderem schon an die Universitäten Harvard, Yale und Berkeley, die zu den renommiertesten der Welt zählen. Unter der Leitung des Fernsehtechnikers Franz Josef In der Smitten, der acht Jahre lang Dekan an der Bergischen Universität war, wurde 1967 das Farbfernsehen in Westdeutschland eingeführt. Der Grafikdesigner Günther Kieser war elf Jahre Professor für visuelle Kommunikation und gilt als wichtigster deutscher Designer von Jazz- und Rockplakaten. Der Schriftsteller und Humanist Lew Sinowjewitsch Kopelew setzte sich für die Aussöhnung zwischen Deutschen und Russen ein und wurde schnell zu einer Symbolfigur der Völkerverständigung. Thomas Koebner war Literatur- und Medienwissenschaftler und veröffentlichte zu den Themen der Literatur-, Theater- und Filmgeschichte über 50 Werke, größtenteils Bücher. Auch Uwe Loesch war ein berühmter Wuppertaler Plakatdesigner, dessen Werke ihm gar internationales Ansehen und Auszeichnungen einbrachten. Die zahlreichen Kunstwerke der bildenden Künstlerin Anna Oppermann nehmen bis heute eine wichtige Position der internationalen Kunstepoche der 1960er und 1970er Jahre ein. Der mehrfach ausgezeichnete Mathematiker Michael Rapoport erlangte durch seine Werke zu höherdimensionalen Verallgemeinerungen von Modulfunktionen sowie seinen Beweis der Langlandsvermutung für lokale Funktionenkörper internationales Ansehen. Heinz Rölleke lehrte 27 Jahre lang Deutsche Philologie einschließlich Volkskunde an der Universität und wurde durch Veröffentlichungen von Büchern, Aufsätzen und Rezensionen zu einem international angesehenen Grimm-Forscher. Für seine Arbeiten erhielt er unter anderem das Verdienstkreuz 1. Klasse sowie den Europäischen Märchenpreis. Der Ingenieurwissenschaftler Bernhard Walz hatte entscheidenden Einfluss bei der Entwicklung von Bauplänen für den Burgholztunnel im Stadtteil Cronenberg, den größten Straßentunnel Nordrhein-Westfalens. Paul J. J. Welfens war Professor der Makroökonomischen Theorie und einer der angesehensten Volkswirte weltweit. Auf diesem Gebiet hat er in den vergangenen Jahren fast 200 Werke veröffentlicht, viele derer setzen makroökonomische Richtlinien und werden vielerorts als Lehrmaterial verwendet. Heinz-Erich Wichmann gehört mit über 450 wissenschaftlichen Arbeiten und Studien zu den bekanntesten und wichtigsten Epidemiologen und wurde national wie international mehrfach ausgezeichnet.

#### Aktuelle Professoren (Auswahl)

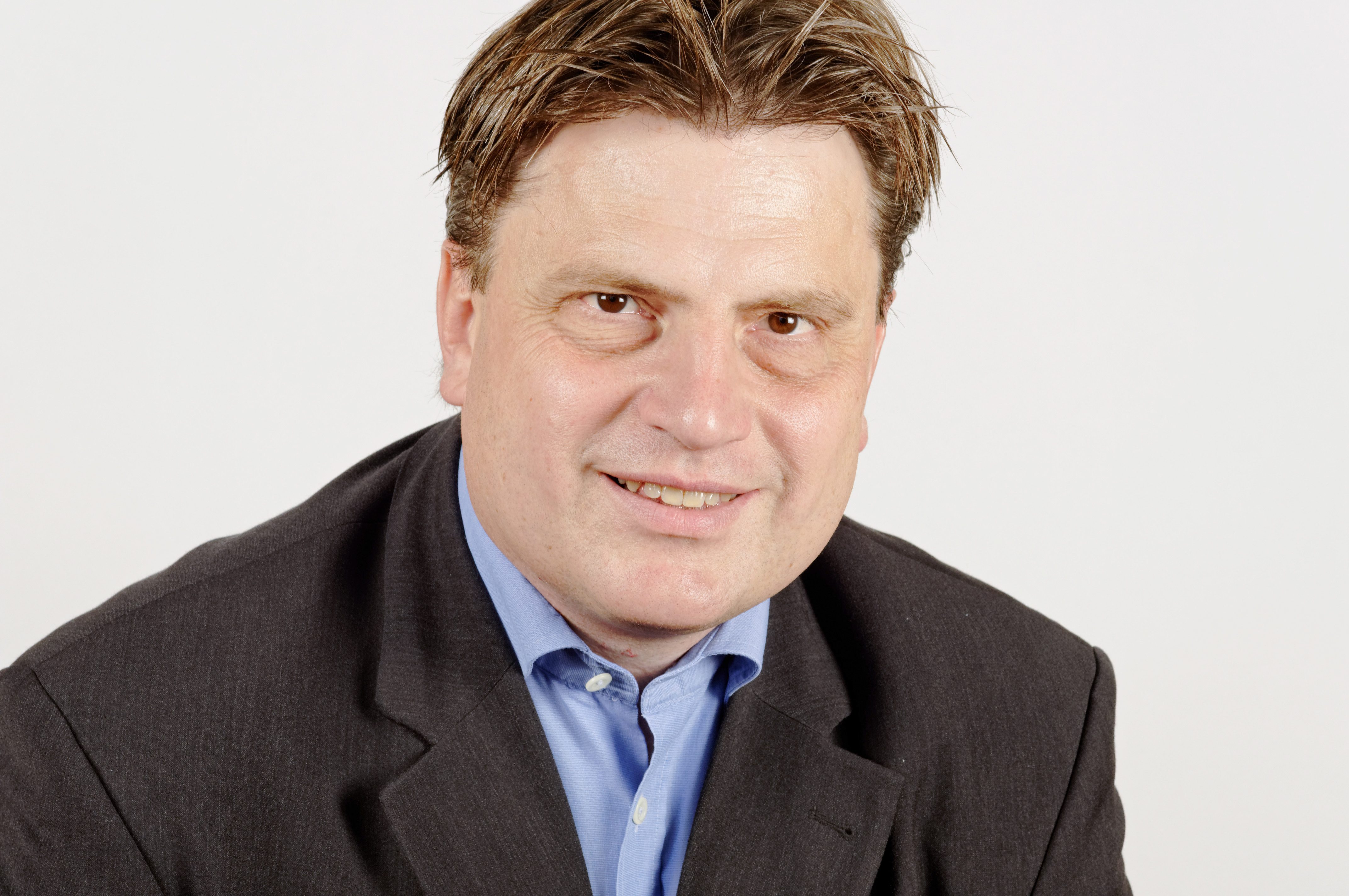
Politiker Winfried Bausback

Die gebürtige Schweizerin Doris Bühler-Niederberger ist als Soziologin international bekannt und vor allem als Expertin der Soziologie der Kindheit angesehen. Der Jurist und Rechtsanwalt Horst Franke hat bereits über 50 Veröffentlichungen herausgegeben, ist Mitglied der Beiräte oder Vorstände mehrerer Organisationen wie des Centrums für Deutsches und Internationales Baugrund- und Tiefbaurecht und erhielt 2012 das Verdienstkreuz am Bande der Bundesrepublik Deutschland. Als Professor für Arbeitsphysiologie, Arbeitsmedizin und Infektionsschutz ist Friedrich Hofmann Herausgeber von mehr als 50 Büchern und 500 Fachpublikationen. Er war lange Zeit Mitglied der Ständigen Impfkommission und ist wissenschaftlicher Beirat des Deutschen Grünen Kreuzes. Der Experimentalphysiker Karl-Heinz Kampert brachte bereits über 500 teils wegweisende Publikationen heraus und leitet seit 2010 das physikalische Großexperiment am Pierre-Auger-Observatorium. Die Verkehrswissenschaftlerin Ulrike Reutter leitet seit 2015 das Lehr- und Forschungsgebiet Öffentliche Verkehrssysteme und Mobilitätsmanagement (ÖVM).

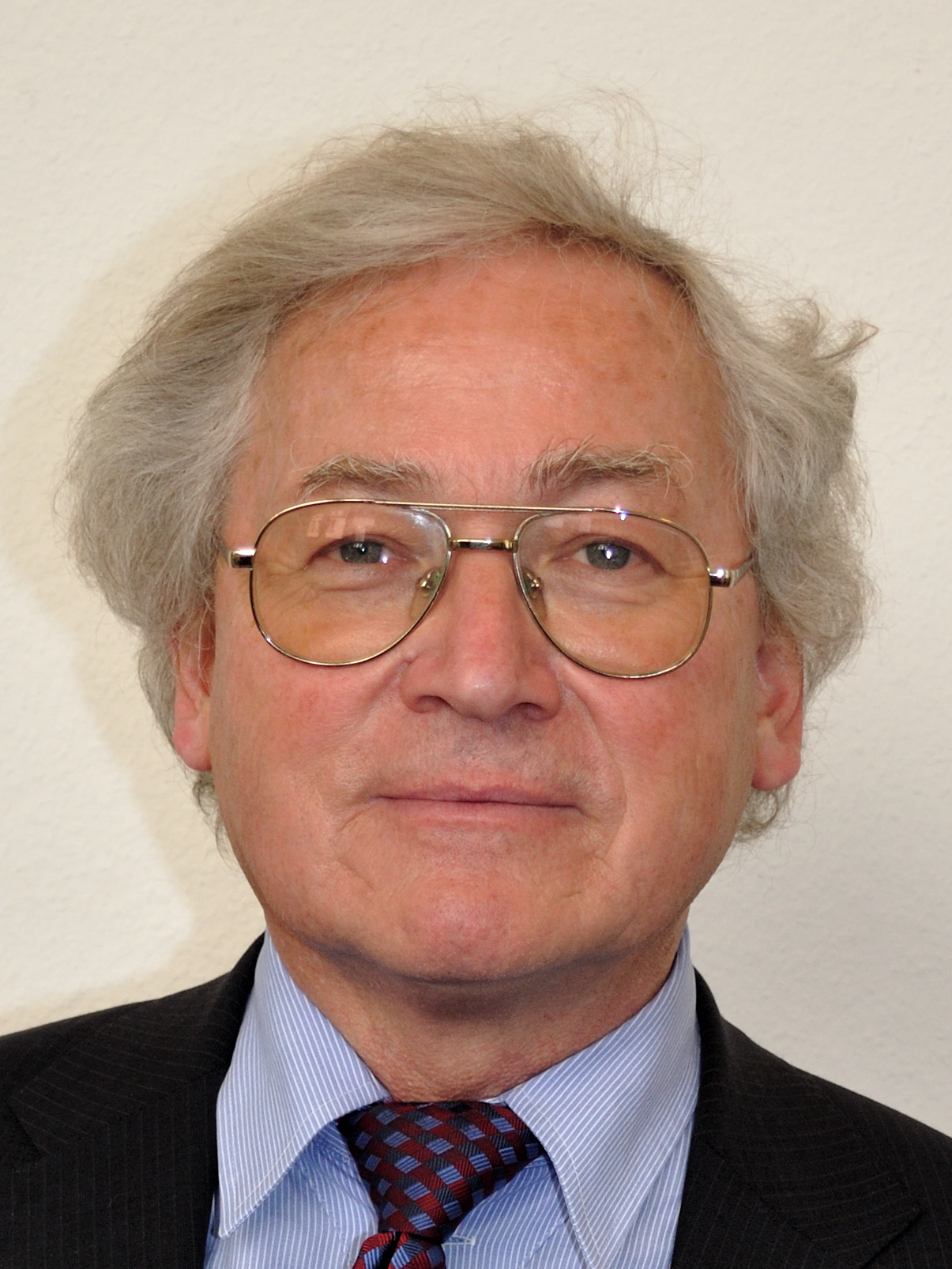
Althistoriker Karl-Wilhelm Weeber

Der Makromolekularchemiker Ullrich Scherf lehrt seit 2002 an der Universität. Er ist einer der meistzitierten Materialwissenschaftlern der Welt. Der Volkswirt und Lehrstuhlinhaber Ronald Schettkat gastierte schon an zahlreichen renommierten Universitäten, wie beispielsweise den Universitäten Amsterdam, Stanford, Berkeley und Princeton, und agiert als Fachberater internationaler Organisationen wie dem OECD oder der Europäischen Union. Der Designer Gert Trauernicht arbeitete für Unternehmen wie Volkswagen, BMW oder Sony und wurde bereits mehrfach ausgezeichnet, unter anderem mit renommierten Preisen wie dem iF Design Award oder dem red Dot Design Award. Dieter Vieweger ist Mitglied mehrerer archäologischer und theologischer Fachgesellschaften wie beispielsweise dem Deutschen Archäologischen Institut sowie Direktor des Biblisch-Archäologischen Instituts Wuppertal und zweier Institute in Jerusalem und Amman, wo er schon mehrfach Ausgrabungen leitete. Karl-Wilhelm Weeber gehört zu den bekanntesten klassischen Philologen und Althistorikern Deutschlands. Er lehrt parallel an der Ruhr-Universität Bochum und hat über 100 größtenteils populärwissenschaftliche Bücher verfasst, viele zum Thema „Altes Rom“ und „Antikes Griechenland“.

#### Ehrenbürger der Bergischen Universität
Die Universität hat bis 2024 die Ehrenbürgerwürde 13 Mal verliehen.
Als erstes erhielt 1976 das Ehepaar Stella und Gustav Adolf Baum diese Auszeichnung. Stella Baum war als Autorin tätig, Gustav Adolf Baum als Kaufmann. Beide waren seit 1945 als Kunstsammler aktiv und hatten sich in den Jahren vor Gründung der Universität um die Entwicklung der Stadt zur Universitätsstadt verdient gemacht, unter anderem durch die Bereitstellung eines Forums in ihrem Privathaus, in dem das Gründungsrektorat wichtige Kontakte knüpfen und aufbauen konnte. 1996 wurde der Wuppertaler Unternehmer Jörg Mittelsten Scheid, der bis 2005 Leiter der Unternehmensgruppe Vorwerk sowie Präsident und Mitglied mehrere Handelsverbände war, zum Ehrenbürger der Universität ernannt. Zuvor war 1977 bereits sein Onkel Erich Mittelsten Scheid, ebenfalls Leiter des Unternehmens, geehrt worden. 2012 erhielt sie der Jurist Klaus Peters, der 1972 Kanzler und Verwaltungschef der Bergischen Universität wurde und diese Position bis zu seinem Ruhestand 2001 fast 30 Jahre innehatte.

#### Bekannte Studierende/Alumni (Auswahl)
- Der Soziologe Werner Bruns arbeitete im baden-württembergischen Wissenschaftsministerium und prägte 1993 den Begriff der „Sozialkriminalität“.
- Petra Crone studierte Sozialwissenschaften an der Universität. Sie gehört seit 1994 dem Stadtrat Kierspe an, ist Mitglied im Landesparteitag in Düsseldorf und seit 2009 Mitglied des Deutschen Bundestages sowie ordentliches Mitglied im Ausschuss für Familie, Senioren, Frauen und Jugend.
- Klaus Hesse studierte Fotografie und Typografie in Wuppertal. Sein Büro Hesse Design erstellt unter anderem Designs für Unternehmen wie Audi, Dekra oder Swarovski und gewann über 200 Auszeichnungen.
- Katharina Molitor studierte Sport und Mathematik auf Lehramt. Sie nahm in der Leichtathletik an einer Europameisterschaft, zwei Weltmeisterschaften sowie den Olympischen Spielen 2012 teil und spielte als Volleyballerin mit dem TSV Bayer Leverkusen in der 1. Bundesliga.
- Günther Nonnenmacher habilitierte sich in Wuppertal. Er ist Mitherausgeber der Frankfurter Allgemeinen Zeitung.
- Werner Paulussen studierte Industriedesign in Wuppertal. Er war weltweit für das Design von Stadtbahnen verantwortlich und erhielt hierfür unter anderem den Red Dot Design Award.
- Patrick Salmen studierte Germanistik und Geschichte an der Universität. Er war 2010 Deutscher Poetry-Slam-Meister und 2011 Vizemeister. Seine Auftritte wurden über die Plattform YouTube knapp 3 Millionen Mal angesehen.
- Stephan Schmidt-Wulffen promovierte 1987 im Kommunikationsdesign. Er leitete den Kunstverein in Hamburg und die Akademie der Bildenden Künste Wien und erhielt das Ehrenzeichen für Verdienste um die Republik Österreich.
- Kurt W. Schönherr studierte in den späten 1970er Jahren Philosophie und Pädagogik und gründete später die AKAD Bildungsgesellschaft. Er war ein wesentlicher Impulsgeber des Fernunterrichts und erhielt zwei Verdienstorden der Bundesrepublik Deutschland.
- Olivia Spiker studierte Sicherheitsingenieurwesen an der Universität. Sie ist sechsfache Deutsche Boxmeisterin verschiedener Gewichtsklassen, dreifache Polnische Meisterin sowie Vizeeuropameisterin.
- Peter Süß studierte unter anderem Germanistik und Publizistik. Er ist Buch-, Zeitungs- und Fernsehautor sowie seit 2005 hauptverantwortlich für die TV-Telenovela Sturm der Liebe.
- Josef Wieland studierte bis 1985 Wirtschaftswissenschaften und Philosophie. Bekannt wurde er durch das von ihm entwickelte Konzept der Governanceethik.
- Hans-Joachim Zillmer studierte in Wuppertal Bauingenieurwesen. Er ist Gründer eines Hochbau-Unternehmens, eines Ingenieurbüros und einer Bauträgerfirma sowie Autor mehrere Sachbücher, die in bis zu zehn Sprachen übersetzt wurden und zum Teil als Bestseller gelten.

### Personal
Im Studienjahr 2023 (letzte Aktualisierung: Dezember 2024) waren 3911 Menschen an der Bergischen Universität beschäftigt, davon 2759 im wissenschaftlichen und Verwaltungsbereich und 1152 als studentische oder wissenschaftliche Hilfskräfte. Insgesamt arbeiten 269 Professorinnen und Professoren an der Universität. Der Frauenanteil liegt bei 30 %, das entspricht 81 Professorinnen.

### Studierende
An der Bergischen Universität waren im Wintersemester 2024/25 als Haupthörende 21.038 Studierende immatrikuliert. 14.994 davon waren im Bachelor eingeschrieben, 2871 im Master, 2391 im Lehramt oder im Master of Education, 995 im Bereich Promotionen, 61 im Bereich „Sonstiges“ (Deutschkurs etc.) sowie 83 im Diplom und ähnlichen Abschlüssen.
Im Prüfungsjahr 2023 wurden 139 Promotionen abgeschlossen. In der Elektro- und Informationstechnik (27 Promotionen), der Mathematik (15), der Chemie inklusive Lebensmittelchemie und Biologie (15), der Wirtschaftswissenschaft inklusive Recht (15) und der Physik (12) wurden die meisten Promotionen eines Studienfaches abgeschlossen. Aus der Katholischen Theologie und der Musik liegen im Zeitraum von 2019 bis 2023 keine abgeschlossenen Promotionen vor. Im Zeitraum von 2019 bis 2023 wurden 655 Promotionen sowie 18 Habilitationen abgeschlossen, davon sieben und zwei in den Prüfungsjahren 2022 und 2023.

#### Internationale Studierende
Im Wintersemester 2013/14 waren 1301 Bildungsausländer an der Bergischen Universität immatrikuliert. Die meisten stammten mit 321 aus der Volksrepublik China, mit größerem Abstand folgen der 85 Studenten aus dem Iran, 69 aus der Russischen Föderation, 68 aus Kamerun und 63 aus der Ukraine. Damit stammten insgesamt 6,8 % der eingeschriebenen Studenten aus dem Ausland. Als Bildungsausländer werden hierbei Promovierende, Deutschkursteilnehmer sowie Gast- und Austauschstudenten zusammengefasst. Die Gesamtzahl ausländischer Studierender, inklusive der Bildungsinländer die ihre Hochschulzugangsberechtigung im deutschen Inland erworben haben, beträgt 2295. Sie stammen aus 110 Ländern, mit 445 stammen die meisten aus der Türkei. Der gesamte Anteil ausländischer Studierender beträgt dann etwa 12 % und liegt damit etwa einen Prozentpunkt über dem Bundesdurchschnitt von 11,3 %.
Im Rahmen des Projektes In Touch Wuppertal konnten im Wintersemester 2015/16 erstmals Flüchtlinge als Gasthörer an den Veranstaltungen der Universität teilnehmen.

## Sonstiges

### Rankings
- Das Fachmagazin German Economic Review, das erstmals Forschungsaktivitäten bewertete, zeichnete 2008 die Produktivität der Fakultät für Wirtschaftswissenschaft auf Basis wissenschaftlicher Publikationen aus. Dabei wurde sie in drei Kategorien in eine Spitzengruppe von 50 Universitäten im deutschsprachigen Raum eingeordnet.[156]
- Im bundesweiten Gründungsranking, das im zweijährlichen Rhythmus durchgeführt wird, erreichte die Bergische Universität seit 2001 bereits mehrfach eine gute Platzierung, bereits dreimal wurde sie als bester Gründungsstandort Deutschland ausgezeichnet. Bewertet werden zumeist etwa 55 bis 65 Hochschulen. 2009 erhielten vor allem die Bereiche „Entrepreneurship Education“, „Ausgründungsaktivität“, „Außercurriculare Qualifizierung und Betreuung“ sowie „Mobilisierung“ Bestnoten.[157] 2011 erreichte die Universität mit dem dritten Rang hinter den Universitäten München und Berlin (jeweils TU) zum sechsten Mal in Folge einen der ersten drei Plätze und weist damit eine einzigartige Kontinuität im deutschen Vergleich aus.[158]
- Beim CHE ExcellenceRanking wurde die Universität in eine europaweite Gruppe von etwa 100 Hochschulen eingeordnet, die für Promovierende und Masterstudierende in den Bereichen Volkswirtschaftslehre, Psychologie und Politikwissenschaft forschungsstarke Studienfächer mit internationaler Orientierung aufweisen. Speziell in der Volkswirtschaftslehre gehört sie zu einer Spitzengruppe von 51 europäischen Hochschulen, unter denen sich auch die renommierten Universitäten Cambridge, Oxford, Wien und Zürich befinden.[159] Bereits 2007 wurde die Universität im Bereich der Physik in die europäische Top-Gruppe eingestuft.[160]
- Beim CHE Hochschulranking, das über 300 Hochschulen im deutschsprachigen Raum anhand der Urteile von über 250.000 Studenten bewertet, wurde die Bergische Universität dreimal ausgezeichnet. 2011 erreichte sie in elf von 13 Kategorien die Spitzengruppe. Mit einer Gesamtnote von 1,9 lag besonders die Fakultät für Wirtschaftswissenschaft über dem bundesweiten Durchschnitt von 2,6. Vor allem Kategorien, die sich der Unterstützung und Betreuung der Studierenden widmen, wurden gut bewertet.[161] Beim Ranking 2012 erhielt die Universität erneut sehr gute Bewertungen, die Fächer Mathematik und Sportwissenschaft sowie mehrere naturwissenschaftliche Fächer zählen demnach zur deutschen Spitzengruppe.[162] 2014 erhielt die Universität im Wirtschaftsingenieurwesen und der Wirtschaftswissenschaft insgesamt fünf Bestbewertungen.[163]
- In einem bundesweiten Ranking aller Hochschulen mit mehr als 15.000 Studierenden des Allgemeinen Deutschen Hochschulsportverbands belegte die Universität im Januar 2012 den vierten Rang hinter der Georg-August-Universität Göttingen, der Gottfried Wilhelm Leibniz Universität Hannover sowie der führenden Universität Potsdam. Bewertungskriterien waren die Anzahl ausgerichteter Bildungsveranstaltungen im Bereich des Hochschulsports, die Qualität dieser Veranstaltungen sowie die Anzahl der zu Veranstaltungen anderer Hochschulen gesandten Mitarbeiter und Studierenden. 2010 belegte die Universität noch Rang 26, 2011 Rang 13.[164]

### Auszeichnungen
- Im Juli 2011 erhielt der lokale Hochschulsport zwei bundesweite Auszeichnungen. Zum einen wurde der „Hochschulsport-Pausen-Express“, der in Kooperation mit den Universitäten Aachen, Paderborn und Potsdam durchgeführt wird, als beste Maßnahme ausgezeichnet. Zum anderen wurde das Projekt „Potential der Pause“ als zweitbestes Projekt ausgezeichnet.[165]
- Wegen der Bemühungen um innovative Entwicklungen des wissenschaftlichen Rechnens auf Grafikkarten ist die Universität 2012 vom Grafikkartenhersteller Nvidia mit dem Titel „CUDA Research Center“ ausgezeichnet worden.[166]
- Ende 2014 erhielt die Universität den Wuppertaler Wirtschaftspreis in der Kategorie Stadtmarketingpreis für ihre überregionale Bedeutung in der Forschung und Lehre.[167]

Des Weiteren werden regelmäßig Dozenten, Studenten und Absolventen mit Auszeichnungen für Publikationen, Studienleistungen, Abschlussarbeiten oder auch besondere Verdienste spezieller Fachgruppen gewürdigt.

### Trivia
- Weltökonom Sir Hans Wolfgang Singer, geboren 1910 in Wuppertal-Elberfeld, dem heutigen Standort der Universität, musste 1933 im Alter von 22 Jahren emigrieren. Er hatte Deutschland nach dem Zweiten Weltkrieg gemieden, nahm jedoch in den achtziger Jahren eine Einladung des damaligen Fachbereichs Wirtschaftswissenschaft der Universität in seine Geburtsstadt an, um unter anderem Vorträge vor Wuppertaler Studenten zu halten. Auf den Spuren seiner Kindheit stellte er dabei fest, dass sein Geburtshaus und die Umgebung seiner Kindheit in der Elberfelder Südstadt nicht mehr existierten.[168]
- Die Trendsportart Streetboccia, auch Crossboule oder Crossboccia genannt, wurde von zwei Studenten der Bergischen Universität, Mark Caliman und Tim Bellow, als Weiterentwicklung des traditionellen Boccia oder Boule erfunden. Sie verknüpften die bekannte Spielweise mit neuen, zu 3/4 mit Granulat gefüllten Bällen, die ein Spiel im dreidimensionalen Raum und auf verschiedenen Ebenen ermöglichen. 2013 fand die Weltmeisterschaft im Streetboccia in Wuppertal statt. Europaweit wurden 2012 bereits 50.000 aktive Spieler geschätzt.[169]
- Bibliotheksdirektor Dieter Stäglich, von 1972 bis 2006 im Amt, war von 1974 bis 1983 als Fußballschiedsrichter im deutschen Profifußball tätig und leitete 119 Spiele in der Bundesliga, 2. Bundesliga, 2. Bundesliga Nord sowie im DFB-Pokal.[170] Die meisten Einsätze hatte er mit jeweils elf in Spielen mit Beteiligung von Eintracht Braunschweig und dem 1. FC Kaiserslautern. Außerdem war er Staffelleiter im Fußball-Kreis Bonn und engagierte sich im Fußballverband Mittelrhein sowie im Westdeutschen Fußball- und Leichtathletikverband. Hierfür wurde er 2011 mit der Sportplakette des Landes Nordrhein-Westfalen ausgezeichnet.[171]
- Im Oktober 2002 desselben Jahres feierte die Universität ihr 30-jähriges Jubiläum mit einer 24 Stunden andauernden Ringvorlesung zahlreicher Referenten, die in der Pauluskirche von insgesamt bis zu 3000 Hörern besucht wurde und deutschlandweit als „längste Vorlesung der Welt“ bekannt wurde.[172]

## Weiterführende Links